# Normandie
Cet article concerne la région historique. Pour la région administrative créée en 2016, voir Normandie (région administrative). Pour les autres significations, voir Normandie (homonymie).
La Normandie (en normand : Normaundie ou Nourmaundie, en anglais : Normandy) est une entité géographique et culturelle, située au nord-ouest de la France et bordée par la Manche ; elle a traversé différentes époques historiques, malgré une absence de reconnaissance administrative entre la Révolution française de 1789 et la réforme territoriale de 2015. Les frontières continentales historiques de la province de l'Ancien Régime épousent assez fidèlement celles de la région administrative contemporaine.
Fondé en Neustrie par Rollon, le duché de Normandie occupe à partir de 911 la basse vallée de la Seine, puis le Bessin, le pays d'Auge et l'Hiémois en 924, le Cotentin, l'Avranchin et les îles de la Manche en 933. En 1066, le duc de Normandie Guillaume le Conquérant conquiert l'Angleterre et en devient roi. Un siècle et demi plus tard, en 1204, le roi de France Philippe Auguste envahit le duché et l'intègre au domaine royal, à l'exception de sa partie insulaire, qui forme les bailliages de Jersey et de Guernesey, sous dépendance de la Couronne britannique. La partie continentale devient dès lors province française, jusqu'en 1790, tandis que les îles Anglo-Normandes restent sous la souveraineté des monarques de Grande-Bretagne sous le titre de « duc de Normandie ».
À la création des régions en 1956, la Normandie continentale est séparée en deux collectivités territoriales, qui portent le nom en partage : les régions administratives de Haute-Normandie et de Basse-Normandie. Leur réunification au sein d'une seule région Normandie est votée par l'Assemblée nationale le 17 décembre 2014 et est appliquée au 1er janvier 2016, après les élections régionales de décembre 2015.
Très stables, les frontières continentales de l'ancienne province concordent assez fidèlement avec celles de la région administrative contemporaine, hormis quelques territoires incorporés aux actuels départements d'Eure-et-Loir, de la Mayenne, de l'Oise et de la Sarthe, lors de la création des généralités, et quelques communes enclavées échangées avec la Mayenne après la création des départements à la Révolution, avec le Calvados, l'Eure, la Manche, l'Orne et la Seine-Maritime (anciennement Seine-Inférieure).
La population de la région Normandie est de 3 327 000 habitants (les Normands) en 2024 d'après l'Insee, auxquels s'ajoutent environ 170 000 habitants sur les îles Anglo-Normandes.

## Origine du nom
Le nom Normandie est dérivé du terme normand, avec le suffixe d'origine latine -ie (cf. Germania « Germanie », Italia « Italie », etc.). Normand est lui-même un emprunt au francique *nortman ou au vieux norrois norðmaðr,, qui signifient tous deux « homme du Nord ». Nortmannus est attesté pour la première fois en latin médiéval dès la fin du IXe siècle,. Quant à Normand (écrit Norman), il figure dans la Chanson de Roland. La Normandie est donc étymologiquement le « pays des hommes du Nord ».
L'expression Norðmannaland, équivalent germanique de Normandie, est trouvée en vieil anglais à la fin du IXe siècle dans Orosius et se réfère au « Danemark », pays alors aux contours difficiles à définir.

## Histoire

### Préhistoire, protohistoire et antiquité
La présence humaine dans la région n'est pas antérieure à la fin du paléolithique inférieur (auparavant cette région était extrêmement froide). Au paléolithique moyen, elle est attestée par de nombreuses trouvailles d'industrie lithique. Mais, au paléolithique supérieur, la région est occupée par la toundra, peu propice à la vie humaine. Cependant, elle sera à nouveau habitée, comme le montre la grotte de Gouy près de Rouen, qui, du fait de ses gravures pariétales datées du magdalénien, se trouve être la grotte ornée la plus septentrionale d'Europe. Par ailleurs, de nombreux mégalithes encore visibles parsèment d'une façon assez régulière la campagne normande. Le site archéologique du Rozel présente des traces exceptionnelles de pas et de mains d'Homo neanderthalensis.
Mais ce n'est véritablement qu'à l'âge du bronze (entre 2300 et 800 av. J.-C.) que la Normandie va être mise en valeur. À cette époque, des fermes, des systèmes parcellaires et de vastes nécropoles sont implantés dans le territoire, formant un premier maillage de sites couvrant l'ensemble des terroirs normands.
La découverte d'objets comme le casque gaulois doré d'Amfreville-sous-les-Monts (IVe siècle av. J.-C.) ou celui, en fer, du musée de Louviers, ainsi que de sites comme la grande nécropole de Pîtres (Eure), avec ses urnes à incinération, ses épées enroulées et des traces de tombes à char, ou la nécropole d'Ifs (Calvados), qui date de la fin de la période de Hallstatt ou du début de celle de la Tène, témoignent de la présence celtique en Normandie. Les peuples celtes de l'actuelle Normandie faisaient partie de l'Armorique, confédération de peuples proches culturellement sur les rivages de la Manche et de l'Atlantique, de l'estuaire de la Seine à celui de la Loire.
Le peuple celte des Belges s'installe en Normandie entre le VIe et le IIIe siècle av. J.-C. Le témoignage de Jules César (dans La Guerre des Gaules) nous permet d'identifier les différents groupes gaulois occupant la région. En 56 ou 57 av. J.-C., ces populations se regroupent pour résister à l'invasion des légions romaines. Après la défaite gauloise d'Alésia, les peuples de Normandie continuent quelque temps la lutte mais, en 51 av. J.-C., toute la Gaule est soumise à Rome.

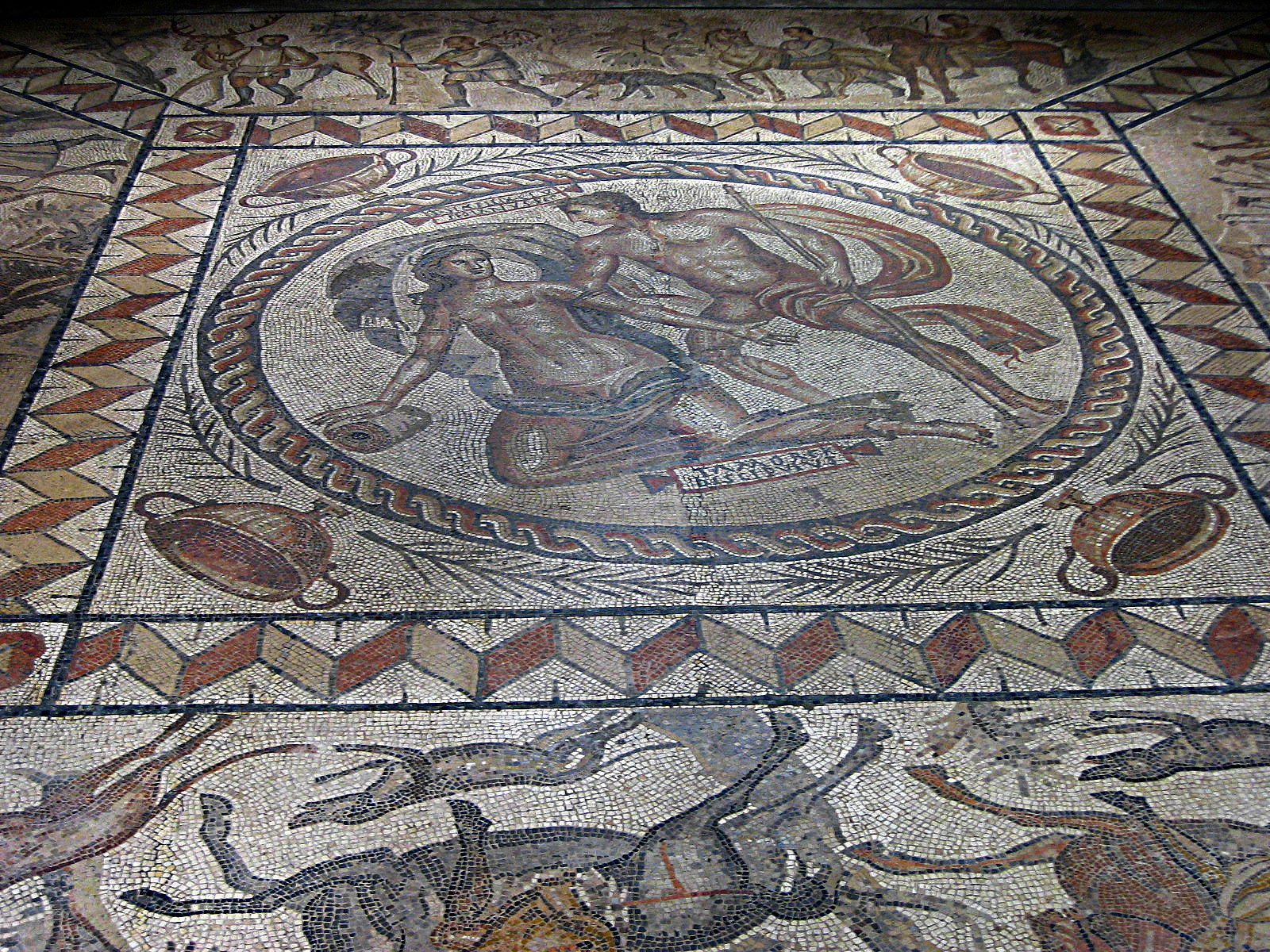
Grande mosaïque de Lillebonne, en Seine-Maritime, conservée au musée départemental des Antiquités de Rouen.

Entre 27 et 15 av. J.-C., l'empereur Auguste réorganise le territoire gaulois et fait passer les Calètes et les Véliocasses dans la province de Gaule lyonnaise, dont la capitale est Lyon. La romanisation de la Normandie, comme ailleurs en Occident, passe par la construction de routes et de villes.
On connaît de nombreuses villas gallo-romaines sur le territoire normand. Les constructeurs utilisaient les matériaux locaux : silex, craie, calcaire, brique, torchis. Le chauffage des bains ou de certaines pièces emprunte le procédé de l'hypocauste romain (villa suburbaine de Vieux-la-Romaine).
L'agriculture fournit du blé et du lin, d'après Pline l'Ancien. Enfin, dans les campagnes normandes de l'Antiquité, les fana (petits temples à plan centré, en général carré, de tradition celtique) sont nombreux. On en situe un exemple à l'ouest d'Harfleur. Les fouilles ont aussi révélé la présence de nombreuses statuettes de déesses-mères en terre cuite, dans les tombes et les maisons normandes. Ainsi, au Vieil-Évreux, il existe un des plus importants centres de pèlerinage d'Europe, qui comprenait un forum, des thermes romains, une basilique monumentale, deux fana et le deuxième plus grand théâtre de Gaule.
À partir du deuxième tiers du IIIe siècle, les raids « barbares » dévastent de nombreux lieux de la région normande. Le littoral doit faire face à la piraterie maritime des Saxons, mais aussi des Francs et des Frisons. Des contingents germaniques sont donc recrutés par l'armée romaine pour lutter contre d'autres Germains et ces immigrants reçoivent l'autorisation de s'établir dans l'Empire.
À l'occasion des réformes de l'empereur Dioclétien (285-305), la future Normandie s'individualise en devenant la Lyonnaise seconde, dont les limites préfigurent celles de la Normandie ducale sept siècles plus tard : elle s'étend du Couesnon à la Bresle et est bornée au sud par les cours supérieurs de la Sarthe et de l'Avre. Seule différence significative, la Lyonnaise seconde inclut le futur Vexin français, le pays des Véliocasses restant alors indivis.
C'est aussi à cette époque que commence la christianisation de la province : les historiens savent qu'en 314, Rouen a déjà un évêque. À partir de 406, les peuples germaniques et alano-hunniques déferlent sur l'Occident. Des Saxons viennent s'installer sur les côtes normandes, dans la région de Bayeux, ainsi que sur les îles Anglo-Normandes. De leur côté, de nombreux Francs occupent le pays de Bray et une partie du pays de Caux, parfois comme soldats romains, puis, après la victoire de Clovis sur le « royaume romain » de Syagrius, comme soldats du nouveau pouvoir franc.

### Les Francs et les invasions scandinaves
Dès 486, le Nord de la Gaule passe sous le contrôle du chef franc Clovis. La colonisation franque fut assez dense dans la partie est et quasiment nulle dans la partie ouest de l'actuelle Normandie. La christianisation amorcée au Bas-Empire romain se poursuit dans la région : construction de cathédrales, édification d'églises, oratoires sur les routes, etc. L'établissement des paroisses se réalise progressivement. À l'époque carolingienne, les tombes des villageois se regroupent autour de l'église paroissiale.
Le monachisme normand se développe à partir du VIe siècle, surtout dans l'ouest de la région, plus isolé. Au VIIe siècle, des nobles d'origine franque fondent plusieurs abbayes dans la vallée de la Seine. Ces abbayes normandes adoptèrent la règle de saint Benoît. Elles possédaient de grands domaines fonciers, dispersés en France, dont elles tiraient des revenus élevés.
Le royaume franc dirigé par Charlemagne connaît un raid dès 799 : c'est le point de départ d'une longue série d'attaques vikings, dont la plus connue est sans doute le siège de Paris de novembre 885 à mai 887. Les chroniques des monastères nous apprennent que la Seine charria des flottes scandinaves en 841, en 845, en 851, en 852, en 856 et en 861. À partir de 851, ils hivernent en Basse-Seine.
Si des mesures défensives sont rapidement prises après l'événement de 799, il n'en demeure pas moins que les incursions vikings restent d'une redoutable efficacité tout au long du IXe siècle. Ce succès s'explique d'abord par la vitesse d'exécution de la machine militaire viking, efficace et novatrice. Par ailleurs, la décadence politique de l'Empire carolingien après 830 rend certainement plus aisée la tâche des assaillants. En outre, un certain nombre d'abbayes normandes ont été construites à proximité de la Seine, facilitant grandement leur pillage et leur destruction.

### La Normandie ducale

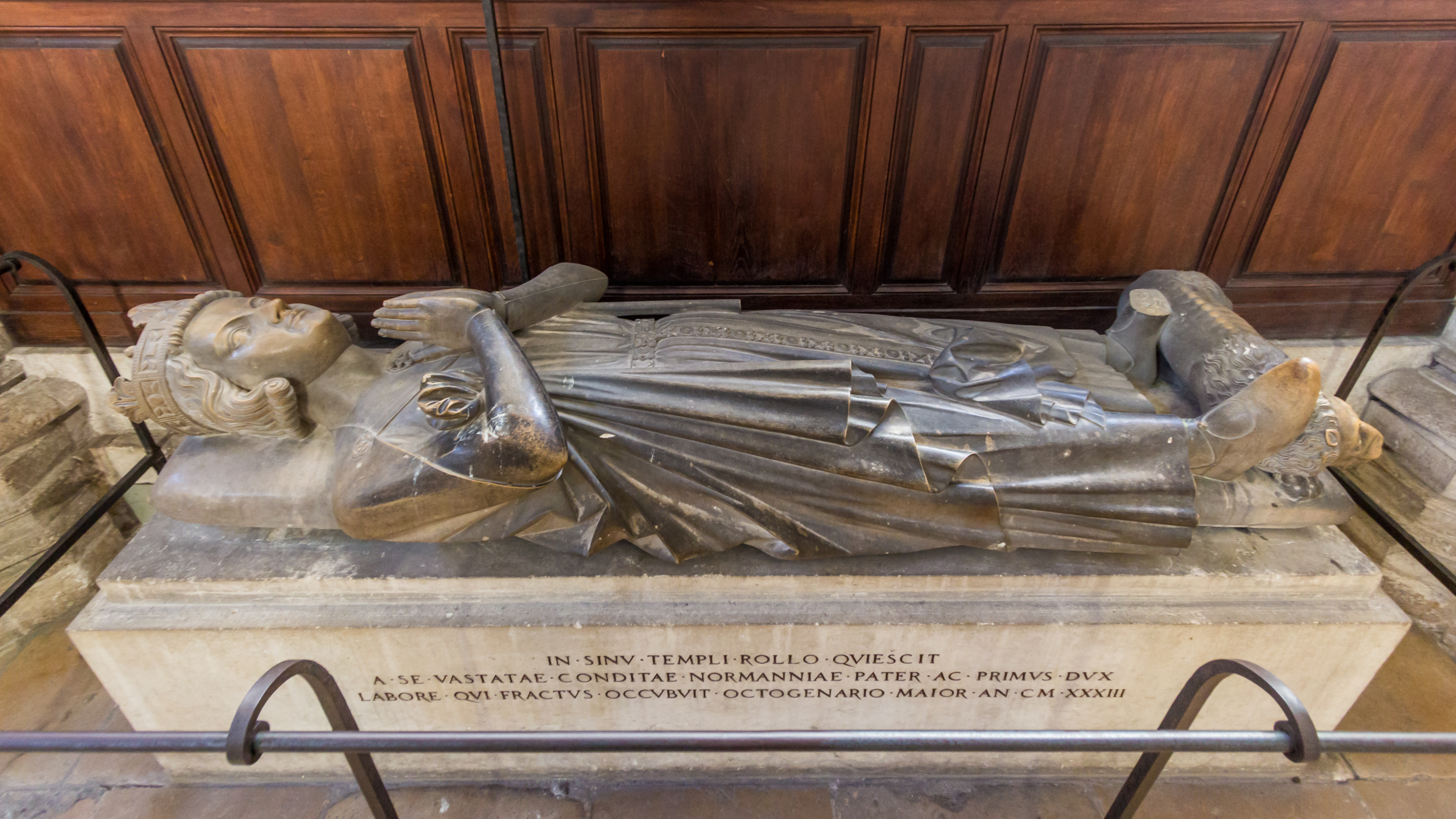
Tombeau de Rollon, cathédrale de Rouen.

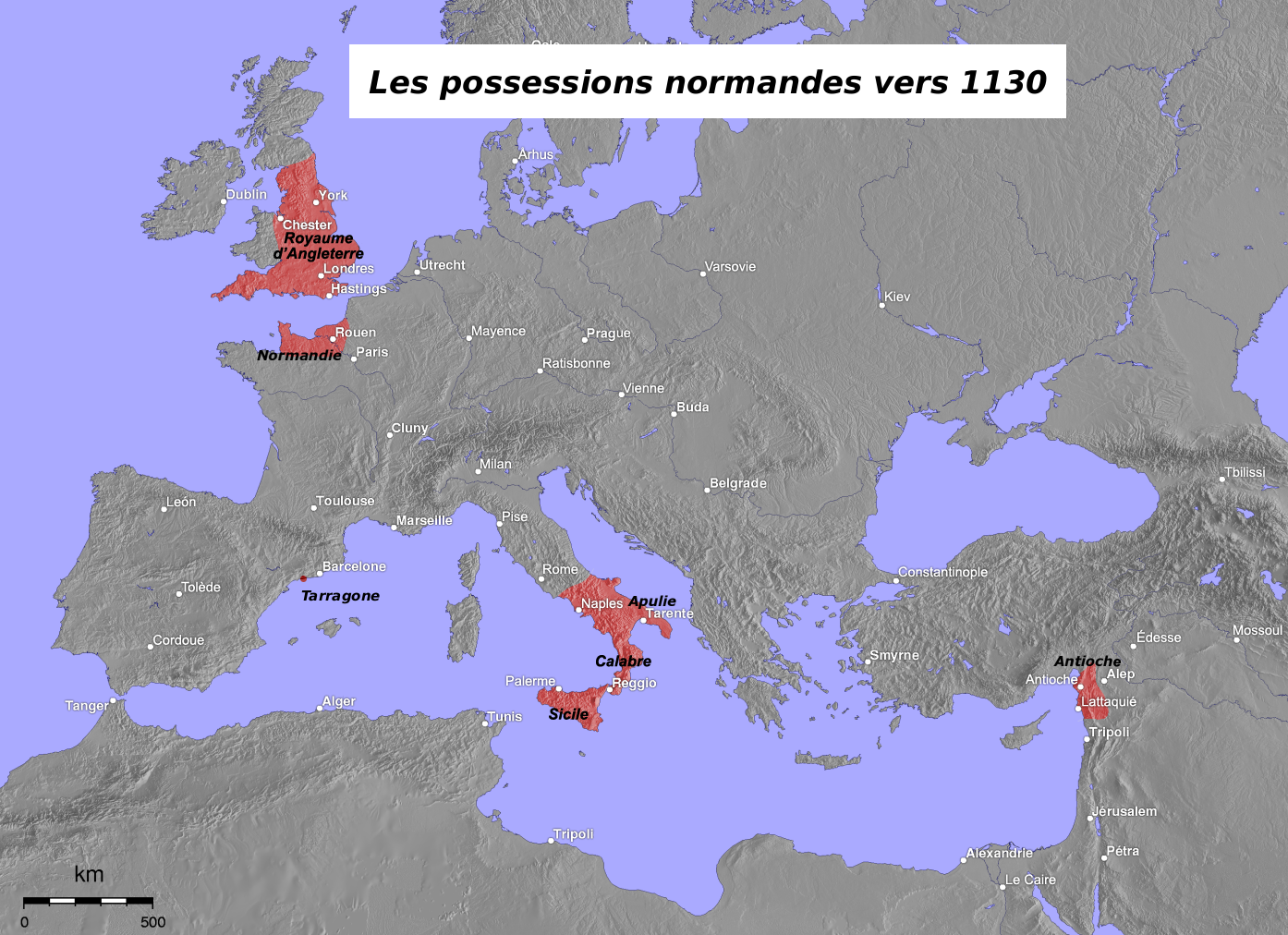
Le monde normand au XIIe siècle.

En 911, le chef viking Rollon conclut un accord avec le carolingien Charles le Simple. Aux termes du traité de Saint-Clair-sur-Epte et comme proposé lors du concile de Trosly en 909, le roi lui remet la garde du comté de Rouen (dont on ne connaît pas réellement l'étendue), en échange d'un serment de vassalité et d'un engagement à se faire baptiser. Rollon doit également protéger l'estuaire de la Seine et Rouen, la nouvelle capitale normande, des incursions scandinaves.
Les archevêques de Rouen, responsables de la province ecclésiastique de Rouen, poussent les princes normands à élargir leurs possessions. À la suite de conquêtes, le territoire sous souveraineté normande s'agrandit jusqu'à faire à peu près coïncider l'une et l'autre :
- en 924, avec les Bessin, pays d'Auge et Hiémois ;
- en 933, les Vikings de Normandie s'approprient le Cotentin, l'Avranchin et les îles, aujourd'hui « Anglo-Normandes », aux dépens des Vikings de Bretagne commandés par Incon ;

La Normandie est un important duché du royaume de France de 911 à 1204, sur lequel l'autorité du roi demeura cependant toute théorique. Selon René Musset, « la Normandie est née d'un hasard historique : le don d'un territoire à un chef de bande scandinave, Rollon, mais d'un territoire qui, de longue date, se dessinait ».
Les Normands essaiment et administrent des territoires parfois éloignés. Ils fondent notamment des royaumes et des principautés en Méditerranée. Ainsi, en 1057, Robert Guiscard et Roger de Hauteville jettent les fondations du futur royaume de Sicile. En 1098, Bohémond de Tarente fonde la principauté d'Antioche, dont le territoire se situe dans les actuelles Turquie et Syrie. En 1129, Robert Burdet fonde une principauté en Espagne, après avoir pris Tarragone aux musulmans.
Compte tenu du poids de la toponymie et, dans une moindre mesure, de la patronymie scandinaves dans le Cotentin, des chercheurs britanniques de l'université de Leicester ont collecté en juin 2015 des centaines d'échantillons de salive afin d'en savoir davantage sur la colonisation viking de la Normandie.

#### L'œuvre de Guillaume le Conquérant

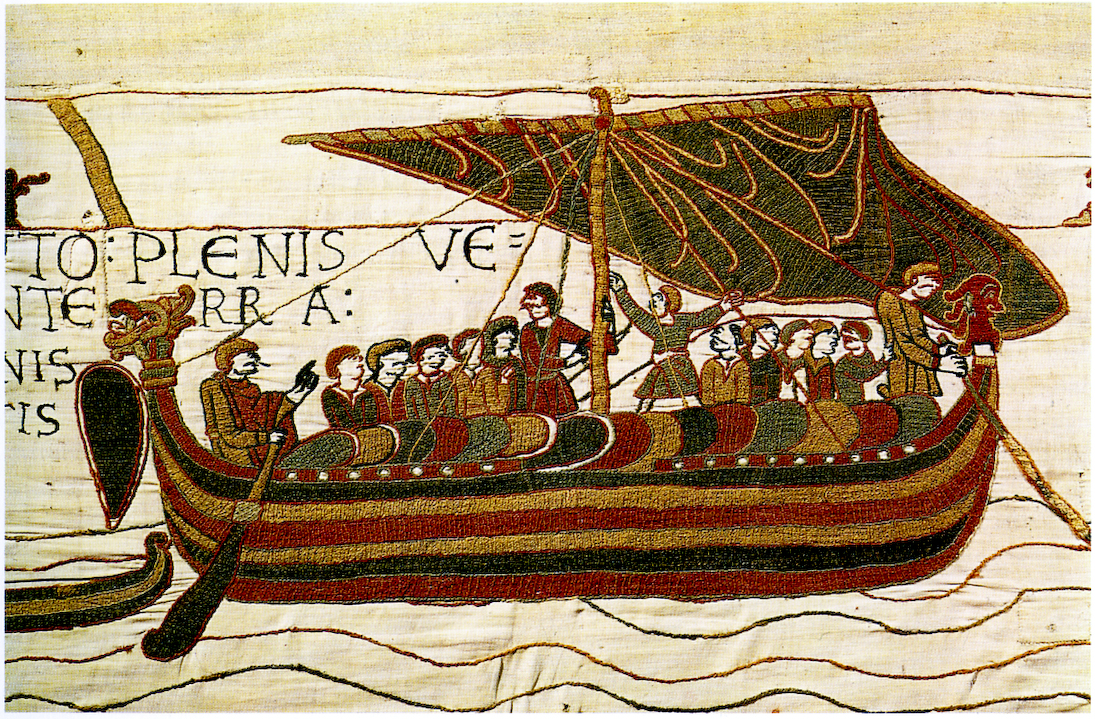
Conquête normande de l'Angleterre.

Descendant de Rollon, Guillaume le Conquérant complète les limites de la Normandie historique par la conquête du Passais sur le Maine en 1050. Surtout, il envahit en 1066 l'Angleterre, dont il devient le souverain, sous le nom de Guillaume Ier d'Angleterre. Il fait de Caen, simple bourgade, sa capitale politique et judiciaire. Cependant, Rouen reste la capitale économique et religieuse, l'archevêché de Normandie s'y trouvant.
La conquête normande de l'Angleterre a permis le rayonnement de la langue anglo-normande, dialecte d'oïl, c'est-à-dire de la langue-toit plus couramment dénommée ancien français, qui a donné naissance à quelques-uns des chefs-d'œuvre de la littérature française du Moyen Âge (voir littérature anglo-normande). Ceci explique également que la langue anglaise contient de très nombreux emprunts lexicaux d'origine latine ou scandinave par le truchement de l'anglo-normand et de l'ancien français.

#### Institutions et droit normand
Institué par Rollon, premier duc de Normandie au commencement du Xe siècle, l'Échiquier de Normandie est la cour souveraine de Normandie. Rassemblant les notables de la province, c'est un parlement ambulatoire, qui se tient deux fois par an.
La coutume de Normandie est le système juridique apparu en Normandie au début du Xe siècle qui est resté en vigueur dans les îles Anglo-Normandes après la promulgation du Code civil français.
La charte aux Normands est un acte, octroyé le 19 mars 1315, conférant certains droits ou privilèges aux Normands. Il est signé par le roi de France Louis le Hutin, lequel, en répondant aux barons normands impatients, en confirme tous les termes en juillet 1315. Cette charte, faisant écho à la Magna Carta ou la charte des libertés des Anglais, est considérée jusqu'en 1789 comme le symbole du particularisme normand. Elle offre à la province des garanties en matière juridique, fiscale et judiciaire. Longtemps respectée, cette charte cesse d'être appliquée à la fin du XVIe siècle et n'est réellement abolie que sous Louis XIV. Elle continue néanmoins de figurer dans les ordonnances et les privilèges du roi jusqu'en 1789.
Au début du XVIe siècle, l'Échiquier est transformé en parlement de Normandie. On l'appelle aussi parlement de Rouen, parce qu'un édit royal l'a institué dans cette ville, alors que son prédécesseur pouvait se tenir dans différentes villes de cette province.

### La Normandie française au Moyen Âge
Le 25 mai 1199, le roi d'Angleterre Jean sans Terre se fait couronner duc de Normandie à Rouen. Il rend hommage au roi de France et des négociations aboutissent au traité du Goulet, formalisant la paix entre les deux pays. En 1200, Jean sans Terre épouse de force Isabelle Taillefer, promise à Hugues IX de Lusignan, vassal du roi de France. Ce dernier, se sentant lésé, fait appel à la justice de son suzerain Philippe Auguste qui prononce la commise des fiefs de Jean sans Terre, à cause de son absence. Autrement dit, le seigneur français confisque les terres de son vassal, en application du droit féodal, et donne ces domaines au neveu du Plantagenêt, Arthur Ier de Bretagne, à part la Normandie qu'il se réserve. À l'été 1202, Philippe Auguste s'empare du pays de Bray. Jean sans Terre fait assassiner Arthur de Bretagne, son neveu ; ses barons normands, influencés par le roi de France, l'abandonnent. À l'été 1203, Château-Gaillard est assiégé et tient bon jusqu'au 6 mars 1204. Le 21 mai, la ville de Caen tombe aux mains des Français. Enfin, le 24 juin 1204, les troupes de Philippe Auguste entrent à Rouen, après avoir vaincu la résistance de ses habitants. Le roi a conquis la Normandie, qui est incorporée au domaine royal français : cela signifie que le roi disposera de nouveaux revenus et imposera ses officiers dans l'ancien duché. Les « îles Anglo-Normandes » ne seront en revanche jamais conquises, et restent sous l'administration des souverains anglais, bien que ne faisant pas partie du royaume d'Angleterre. En 1230, Foulques III Paynel et d'autres seigneurs normands tentent de se dégager de la tutelle française et demandent l'aide du roi d'Angleterre Henri III. Ils échouent ; la Normandie reste sous le contrôle français.
Administrativement, la partie continentale reste un duché à part entière. La Normandie joue un rôle important durant la guerre de Cent Ans (1337-1453). Si elle n'est pas à l'origine du conflit, elle devient rapidement un enjeu entre le roi d'Angleterre et le roi de France. La richesse de la Normandie, son passé commun avec ses ducs-rois, sa proximité géographique avec l'île expliquent cette situation particulière.
Dans un premier temps, les Anglais se contentent de lancer des chevauchées destructrices à travers la région. Puis ils occupent la région pendant plus de trois décennies (1417-1450). En 1420, le traité de Troyes fait du roi d'Angleterre l'héritier du royaume de France. La Normandie apparaît alors comme l'élément central de la France anglaise. Finalement, le roi de France Charles VII reconquiert la riche province et pardonne aux Normands qui ont collaboré avec l'ennemi. La Normandie retrouve la paix mais sort très affaiblie du conflit. La reconquête française s'étant arrêtée à Cherbourg, les îles Anglo-Normandes restent propriété de la couronne d'Angleterre. Elles ne seront en revanche jamais intégrées à proprement parler au royaume d'Angleterre, pas plus qu'au Royaume-Uni par la suite.
Loin de ces conflits, le Normand Jean de Béthencourt conquiert les îles Canaries en 1402.
En 1466, le duché de Normandie est partagé en bailliages, subdivisés en vicomtés remontant à l'époque féodale et supprimés en 1744 seulement. Plus tard, un nouveau découpage en élections fiscales apparaît, qui divise la Normandie en deux, puis trois généralités : celles de Rouen et de Caen en 1542, puis celle d'Alençon en 1636. La partie insulaire demeure partagée en deux bailliages de Jersey et Guernesey. Dépendances autonomes de la couronne britannique (le souverain britannique détenant parmi ses titres celui de duc de Normandie), elles ont gardé des traditions et des lois normandes.
À l'est du Cotentin, les îles Saint-Marcouf, devenues un repaire de pirates, furent concédées à la France par la couronne britannique en 1802.

### La Renaissance et le Grand Siècle
Après la guerre de Cent Ans, la Normandie se reconstruit et connaît une période faste dans la première moitié du XVIe siècle : les campagnes se sont couvertes de manoirs et la prospérité a modifié le visage des villes. Les « Grands » ont construit de magnifiques hôtels urbains en adoptant rapidement le style de la Renaissance. Après 1550, les guerres de Religion, puis l'alourdissement des impôts, mettent cependant un frein à cette prospérité.
Les ports normands sont des points de départ des explorateurs et colonisateurs français. Samuel de Champlain quitte le port d'Honfleur en 1604 et, avec Pierre Dugua de Mons, participe à la fondation de l'Acadie de l'autre côté de l'océan Atlantique. Quatre ans plus tard, il fonde la ville de Québec. En 1625, le Normand Pierre Belain d'Esnambuc prend possession de la Martinique, de la Guadeloupe, de Saint-Christophe et de Marie-Galante. L'armateur Jehan Ango fait partir de Dieppe de nombreuses expéditions maritimes. Ami de François Ier, il lança plusieurs grandes expéditions comme celle vers Terre-Neuve (1508), conduite par Thomas Aubert et Giovanni da Verrazzano sur le navire « La Pensée » ; puis vers la Nouvelle-Angoulême (1524) avec Giovanni da Verrazzano et enfin vers Sumatra (1529) avec les frères Jean et Raoul Parmentier.
Vers 1650, la Normandie connaît une petite période de prospérité. Mais, à partir de 1689, la guerre reprend contre l'Angleterre et le littoral normand subit plusieurs attaques. En 1694, Le Havre et Dieppe sont bombardés.
Les Normands participent activement à l'exploration française du Nouveau Monde : en 1678, René-Robert Cavelier de La Salle voyage dans les régions des Grands Lacs et découvre le Mississippi ; en 1699, Pierre Le Moyne d'Iberville et son frère Jean-Baptiste Le Moyne de Bienville fondent la Louisiane, Biloxi, Mobile et La Nouvelle-Orléans. Les territoires localisés entre Québec et le delta du Mississippi sont ouverts à l'établissement de colonies, le Canada et la Louisiane. Les colons de la Normandie étaient les premiers et parmi les plus actifs en Nouvelle-France.
Au XVIIe siècle, la province payait le quart des impôts du royaume de France.

### La mutation des campagnes et l'industrialisation

Carte de la région Normandie avec ses cinq départements, montrant les provinces qui existaient sur son territoire au XVIIIe siècle.
Normandie
Perche
Communes historiquement normandes et situées dans d'autres régions.

À partir du XVIIIe siècle, l'industrialisation et la modernisation de l'agriculture transforment l'économie de la province. Mais la proximité de l'Angleterre, avec laquelle la France est souvent en guerre entre 1689 et 1815, fait de la Normandie une terre d'affrontements. La province de Normandie française forme un gouvernement militaire, exception faite d'un gouvernement particulier au Havre.
À la suite de la Révolution française, en 1790, la province française est partagée en cinq départements : le Calvados, la Manche, l'Orne, l'Eure et la Seine-Inférieure (devenue en 1955 Seine-Maritime).
Les Normands réagissent peu aux nombreux bouleversements politiques qui caractérisent le XIXe siècle (Premier Empire, Restauration, Monarchie de Juillet, Deuxième République, Second Empire, Troisième République) ; seule la chouannerie normande agite de 1793 à 1800 le bocage normand. Globalement, les campagnes normandes se dépeuplent car les fermiers normands se mettent à produire du lait et ses dérivés, activité moins demandeuse en main-d'œuvre que la culture céréalière, tandis que croissent les villes en pleine révolution industrielle. Cette activité est principalement le fait des villes de la vallée de la Seine : Le Havre surtout, Rouen et sa banlieue, Elbeuf.
Les houillères de Littry alimentent les fours à chaux et développent le réseau routier, permettant ainsi la croissance de l'activité agricole du Bessin et des environs au XIXe siècle.
La Normandie tient une place importante dans le mouvement artistique. Le peintre Richard Parkes Bonington, d'origine anglaise, y voyage en 1821 pour peindre les paysages côtiers, motif de prédilection de la peinture naturaliste, ignoré des peintres français à cette époque. Théodore Rousseau choisit d'y aller peindre, en compagnie de Paul Huet[réf. nécessaire], jusqu'à l'embouchure de la Seine. Huet y séjournera à nouveau en 1828 avec Bonington et Rousseau y revient en 1832, rejoint par La Berge. Au Salon suivant, Rousseau peut présenter Vue pris des côtes, à Granville, ainsi qu'une étude. Après 1848, Paul Huet y pratiquera la peinture en plein air. La toile peinte lors d'un séjour au Havre par Claude Monet en 1872, Impression, soleil levant, donne son nom au mouvement impressionniste.

Les Peintres du XIXe siècle en Normandie
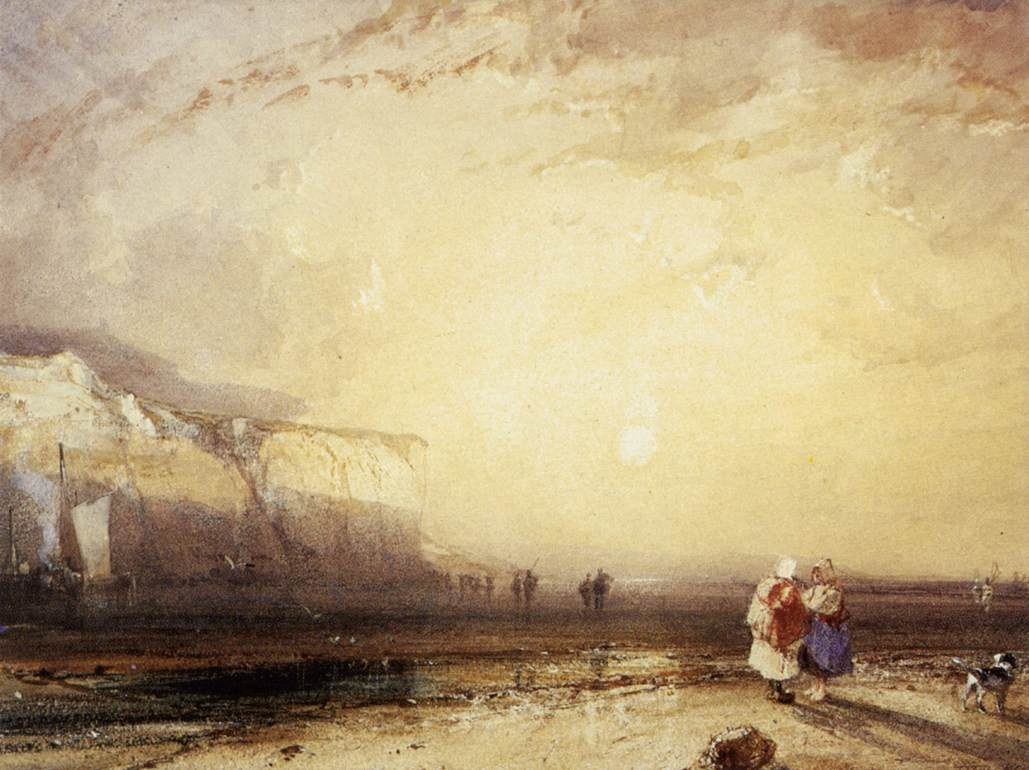
Coucher de soleil dans le Pays de Caux Richard Parkes Bonington (1828) Londres, Wallace Collection
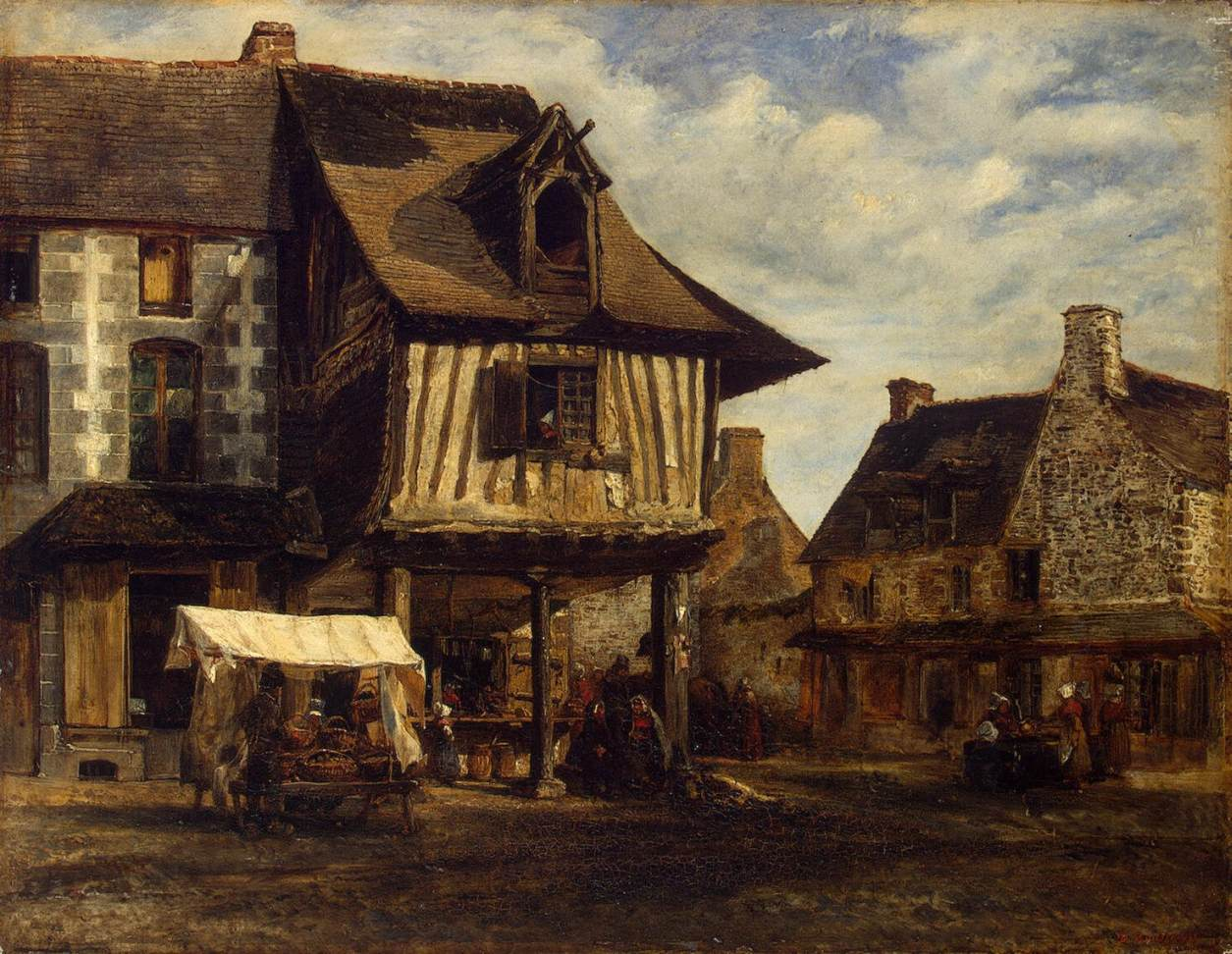
Place du marché en Normandie Théodore Rousseau, vers 1830 Musée de l'Ermitage, Saint-Pétersbourg
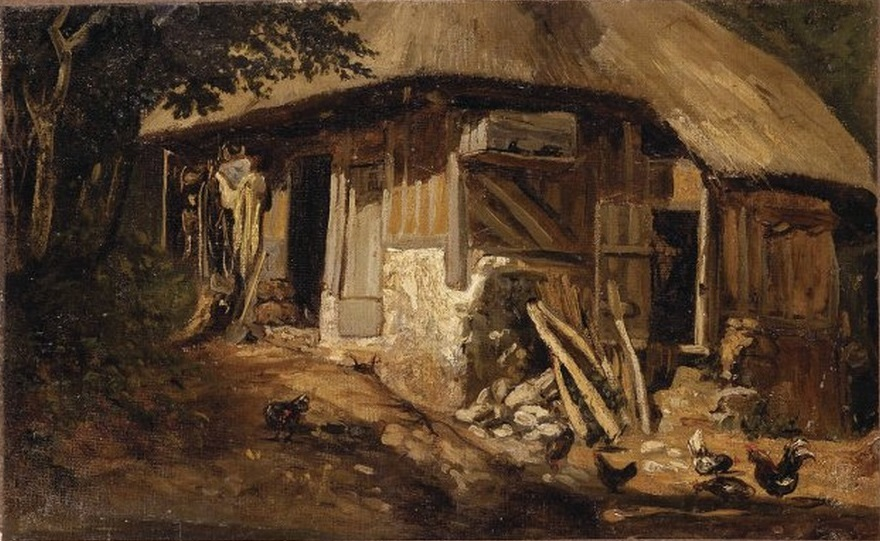
Chaumière normande, vieux Trouville Paul Huet, Années 1830 Musée du Louvre
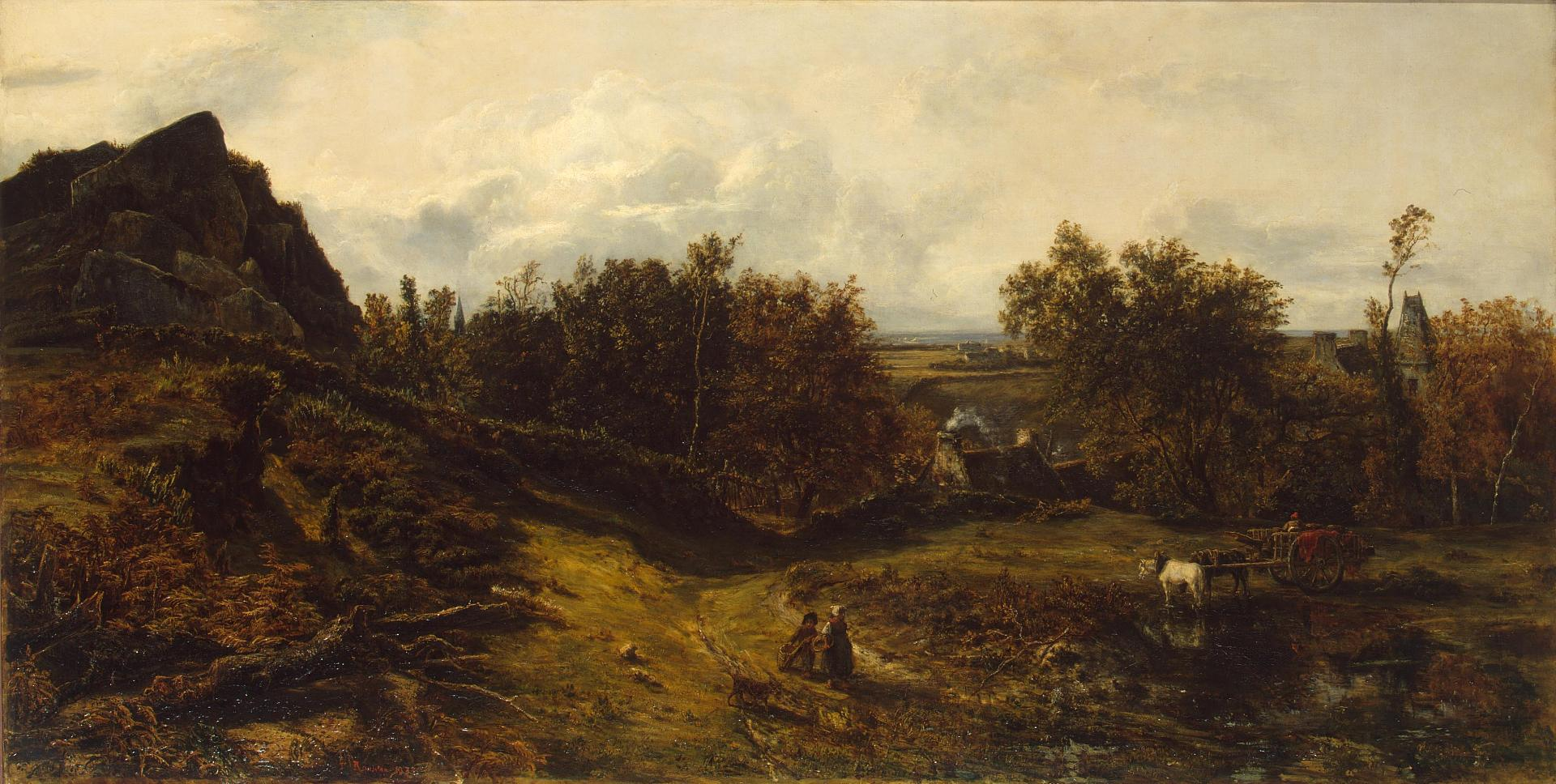
Vue sur les abords de Granville Théodore Rousseau, 1833 Musée de l'Ermitage, Saint-Petersbourg
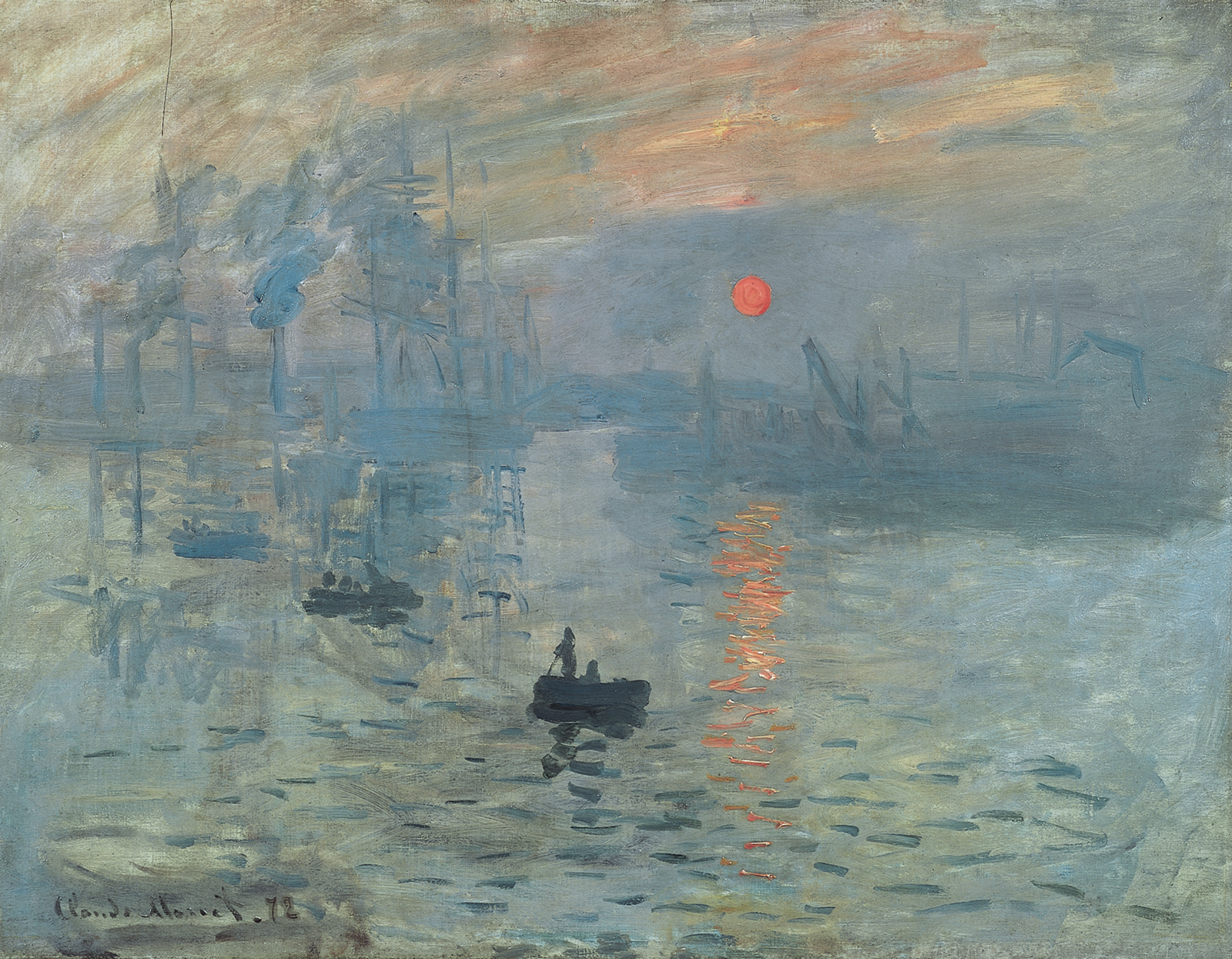
Impression, soleil levant Claude Monet, 1872 Musée Marmottan Monet

La Normandie est également le berceau de grands écrivains du XIXe siècle (Guy de Maupassant, Gustave Flaubert, Alphonse Allais, Maurice Leblanc, Henri de Régnier, Jean de La Varende).
Lors de la guerre franco-allemande de 1870, les Prussiens entrent en Normandie au cours des mois d'octobre et de novembre 1870. De nombreux combats ont lieu. L'occupation se passe très mal et prend fin en septembre 1873. Le sentiment d'une revanche à prendre s'amplifie.

### La Normandie dans les deux guerres mondiales
Les combats de la Première Guerre mondiale épargnent territorialement la Normandie, bien que Sainte-Adresse accueille le 13 octobre 1914 le gouvernement de la Belgique, et Rouen devient une base anglaise. La mise à feu le 29 août 1917 du haut-fourneau de Colombelles permet de réduire les conséquences de l'occupation des régions industrielles. Les régiments normands prennent leur part, et au-delà, à l'effort de la nation.
Les lendemains sont difficiles. Aux morts de la guerre s'ajoute la chute du taux de natalité déjà commencée au XIXe siècle. La production rurale, faute de main-d'œuvre suffisante, baisse considérablement, ainsi que la production industrielle, qui manque d'ouvriers qualifiés.
En 1936, le Front populaire permet à des millions de salariés de partir en congés pour la première fois, démultipliant l'activité du tourisme : la Normandie et ses plages vont désormais recevoir des Français qui n'avaient jamais vu la mer.

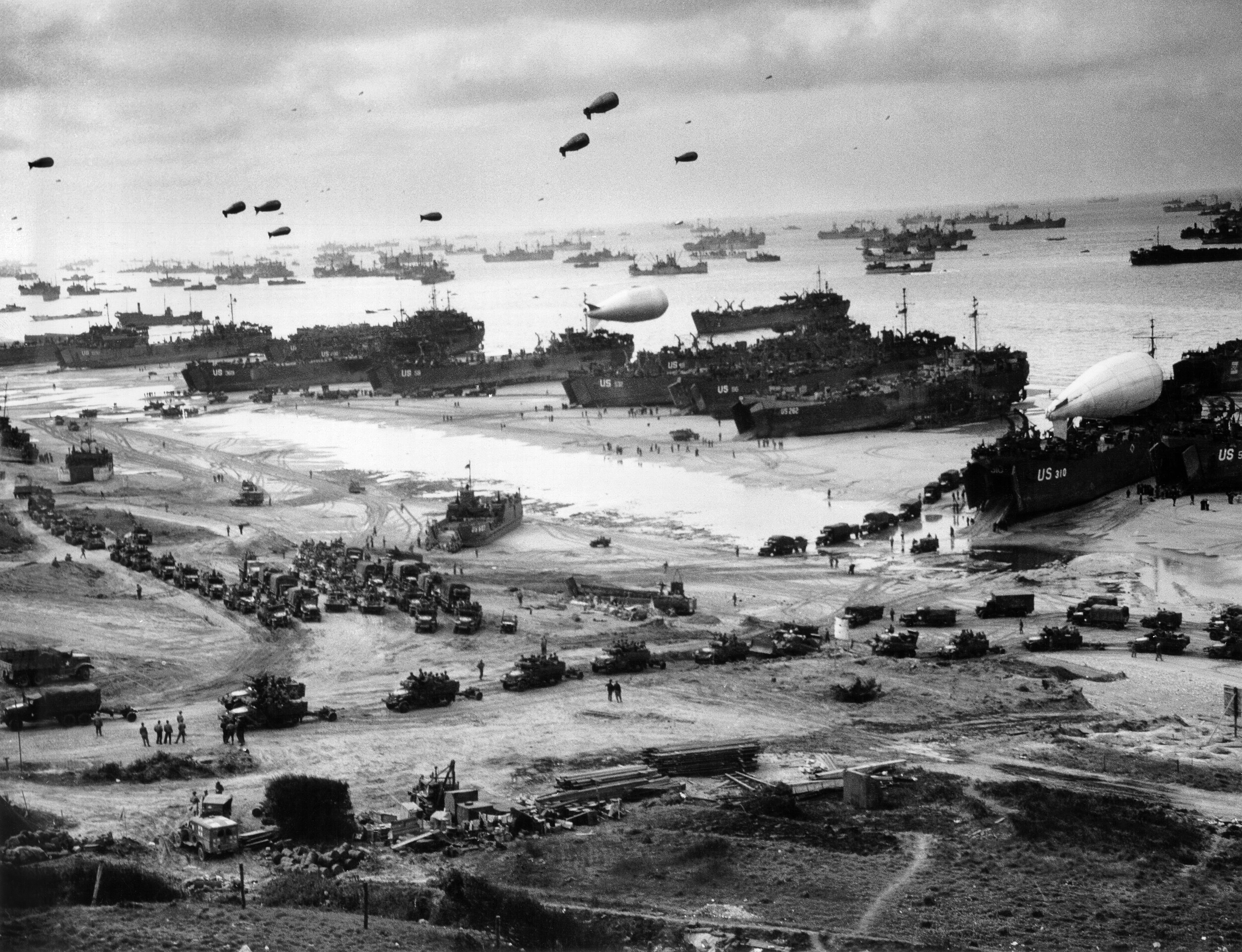
Débarquement des troupes alliées en juin 1944 en Normandie.

La Normandie est par contre occupée pendant la Seconde Guerre mondiale. Les îles Anglo-Normandes sont les seuls territoires dépendant de la couronne britannique occupés par l'Allemagne durant le conflit. Guernesey est le théâtre en 1940 de l'opération Ambassador, un des premiers raids réalisés par les commandos britanniques contre l'occupant allemand.
En août 1942 a lieu à Dieppe un raid anglo-canadien (opération Jubilee) qui est une répétition du débarquement de juin 1944.
La Normandie est un des points de départ de la reconquête de l'Europe par les Alliés. Le 6 juin 1944 est lancée l'opération Neptune, la phase d'assaut de l'opération Overlord, la plus grande opération amphibie de toute l'histoire militaire mondiale, menée simultanément sur plusieurs plages du Calvados et de la Manche.
De nombreuses agglomérations sont détruites lors des bombardements alliés. Le souvenir de la bataille est partout présent en Normandie, notamment avec les nombreux et vastes cimetières militaires, les blockhaus qui défient le temps qui passe, les musées dont le grand mémorial de Caen, des rues qui portent le nom des acteurs alliés ou des régiments ayant participé à la libération de la région, ou encore les caissons de béton qui ont composé les digues du port artificiel au large d'Arromanches.

### La Normandie depuis la Libération

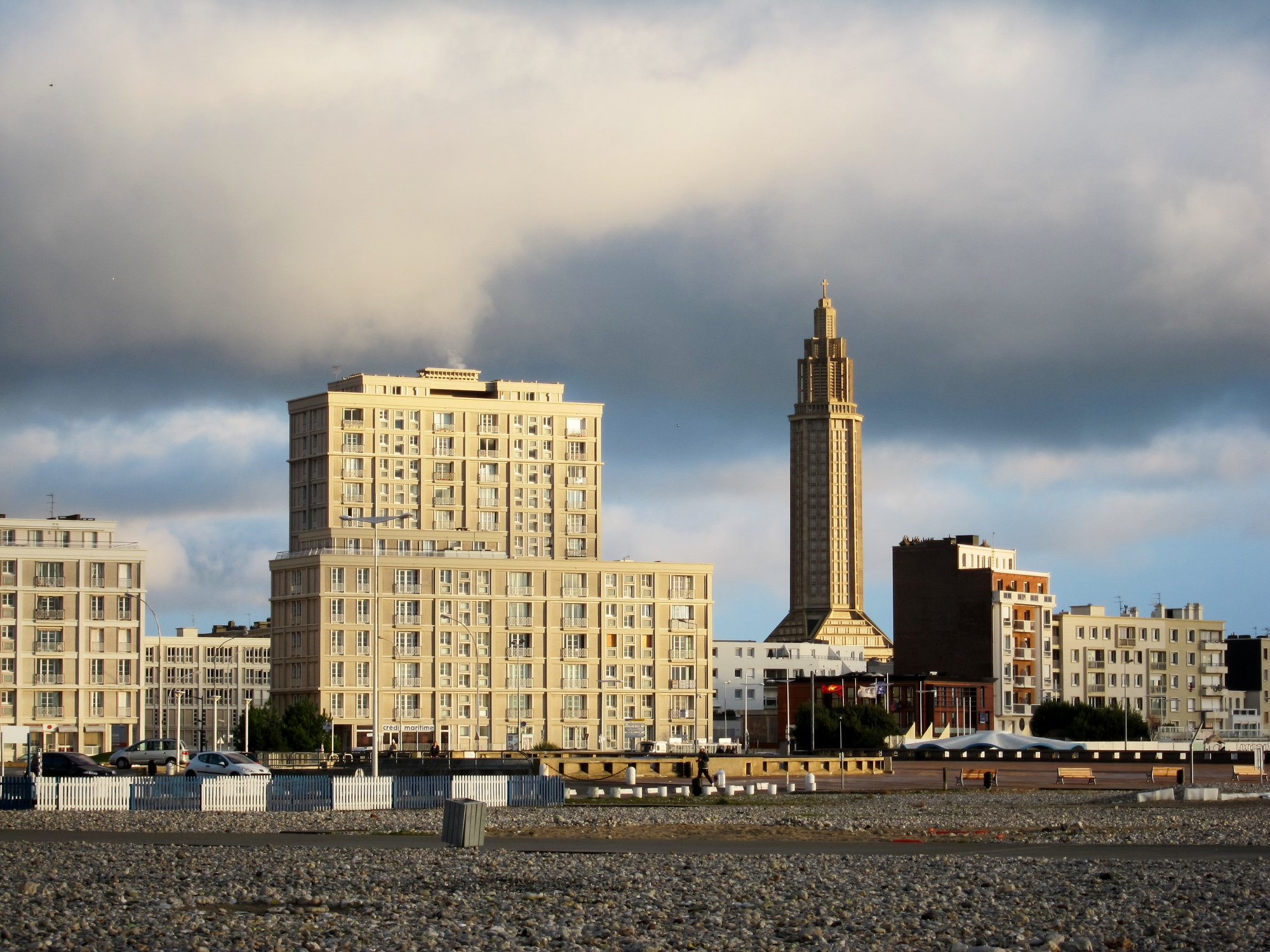
Le front de mer reconstruit du Havre.

Lors de la difficile période d'après-guerre, de nombreuses villes dévastées doivent être reconstruites, notamment Caen et Le Havre.
En 1956, la France se dote d'un nouvel échelon administratif : les régions. Le Calvados, la Manche et l'Orne sont regroupés dans la région de Basse-Normandie tandis que l'Eure et la Seine-Maritime le sont dans celle de Haute-Normandie. Cette séparation ne fait pas l'unanimité et la réunification de la Normandie, par le regroupement des cinq départements normands, devient un sujet récurrent de la politique locale.
Comme d'autres régions françaises, les deux régions normandes développent leurs économies à la faveur des plans de décentralisation industrielle, avec notamment l'implantation d'usines liées à l'industrie automobile.
La réunification des deux régions en une unique Normandie est actée le 17 décembre 2014 pour une entrée en vigueur le 1er janvier 2016.

## Géographie

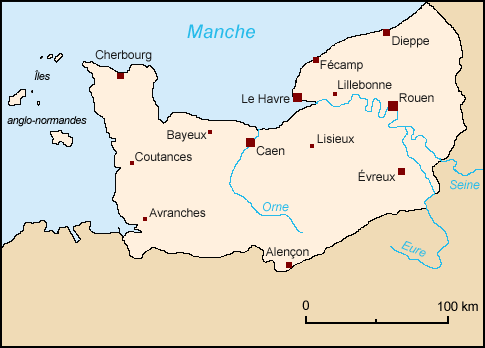
Limites de la Normandie après la conquête du Passais sur le Maine par Guillaume le Conquérant en 1050.

### Situation
La Normandie se trouve à l'ouest du continent européen et au nord-ouest de la France.
Ses deux façades maritimes (au nord et à l'ouest), de 603 km de longueur, font face à la Manche. À l'ouest de la péninsule du Cotentin se trouvent les îles Anglo-Normandes. Les territoires limitrophes sont, en commençant par le sud-ouest et en allant vers l'est : la Bretagne (Ille-et-Vilaine), les Pays de la Loire (Mayenne, Sarthe), le Centre-Val de Loire (Eure-et-Loir), l'Île-de-France (Yvelines, Val-d'Oise) et les Hauts de France (Oise, Somme).
Sa superficie est de 29 906 km2 (30 100 km2 avec les îles Anglo-Normandes), elle s'étend entre 50° 07′ et 48° 17′ de latitude nord, et entre -1° 94′ (-2° 67′ avec les îles Anglo-Normandes) et 1° 79′ de longitude ouest.
La partie continentale est située dans le fuseau horaire de l'Heure normale d'Europe centrale, UTC+01:00 et les îles sont dans le temps moyen de Greenwich, UTC±00:00. Plus anecdotiquement, la pointe de Barfleur se situe exactement aux antipodes des îles des Antipodes.

### Îles Anglo-Normandes

Îles Anglo-Normandes.

Archipel de la Manche à l'ouest de la péninsule du Cotentin, les îles Anglo-Normandes font partie du massif armoricain. Jersey, Guernesey, Aurigny, Sercq et Herm sont les principales îles, auxquelles il faut ajouter un nombre important d'îlots et d'écueils qui se découvrent à marée basse. Ces îles, souvent bordées de côtes abruptes, ont des paysages variés.

### Îles normandes
Le plus célèbre des îlots français, le mont Saint-Michel, baigne dans la baie du Mont-Saint-Michel, entre la Bretagne et la péninsule du Cotentin en compagnie de Tombelaine. Plus au large, l'archipel de Chausey comporte, à marée haute, 52 îles d'une superficie totale de 6,5 km2, dont une seule, la Grande-Île, comporte des habitations occupées par une petite population permanente de 30 personnes.
Au large de Cherbourg, l'île Pelée soutient la digue est de la rade de Cherbourg. Au nord-est du Cotentin, Tatihou, en face de Saint-Vaast-la-Hougue est une île accessible à pied à certaines marées basses. À l'est de la péninsule du Cotentin, l'archipel Saint-Marcouf inclut l'île du Large et l'île de Terre.

### Littoral
Les côtes maritimes normandes présentent des aspects très divers. Le long de la côte d'Albâtre, les hautes falaises du pays de Caux, au pied desquelles s'étendent des plages de galets, sont de véritables murs verticaux de craie et de silex, parfois échancrées par des valleuses abritant quelques ports, notamment Dieppe et Fécamp. La côte Fleurie et la côte de Nacre offrent de nombreuses stations balnéaires et de vastes plages de sable fin (Deauville, Trouville, Courseulles-sur-Mer). La Manche présente à la fois des promontoires cristallins élevés dans le nord du Cotentin (La Hague) et des parties de littoral bas et sablonneux (vers Saint-Vaast et le mont Saint-Michel).
La Manche connaît, par son attractivité, des stations balnéaires. On désigne la station balnéaire "typique" par le fait que sa fréquentation double durant la période d'été, et que - le plus généralement - elle comporte divers lieux (naturels ou créés par l'homme) que l'on aime fréquenter lorsqu'on est en vacances. C'est notamment le cas de Granville, avec son casino et la mer. Granville, aussi surnommée "La Monaco du Nord" est l'une des plus importantes stations balnéaires de la communauté de communes de Granville, Terre et Mer - voire de la Manche - : sa fameuse promenade du Plat-Gousset qui l'a largement fait connaître vient du fait que les touristes - ayant utilisé tout leur argent au casino - n'avait d'autre choix que de se promener sur le bord de la mer avec leur gousset (nom d'une petite bourse ou poche servant de porte-monnaie) vide. On peut également voir, sur la promenade du Plat-Gousset, le théâtre de l'Archipel, un lieu de culture et d'animation rythmant la vie des habitants comme celle des touristes.

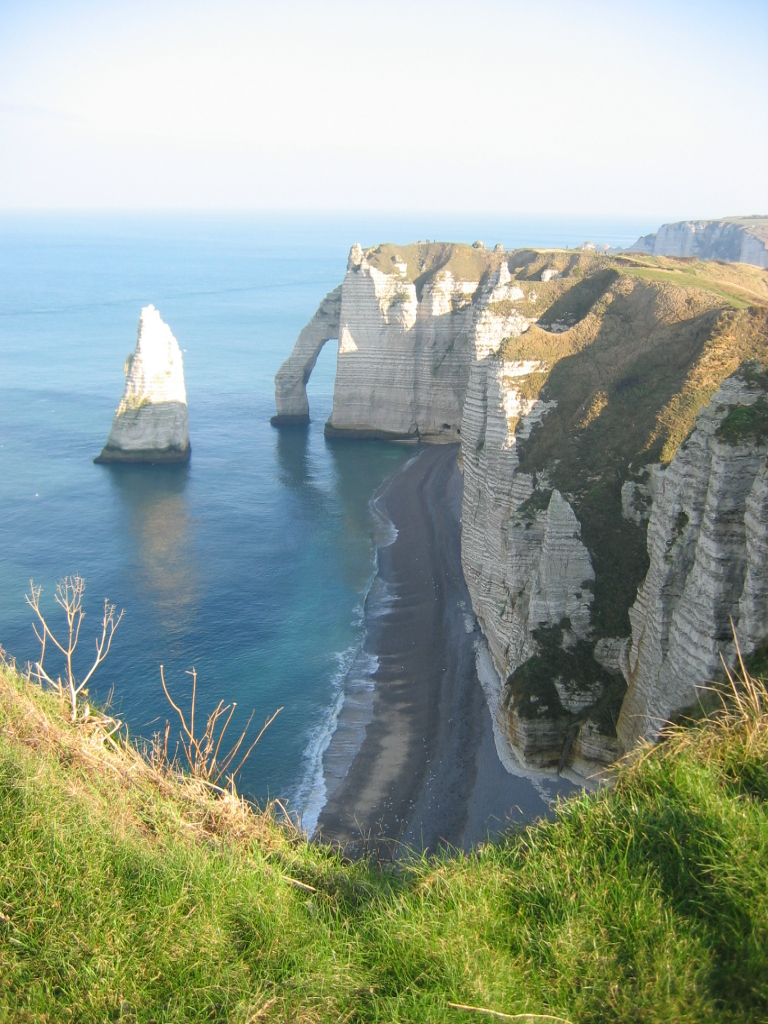
Pays de Caux.
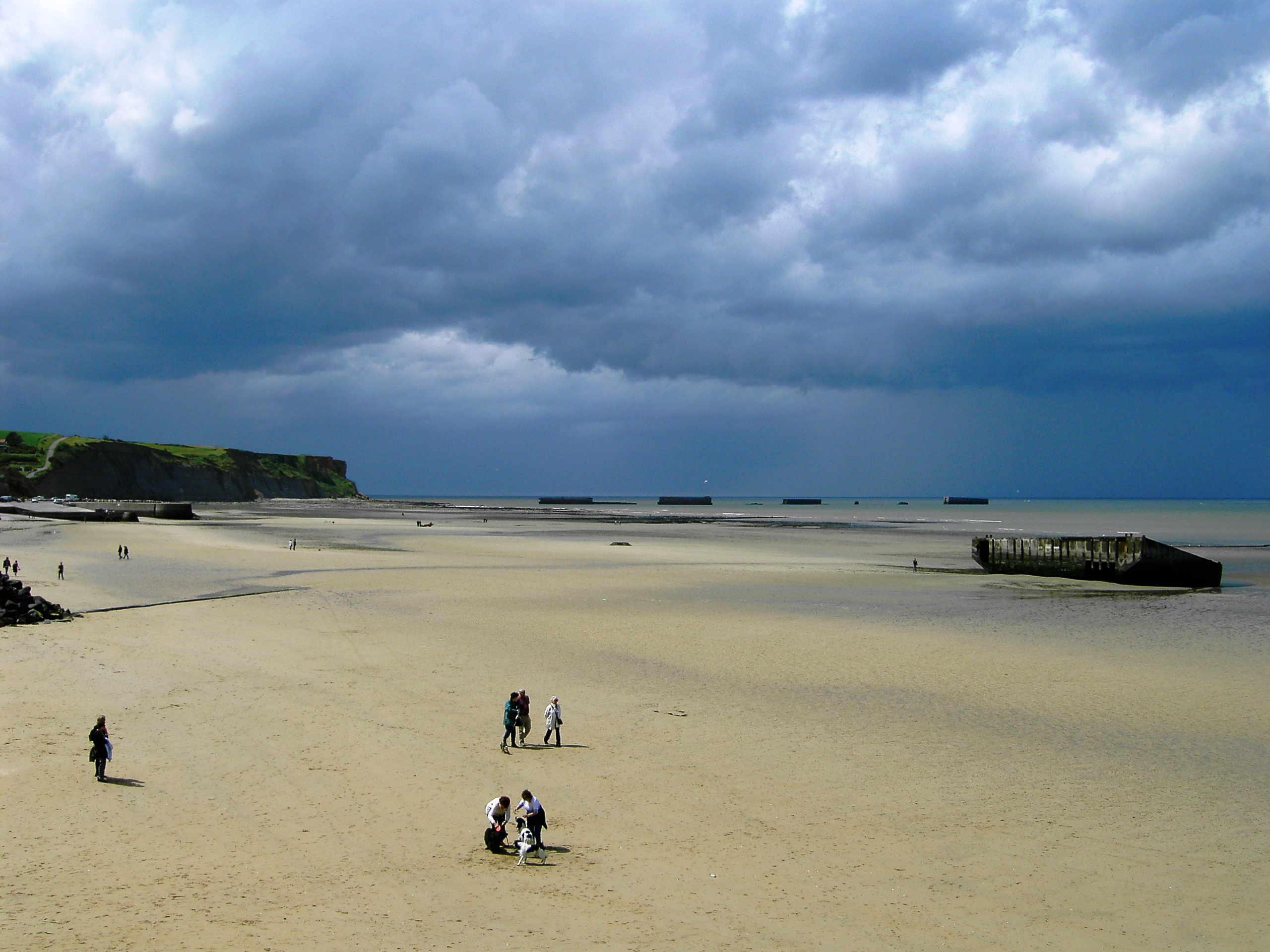
Bessin.

La Normandie connaît une importante érosion de son littoral qui est en grande partie liée à l'anthropisation. Environ 60 % des plages de la région ont tendance à reculer. L'érosion la plus active concerne le littoral compris entre la baie du Mont-Saint-Michel et le cap de la Hague, à l'ouest du département de la Manche : le recul peut aller jusqu'à cinq mètres par an en moyenne. Sur les falaises de craie de Seine-Maritime, le recul est de 20 cm/an en moyenne.

### Régions naturelles
Le contraste entre le Massif armoricain et le Bassin parisien est marqué. Le paysage normand est surtout caractérisé par des bocages (bocage normand, pays d'Auge, pays de Bray) et des plaines (de Caen, de Falaise, d'Argentan, d'Alençon, de Saint-André et du Neubourg).

#### Nord de la Seine

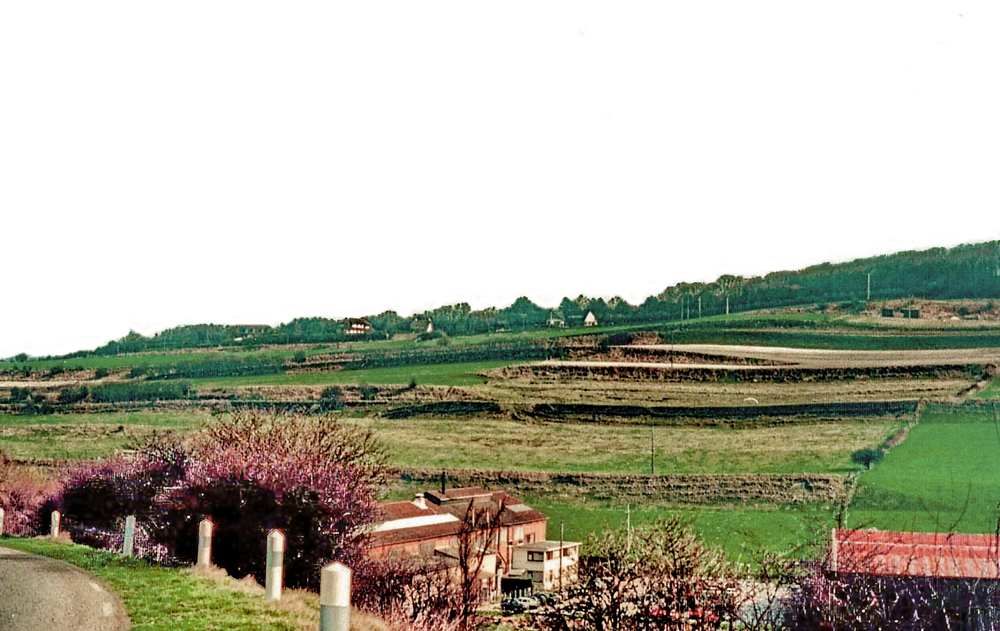
Rideaux de culture dans le pays de Caux.

Le pays de Caux est la partie la plus septentrionale de la Normandie. Son sous-sol est constitué d'une grande épaisseur de craie, couverte d'une couche d'argile à silex et d'un limon fertile, le tout surmonté par un vaste plateau à la surface légèrement ondulée.
À cheval sur les départements de Seine-Maritime et d'Oise, le pays de Bray, créé à partir de l'érosion d'un anticlinal, est une région de bocage, qui se caractérise par un sol argileux, favorable aux herbages pour l'élevage bovin laitier. Le Vexin normand, délimité par les vallées de l'Epte, de l'Andelle et de la Seine, se présente comme un plateau calcaire dont les méandres de la Seine ont creusé par endroits des falaises de craie abruptes.

#### Sud de la Seine

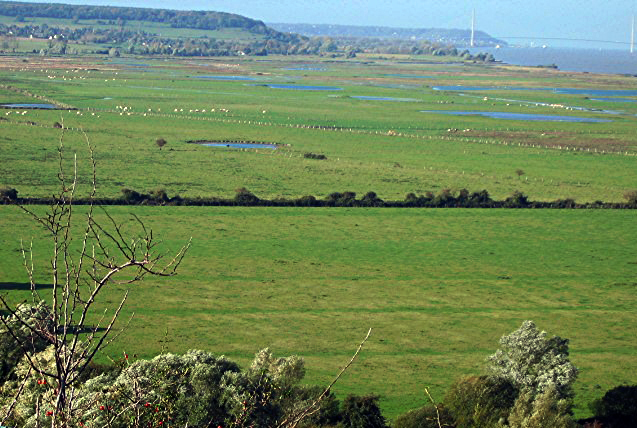
Le Marais-Vernier.

Le long de la Seine, le Marais-Vernier, dans le Roumois, offre des paysages pour partie agraire à champs ouverts (openfields), où les cultures céréalières se mêlent à l'élevage bovin. La campagne du Neubourg, plateau de craie et d'argile à silex, recouvert d'une épaisse couche de lœss, possède de vastes étendues découvertes et plates, largement dominées par les cultures céréalières. La monotonie du paysage est rompue, de manière ponctuelle, par quelques rares boisements. La campagne de Saint-André (ou d'Évreux) est un plateau presque entièrement voué à de grande culture céréalière, qui évoque beaucoup la Beauce voisine. Le plateau de Madrie, situé entre la Seine et l'Eure, a un sol sableux qui permet la céréaliculture. Le Lieuvin et le pays d'Ouche sont des régions aux paysages de bocage ; elles annoncent le pays d'Auge situé à cheval sur les départements du Calvados, de l'Orne et de l'Eure. Le pays d'Auge est vallonné, bocagé, parsemé de nombreux bois ou forêts.

#### Centre

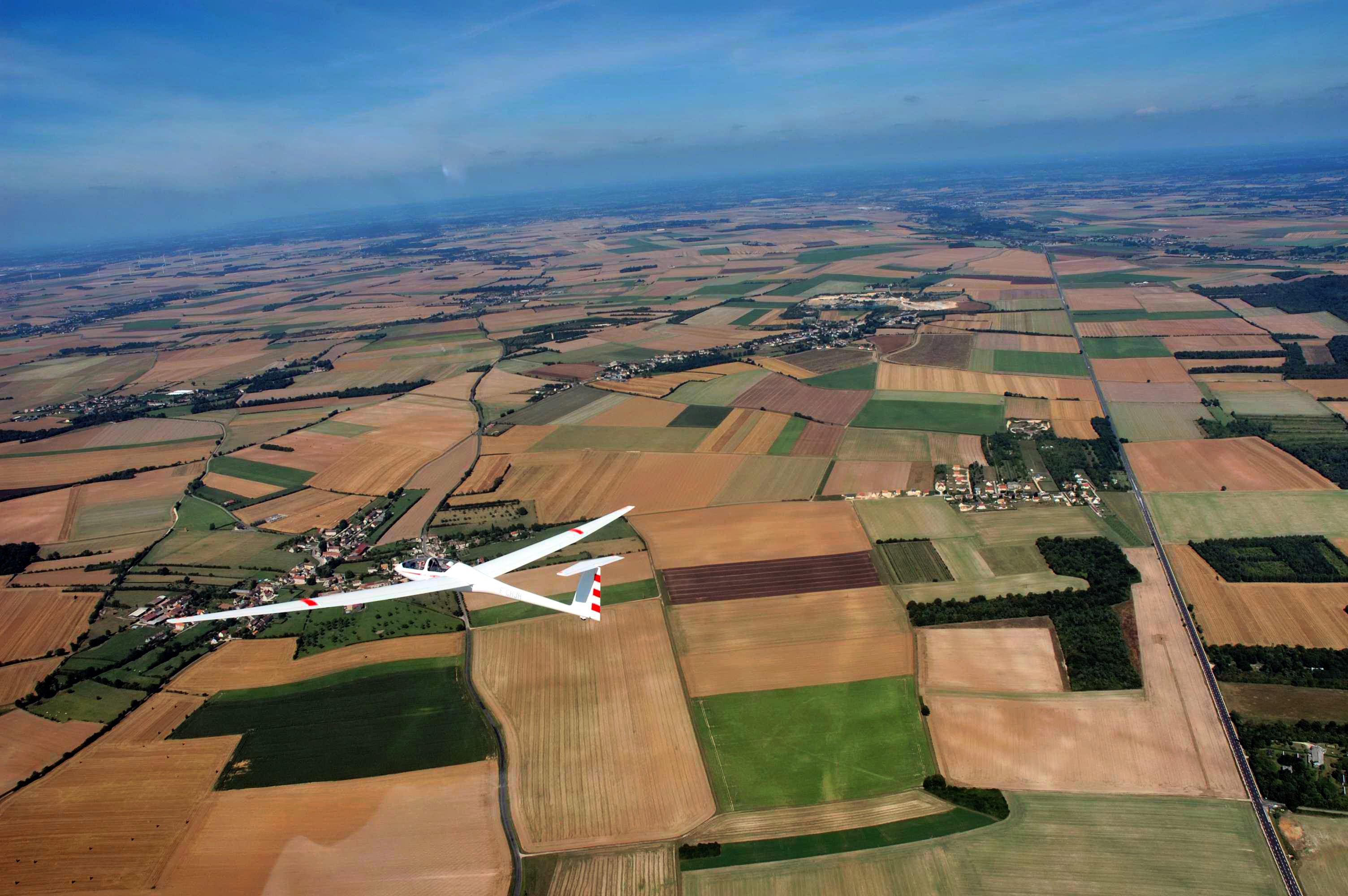
Campagne de Falaise.

La partie jurassique du Bassin parisien a un sol argileux qui favorise la pâture et l'élevage. Au nord-ouest du Calvados, le Bessin désignait à l'origine le territoire compris entre l'Orne et la Vire. Depuis le XIXe siècle et la disparition des haies bocagères, le Bessin oriental est devenu la plaine de Caen, terre vouée principalement à l'agriculture (en particulier les cultures céréalières). La plaine de Caen est peu à peu gagnée par l'urbanisation et la périurbanisation. Plus au sud, mais encore dans le Calvados, s'étend la campagne de Falaise, puis dans l'Orne, l'Hiémois, la plaine d'Argentan, la campagne d'Alençon et enfin, au sud-est de l'Orne, le Perche, des collines duquel de nombreux cours d'eau se dispersent pour aller rejoindre la Manche (Touques, Dives, Orne) ou la Seine (Eure, Avre, Iton, Risle).

#### Massif armoricain

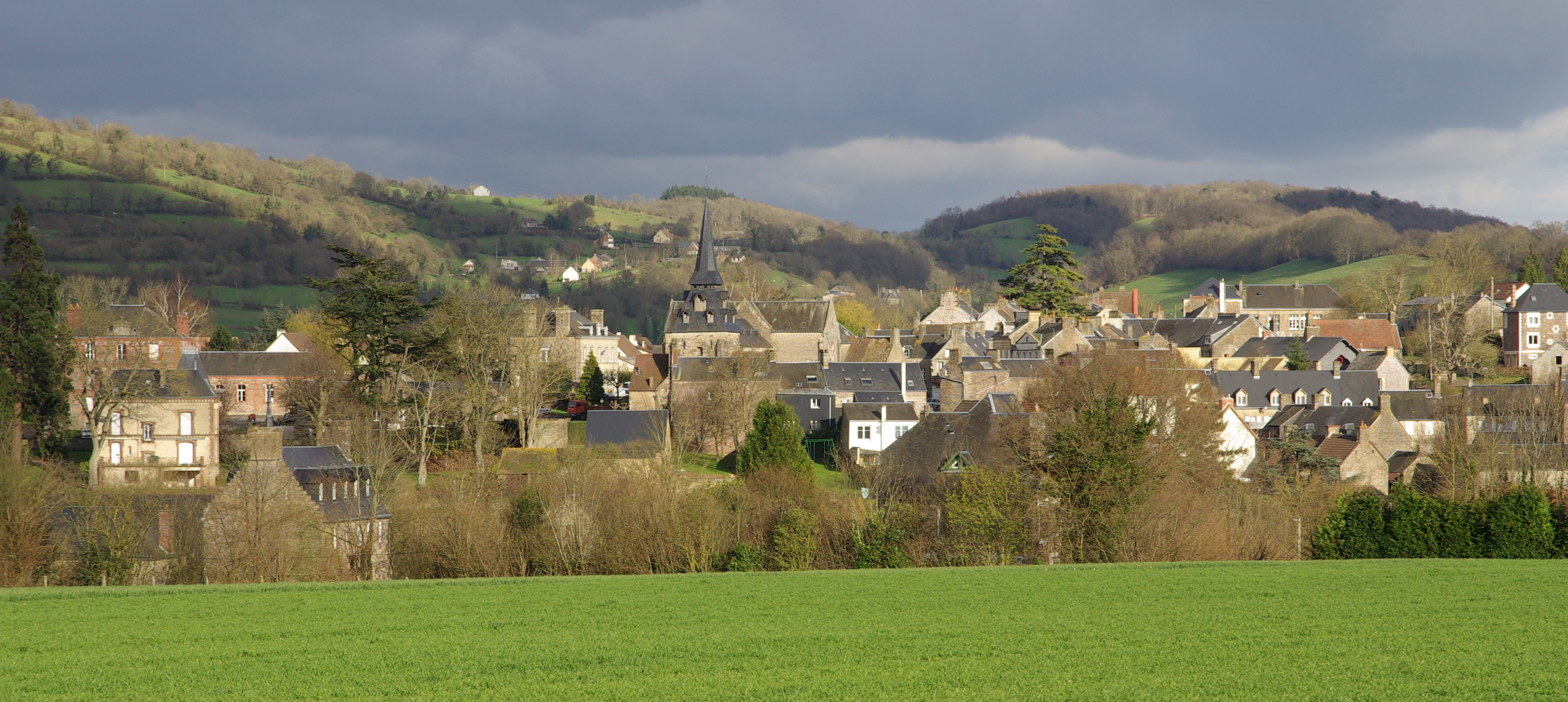
Clécy en Suisse normande.

À l'ouest de la Normandie, le Massif armoricain, au sol souvent acide, offre de nombreux bocages. La région n'a pas vu pénétrer les systèmes d'assolement que l'on a rencontrés dans les openfields de l'Est. Ces réseaux imbriqués de prairies, haies, talus et fossés jouent un rôle de corridors biologiques et empêchent l'érosion des sols.
La péninsule du Cotentin est divisée en quatre « pays » historiques : au nord-ouest, la Hague ; au nord-est, le Val de Saire ; au centre, le Plain (qui fait néanmoins partie du Bassin parisien), région de bocage ; au sud, la passe du Cotentin ou Bauptois, zone de marais et de landes. Au sud-ouest du département de la Manche, l'Avranchin est tourné vers la baie du Mont Saint-Michel ; au sud-est, le Mortainais a un paysage de bocage sur un flanc granitique et gréseux. Le bocage virois correspond au bassin de Vire et à la partie du synclinal bocain, parcourue par la Vire et la Souleuvre. La Suisse normande, à cheval sur le Calvados et l'Orne, a un relief accidenté et verdoyant, avec des gorges sculptées par l'Orne et ses affluents, par érosion dans le Massif armoricain. Les berges du fleuve offrent un relief escarpé et un espace forestier important. Sur les collines, les champs, de taille modeste et pentus, sont très souvent bordés d'épaisses haies ou de murets en granite avec une végétation dense. Le pays d'Houlme est la partie occidentale de l'actuel département de l'Orne. Le Domfrontais ou Passais est une région bocagère située dans le sud-ouest du département de l'Orne, à l'est de laquelle se trouve la forêt d'Andaine.

### Relief

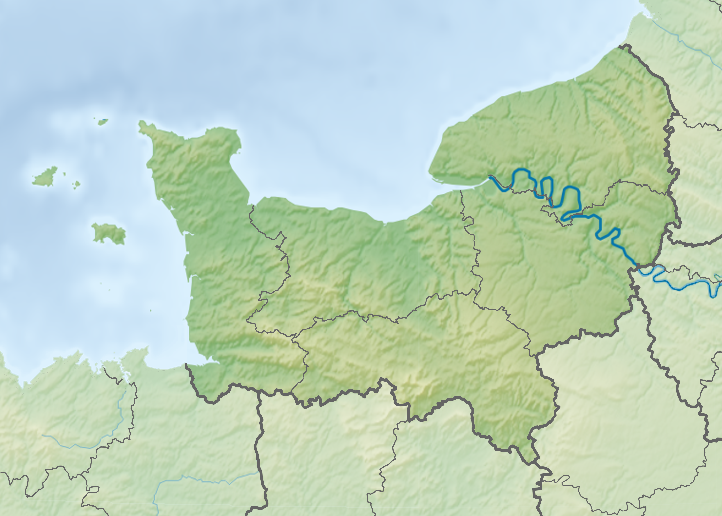
Carte topographique de la Normandie.

Le signal d'Écouves, d'une altitude de 413 m, est le point culminant de la Normandie. Façonné dans le grès armoricain (gros bancs de quartzite très durs), il est entièrement recouvert par la forêt. Le panorama se restreint aux collines proches.
En Suisse normande, le point le plus élevé du département du Calvados est le mont Pinçon qui culmine à 362 m d'altitude, tandis que la roche d'Oëtre, dans l'Orne, avec 118 mètres de hauteur, est un des plus prestigieux belvédères naturels de l'ouest de la France.

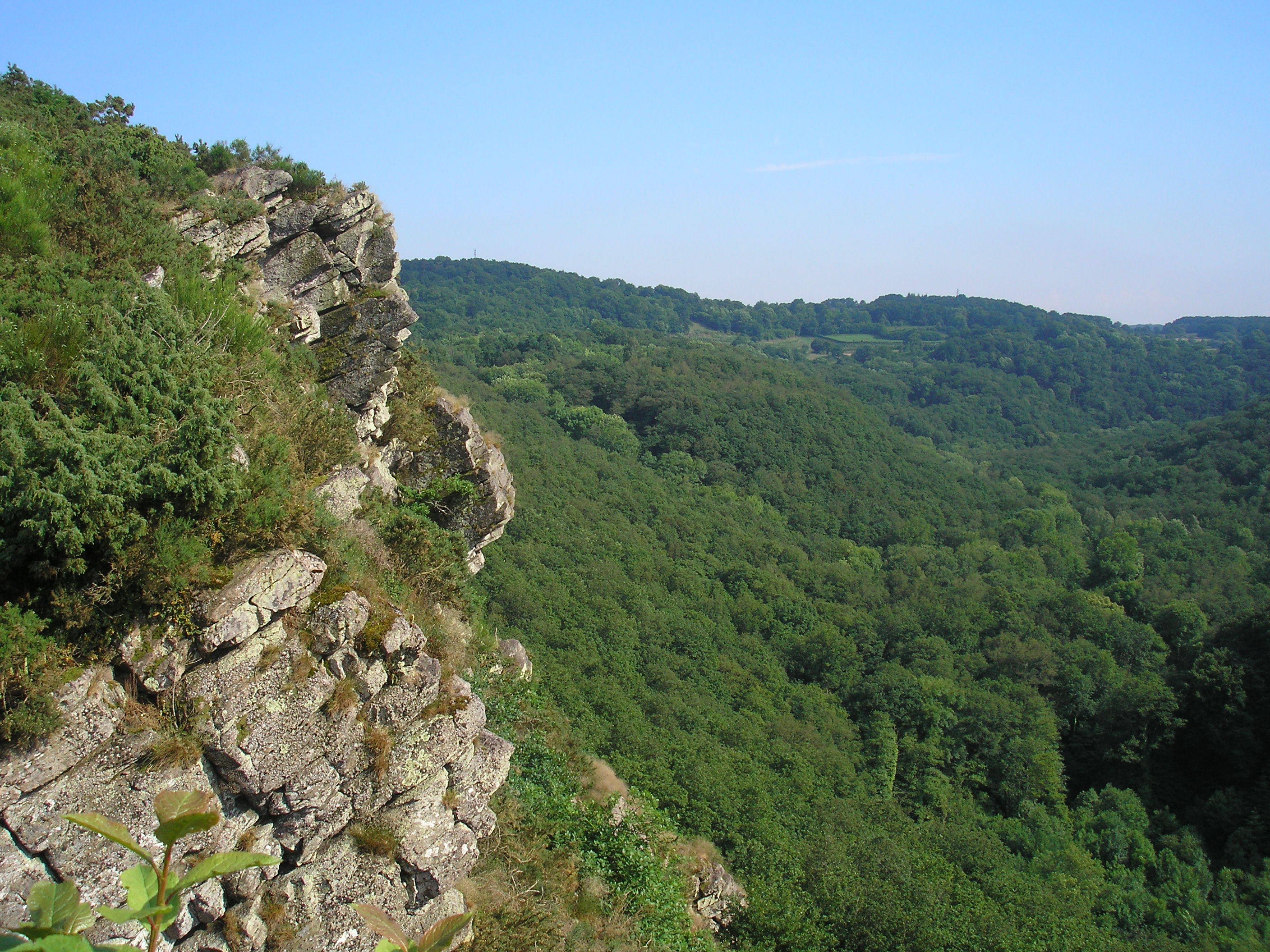
Le site de la Roche d'Oëtre.

Au sud-ouest de l'Orne, Saint-Céneri-le-Gérei, avec une altitude maximum de 193 m, est hissé sur un piton rocheux granitique et irrégulier des Alpes mancelles.
À Mortain (327 m d'altitude), des gorges profondes ont été creusées par les cours d'eau. On y trouve notamment les plus grandes cascades du Massif armoricain. Le belvédère de la Petite Chapelle Saint-Michel offre un très beau panorama donnant sur le mont Saint-Michel situé à 42 km de Mortain.

### Climat
Le climat de la Normandie est un climat de type océanique et tempéré, similaire au climat des côtes des Hauts-de-France, de la Belgique, des Pays-Bas ou encore de la Grande-Bretagne. Il est marqué par une amplitude thermique relativement faible et une pluviométrie importante. Il existe naturellement des contrastes locaux, liés à l'altitude ou encore à la proximité de l'espace maritime. La Normandie peut également connaître ponctuellement des événements exceptionnels comme des périodes de grand froid ou des épisodes de sécheresse, événements qui relèvent de la variabilité climatique et non d'une situation générale. Les précipitations sont relativement abondantes, avec 123 jours de pluie par an en moyenne. L'ensoleillement annuel moyen est d'environ 1 586 heures.
Une analyse des températures pour la période 1971-2000 réalisée par la DATAR en 2013 fait apparaître que la Normandie se caractérise par une certaine homogénéité en termes de températures moyennes annuelles, comprises entre 9,5 et 11,5 °C. Cette faible amplitude thermique saisonnière s'explique par un relief assez peu marqué et par la proximité de l'océan. Le contraste de température entre le littoral et l'intérieur des terres est dû, pour l'essentiel, à un relief un peu plus marqué au sud du Calvados et dans l'Orne (collines de Normandie et Suisse Normande), ainsi qu'en Seine-Maritime (pays de Caux et de Bray). L'analyse des moyennes de températures hivernales sur la même période souligne un contraste thermique net entre le littoral, marqué par des températures douces (jusqu'à 7 °C en moyenne), et l'intérieur des terres plus froid (jusqu'à 3,5 °C en moyenne). En revanche, l'analyse des moyennes de températures estivales ne révèle pas de contraste territorial majeur.
En ce qui concerne les cumuls de précipitations en Normandie, des contrastes territoriaux se dégagent. Ainsi, le département de la Manche reçoit les plus forts cumuls (jusqu'à 1 600 mm/an) dans la mesure où la presqu'île du Cotentin et les collines normandes forment un obstacle face aux dépressions atlantiques. Il en va de même pour les reliefs du pays d'Auge et des pays de Caux et de Bray mais dans de moindres proportions (jusqu'à 1 100 mm/an). En revanche, la plaine de Caen-Argentan et la partie sud-est de l'Eure sont moins arrosées (entre 600 et 800 mm/an).
|         | Température (Moyenne annuelle) (en °C) | Température (Moyenne annuelle) (en °C) | Précipitations par an (en mm) | Ensoleillement par an (en heures) |
| Min.    | Max.                                   |                                        | Précipitations par an (en mm) | Ensoleillement par an (en heures) |
| ------- | -------------------------------------- | -------------------------------------- | ----------------------------- | --------------------------------- |
| Alençon | 6,4                                    | 16,1                                   | 738,4                         | 1615                              |
| Caen    | 7,1                                    | 15,7                                   | 723,2                         | 1624                              |
| Rouen   | 6,2                                    | 16,9                                   | 820,6                         | 1518                              |
| Évreux  | 7,2                                    | 17,8                                   | 818,6                         | 1628                              |

### Hydrographie
Les cours d'eau de la Normandie sont la Seine et ses tributaires : Epte, Andelle, Eure, Sainte-Gertrude, Risle, ainsi que de nombreux petits fleuves côtiers : Bresle, Touques, Dives, Orne, Vire, Sée, Sélune, Couesnon, Gerfleur. La Veules, plus petit fleuve de France, se jette à Veules-les-Roses, entre Dieppe et Saint-Valery-en-Caux, en Seine-Maritime. Les bordures sud de la province, drainées par la Mayenne, la Sarthe et leurs affluents, appartiennent au bassin de la Loire.
Le Conseil régional de Normandie met en œuvre « une stratégie régionale "Normandie Terre-Mer" pour relever les deux défis majeurs liés à la qualité des eaux, des milieux aquatiques terrestres et marins, et l’adaptation du littoral au changement climatique ».

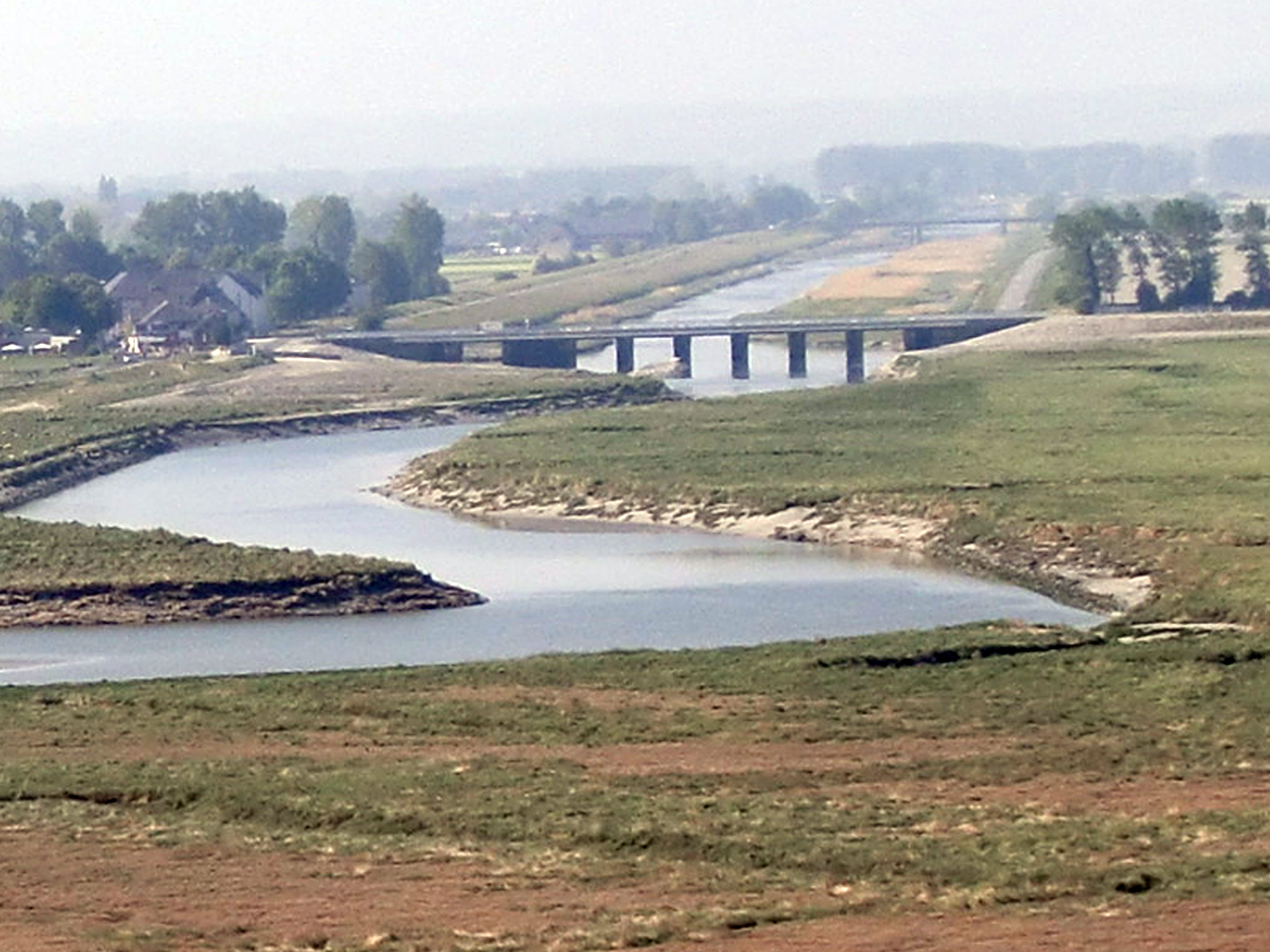
Le Couesnon.
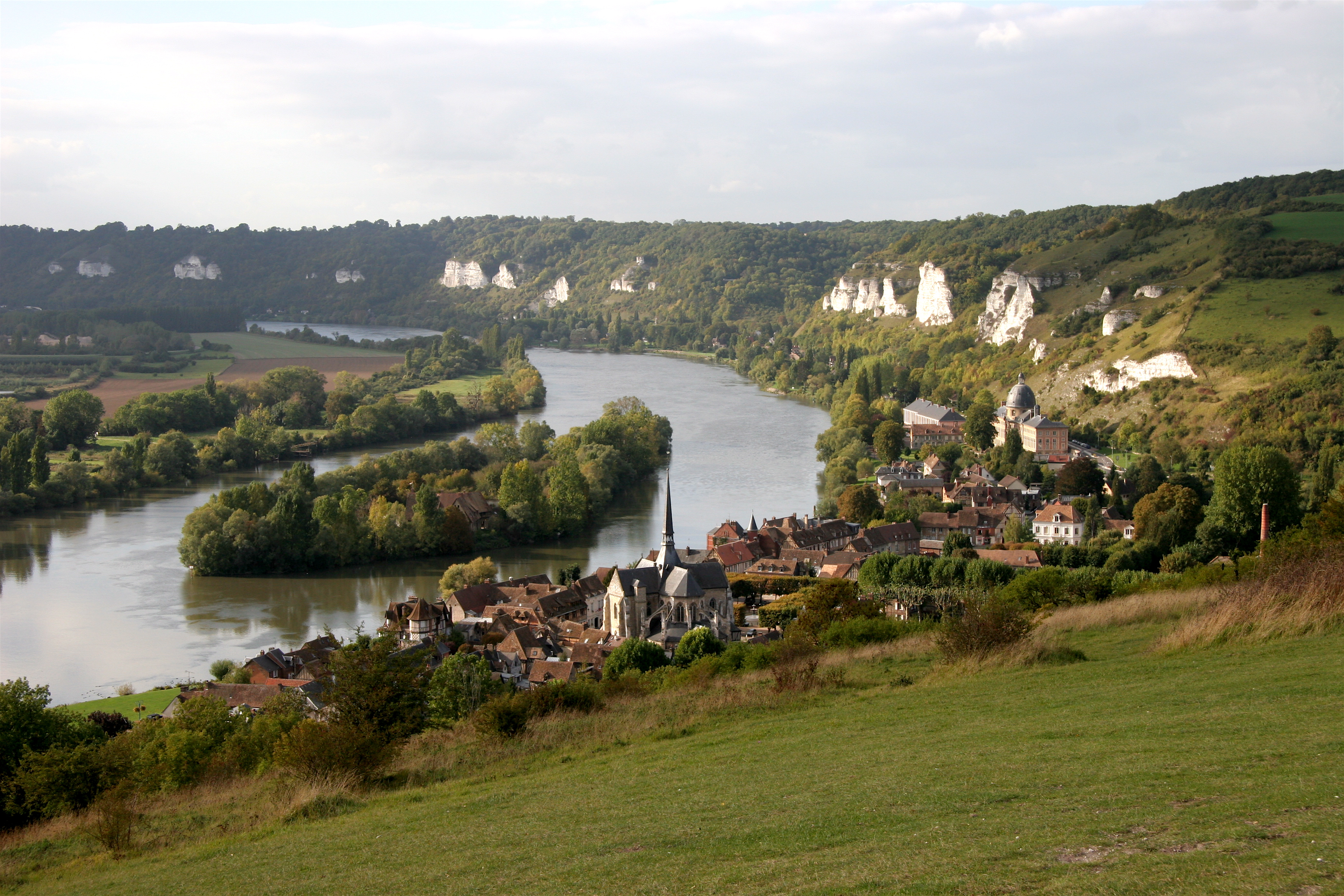
La Seine aux Andelys.
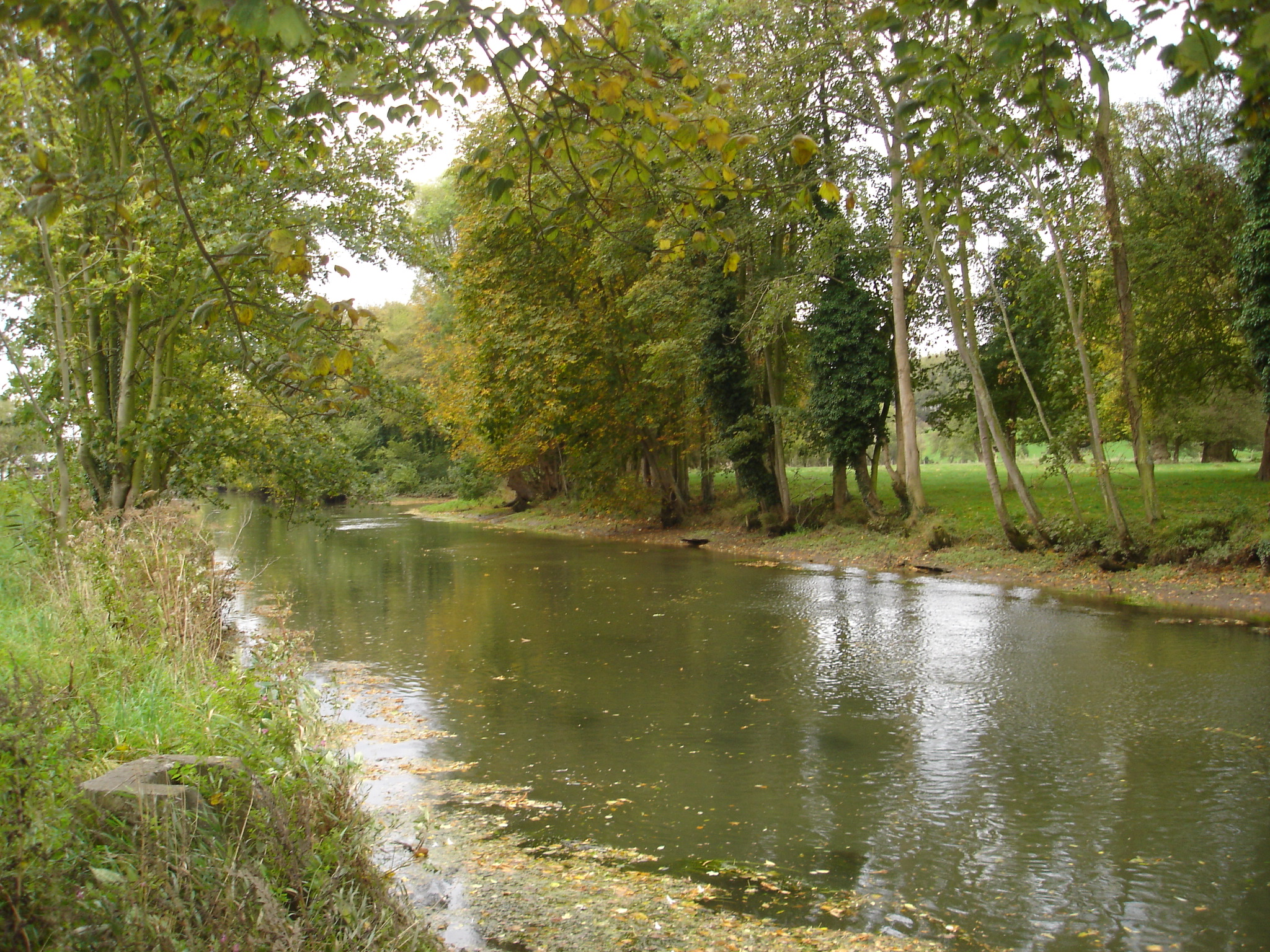
La Bresle canalisée entre Eu et Le Tréport.
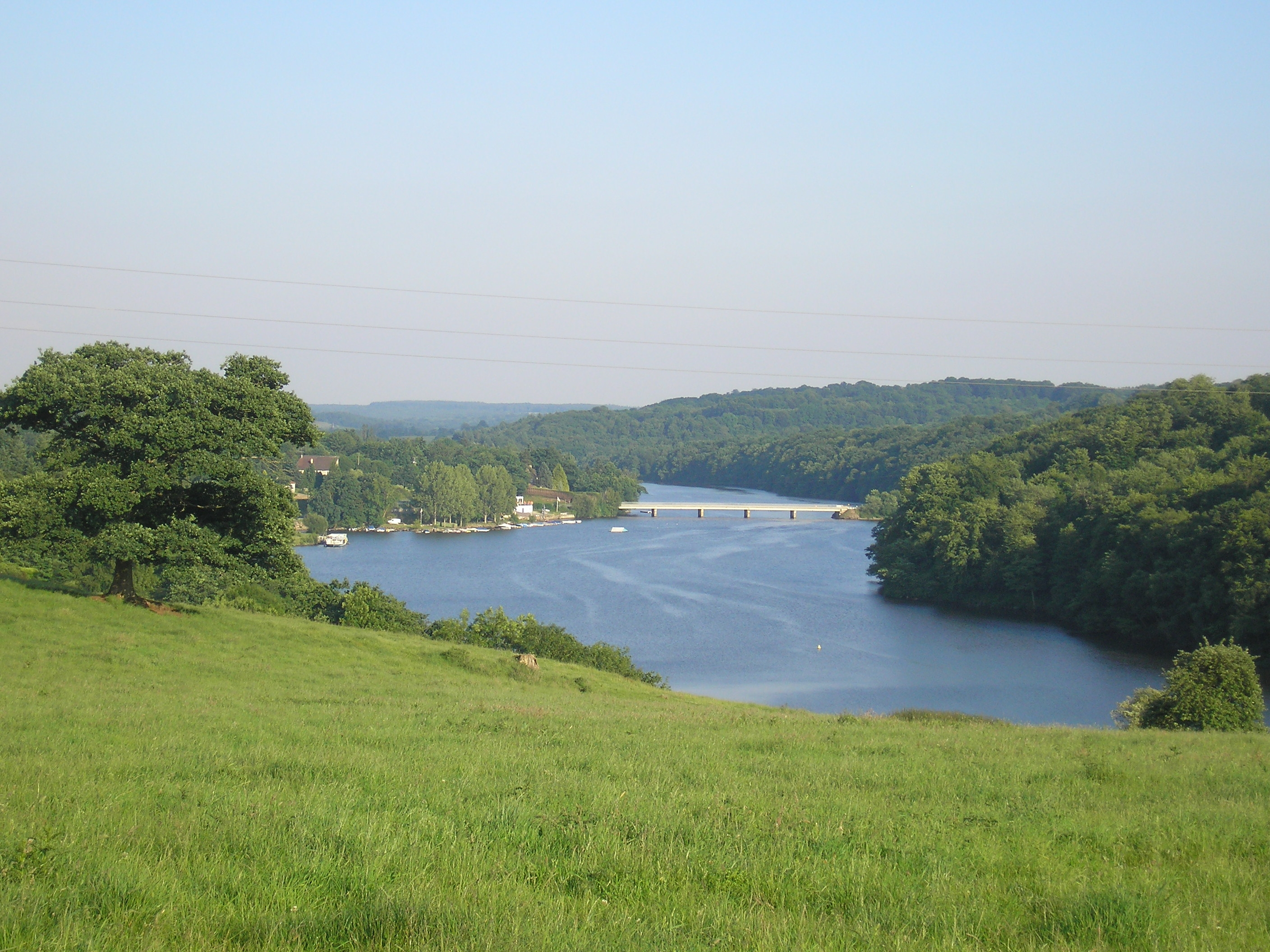
La retenue d'eau sur l'Orne à Rabodanges.

### Géologie

Carte géologique du massif armoricain.

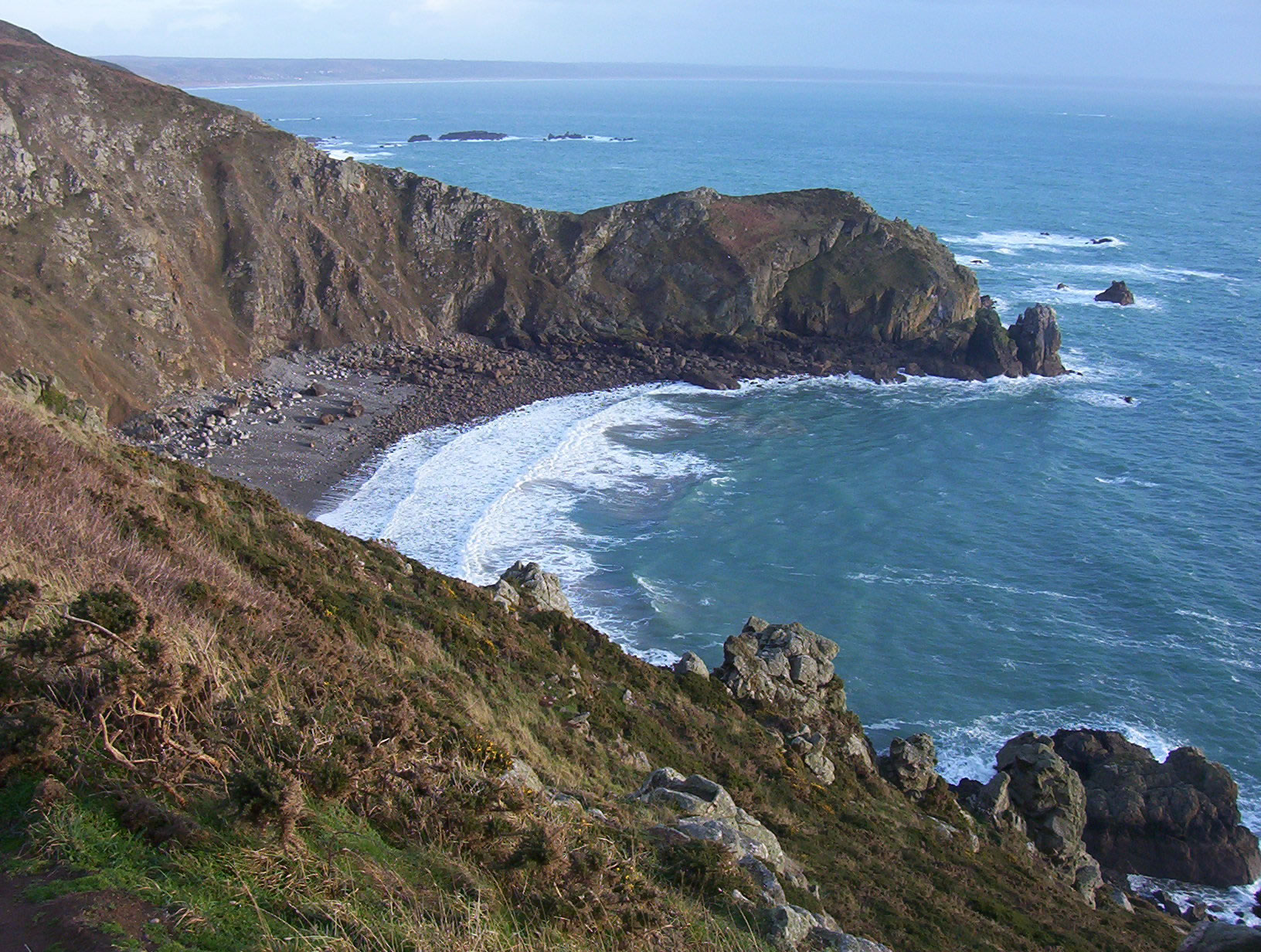
Nez de Jobourg dans la Hague.

La Normandie appartient à la plaque eurasiatique. D'un point de vue géologique, la géographie de la Normandie peut se scinder selon une ligne transversale allant du Plain à Alençon, l'Ouest faisant partie intégrante du Massif armoricain, et l'Est du Bassin parisien, deux grandes régions naturelles de formations très différentes. Les rivières découpent des vallées profondes.
L'orogenèse icartienne a intéressé la Hague, où affleurent les plus vieilles roches de France (à l'instar du Trégor mais surtout du bailliage de Guernesey qui comprend Sercq et Aurigny). Il y a 600 millions d'années, seule la partie cadomienne du Massif armoricain est émergée. Il y a 200 millions d'années, durant le Jurassique inférieur, alors que le Massif armoricain est émergé, ce qui deviendra le Bassin parisien est une mer. Au Miocène (il y a 5 à 20 millions d'années), le réseau hydrographique actuel, dont la Seine, est mis en place. Le bassin est alors une vaste plaine dominant à peine le niveau de la mer.
À l'ouest (Manche, sud-ouest du Calvados, ouest de l'Orne), le Massif armoricain consiste en lambeaux de l'ancienne chaîne cadomienne, constituée de roches plutoniques granitiques, accompagnées pour la plupart de roches détritiques terrigènes auxquelles se sont ajoutés des sédiments paléozoïques et qui ont été légèrement plissés durant l'orogenèse hercynienne. Les lignes de crêtes armoricaines sont approximativement orientées est-ouest et sont constituées de « grès armoricain » (quartzite) très dur. La partie armoricaine alterne forêts et prairies.
Au centre (à l'est et au nord du Calvados et à l'est de l'Orne), les couches calcaires jurassiques du Bassin parisien sont très propices aux cultures céréalières.
À l'est (Haute-Normandie), le Bassin parisien est une vaste dépression où se sont accumulées des roches sédimentaires d'origine marine, lacustres, lagunaires et fluviatiles. Les paysages de plaines et de plateaux de faible hauteur (pays de Caux) attestent la présence du calcaire ou de la craie. Les couches de silex aident la résistance à l'érosion. Les surfaces y sont presque horizontales ou très peu ondulées. Le sol, argileux, favorise la pâture et l'élevage ; cependant, le sud-est de la Haute-Normandie constitue le prolongement du plateau céréalier de la Beauce.
La diversité géologique a pour conséquence une certaine diversité des paysages, malgré tout limitée par la communauté de climat, tempéré et humide. De ce fait, certains paysages (prairies, bocages) se retrouvent à l'identique dans nombre de parties de la Normandie qui comprend un certain nombre de « pays » bien caractérisés.

### Environnement

#### Les parcs naturels régionaux
Cette section devrait être déplacée dans l'article Normandie (région administrative).
Pour plus d’informations, se reporter en page de discussion. (juin 2019)
La Normandie compte quatre parcs naturels régionaux : le parc naturel régional des Boucles de la Seine normande, le parc naturel régional Normandie-Maine, le parc naturel régional des Marais du Cotentin et du Bessin et le parc naturel régional du Perche, qui occupent près de 23% du territoire régional. Ils présentent des richesses très variées, qu'il s'agisse du patrimoine culturel ou du patrimoine naturel.

##### Réserves naturelles
La Normandie comporte neuf réserves nationales : le coteau de Mesnil-Soleil dans la campagne de Falaise (Calvados), le domaine de Beauguillot sur la commune de Sainte-Marie-du-Mont (Manche), l'estuaire de la Seine, l'un des trois plus grands estuaires de la France avec la Loire et la Gironde, dans les départements de l'Eure et de la Seine-Maritime, la falaise du Cap-Romain, sur les côtes du Calvados, la forêt domaniale de Cerisy, à cheval sur les départements du Calvados et de la Manche, le marais Vernier, situé dans un ancien méandre de la Seine dans le département de l'Eure, la mare de Vauville dans la Manche, le marais de la Sangsurière et de l'Adriennerie, à Doville au cœur des marais du Cotentin et du Bessin et la tourbière de Mathon, au cœur des landes de Lessay dans la presqu'île du Cotentin.
La région compte en outre six réserves régionales : les anciennes carrières d'Orival dans le Calvados, la clairière forestière de Bresolettes au cœur de la forêt du Perche, la côte de la Fontaine en Seine-Maritime, la carrière des Vaux sur la commune de Saint-Hilaire-la-Gérard dans le département de l'Orne, le marais de la Taute dans les marais du Cotentin et du Bessin et les pierriers de Normandie sur la commune de Bagnoles de l'Orne Normandie.

#### Flore
La forêt couvre 14 % du territoire. Il s'agit là d'un faible couvert forestier, comparé à la moyenne nationale (28 %), mais compensé par les « forêts linéaires » que forment les haies bocagères.
Les landes recouvrent les sols pauvres, acides mais humides du département de la Manche.
Le catalogue de la flore vasculaire de Normandie, fusion des listes de Haute et Basse-Normandie, édité en 2017, regroupe 3 194 taxons.

#### Faune

##### Faune domestique et d'élevage

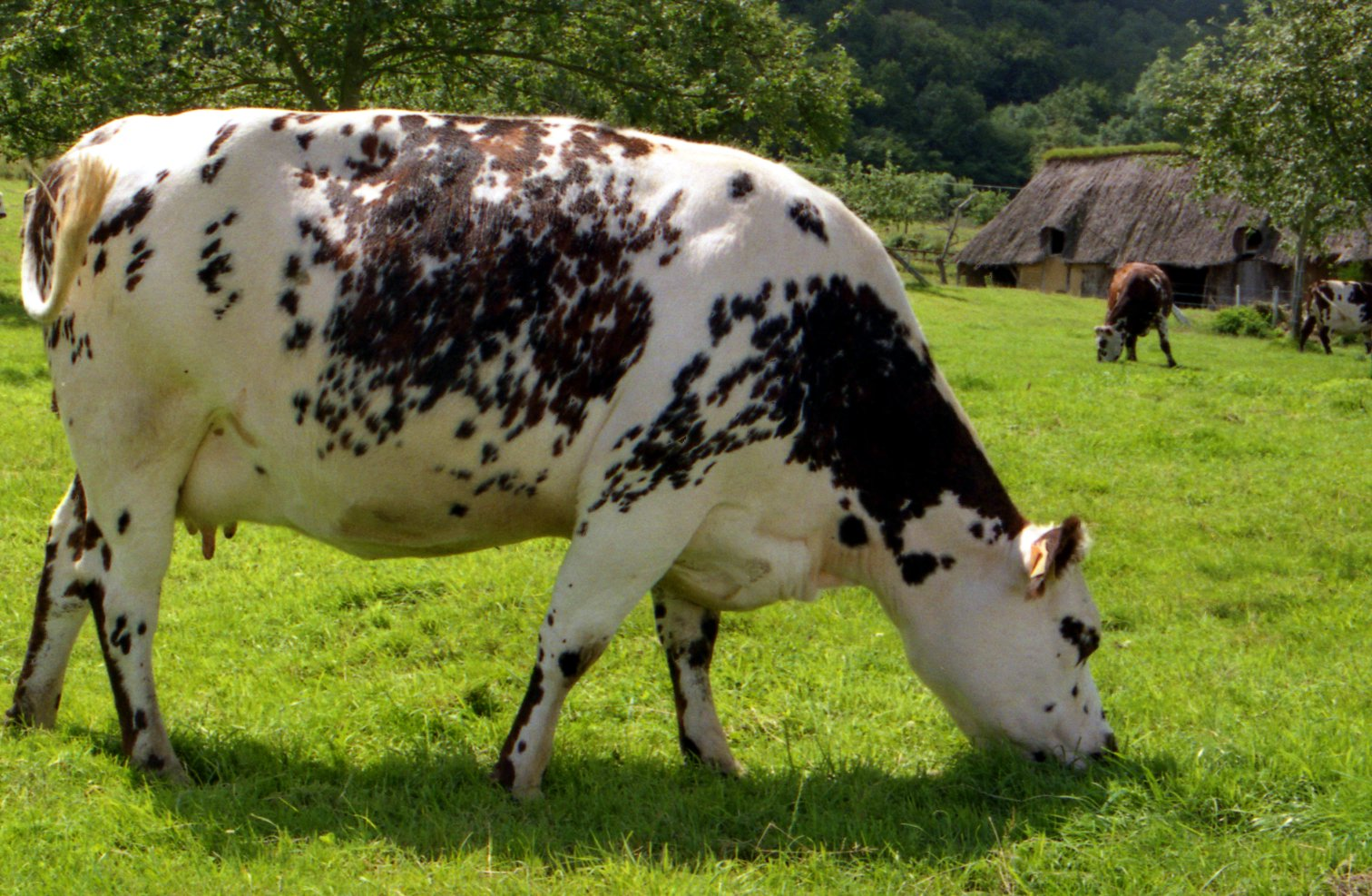
Vache normande.

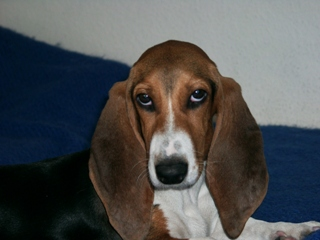
Basset artésien normand.

Du fait d'une tradition agricole ancestrale, la Normandie est la région d'origine de nombreuses races animales d'élevage ou de compagnie. Bien que surtout connue pour son cheptel bovin grâce à la célèbre vache normande, la faune de Normandie est constituée d'une multitude de races.
- asins et équins : âne normand, âne du Cotentin, percheron, cob normand, augeron, anglo-normand (originaire du Plain), âne andalou ou anko du Perche, selle français (issu du cheval anglo-normand), trotteur français (issu du carrossier normand) ;
- bovins : normande, jersiaise ;
- ovins et caprins : roussin de la Hague, cotentin, avranchin, chèvre des fossés ;
- porcins : porc de Bayeux, porc blanc de l'Ouest ;
- volailles : poule courtes-pattes, poule du Merlerault, poule de Dampierre, poule de Crèvecœur, poule de Gournay, poule de Caumont, poule de Pavilly, poule de Caux, coucou de France, cotentine, canard de Rouen, oie normande, oie de Bavent, dindon noir de Normandie ;
- animaux domestiques :
  - basset artésien normand, chien de chasse ou de compagnie ;
  - chartreux, chat très populaire en Normandie, trouvant ses origines dans le Nord-Ouest de la France ;
  - épagneul de Pont-Audemer, chien à poil frisé et légèrement bourru, de couleur marron ou marron et gris chiné, originaire du Marais-Vernier.

##### Faune sauvage

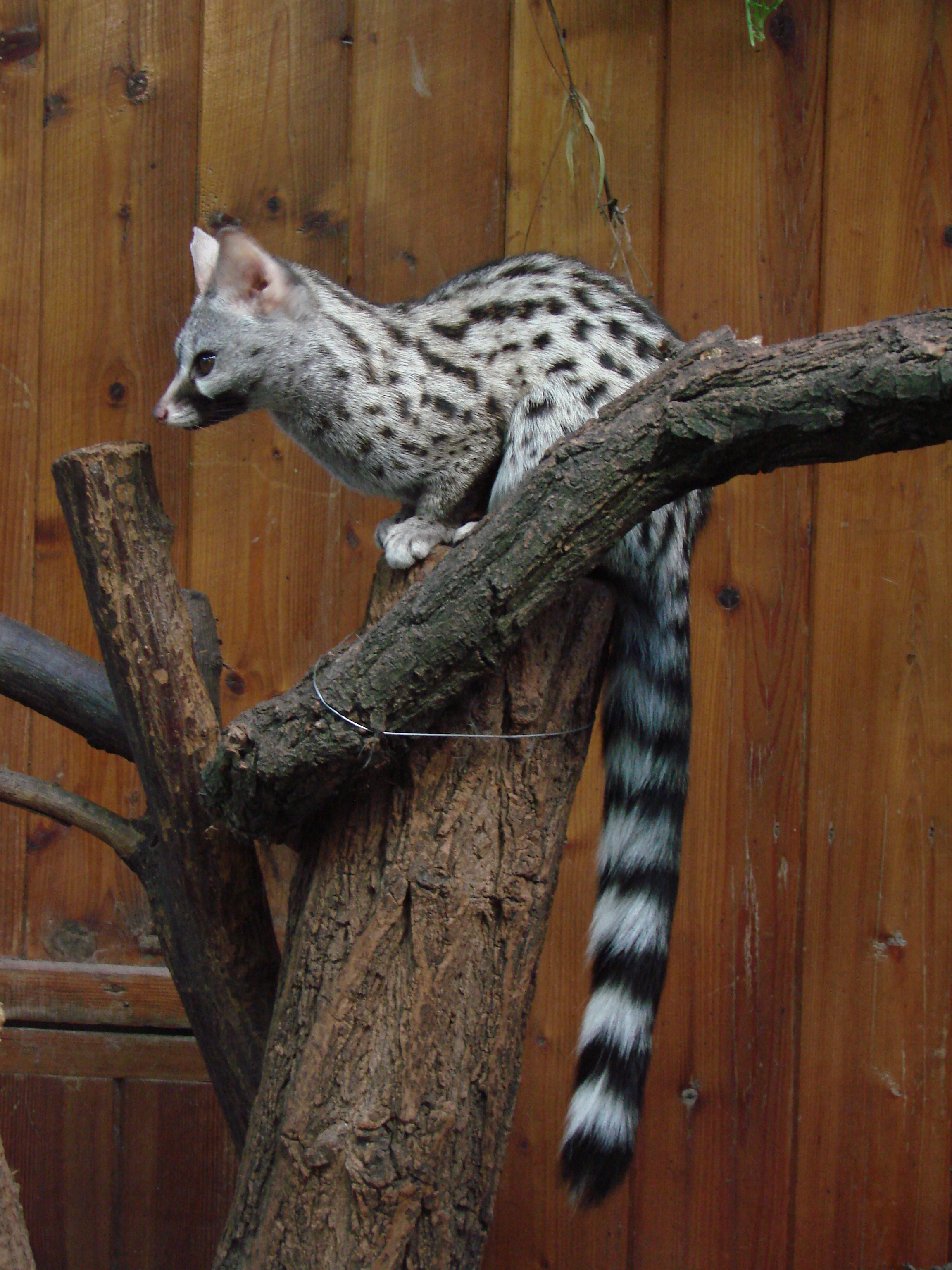
Genette commune
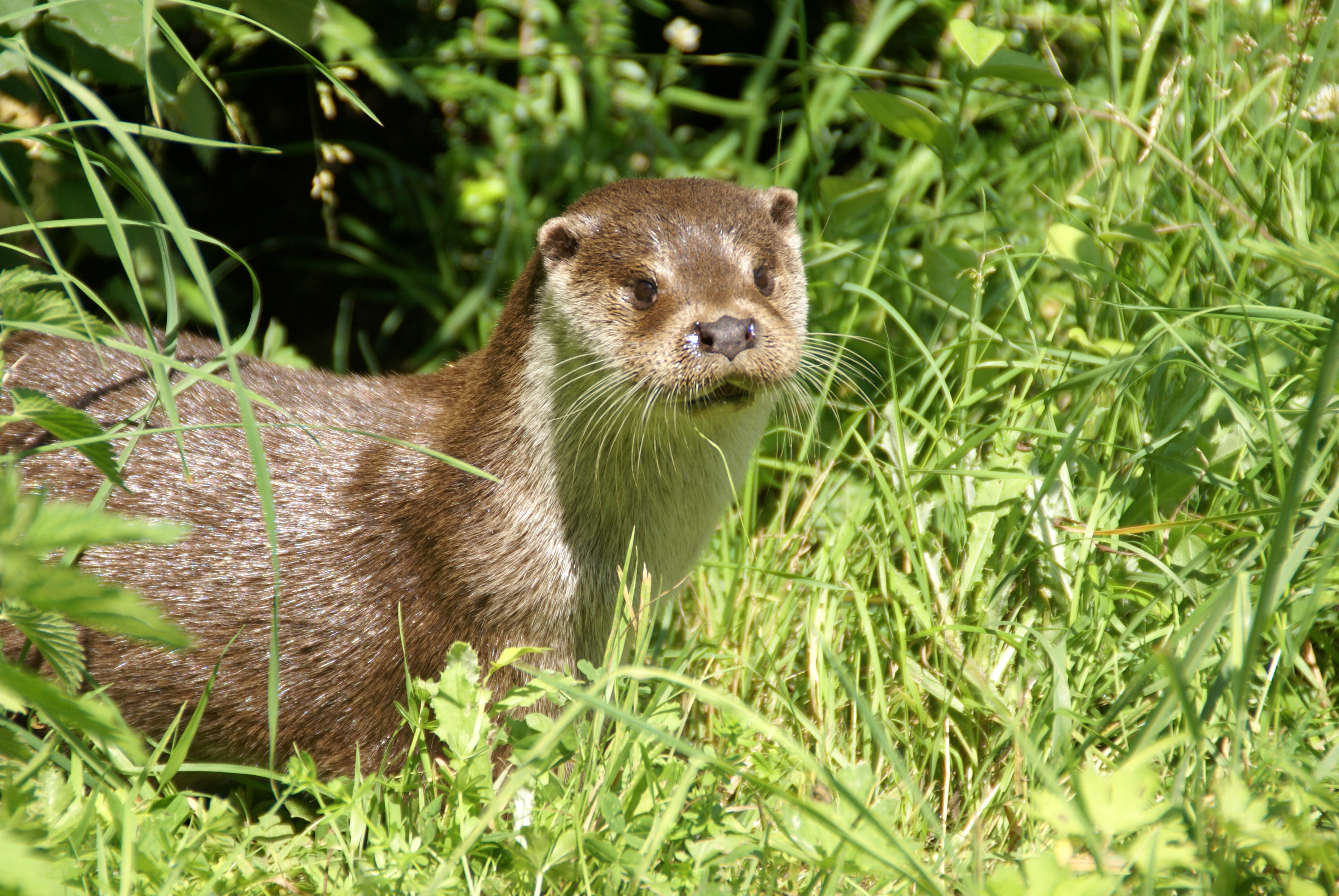
Loutre européenne
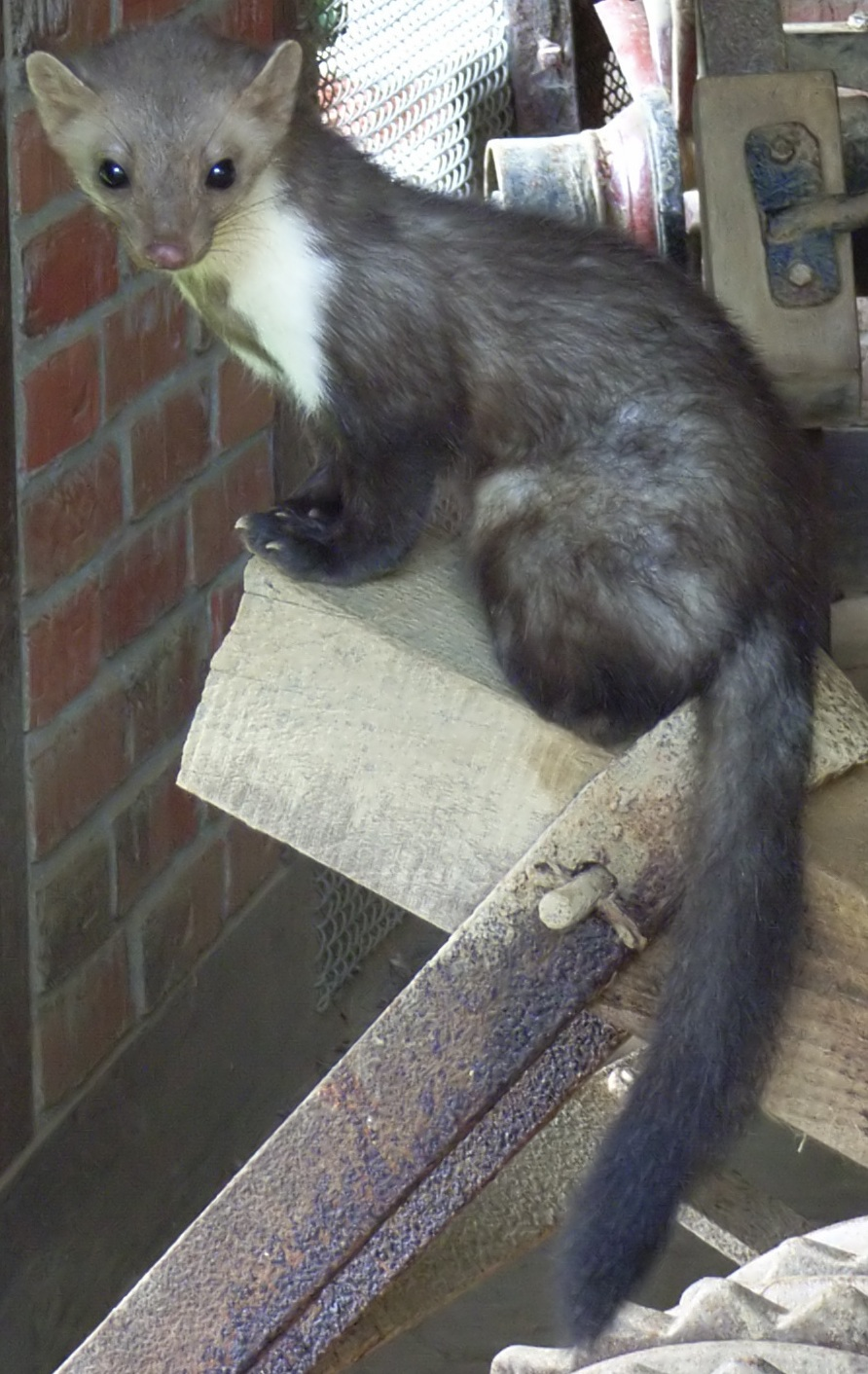
Fouine
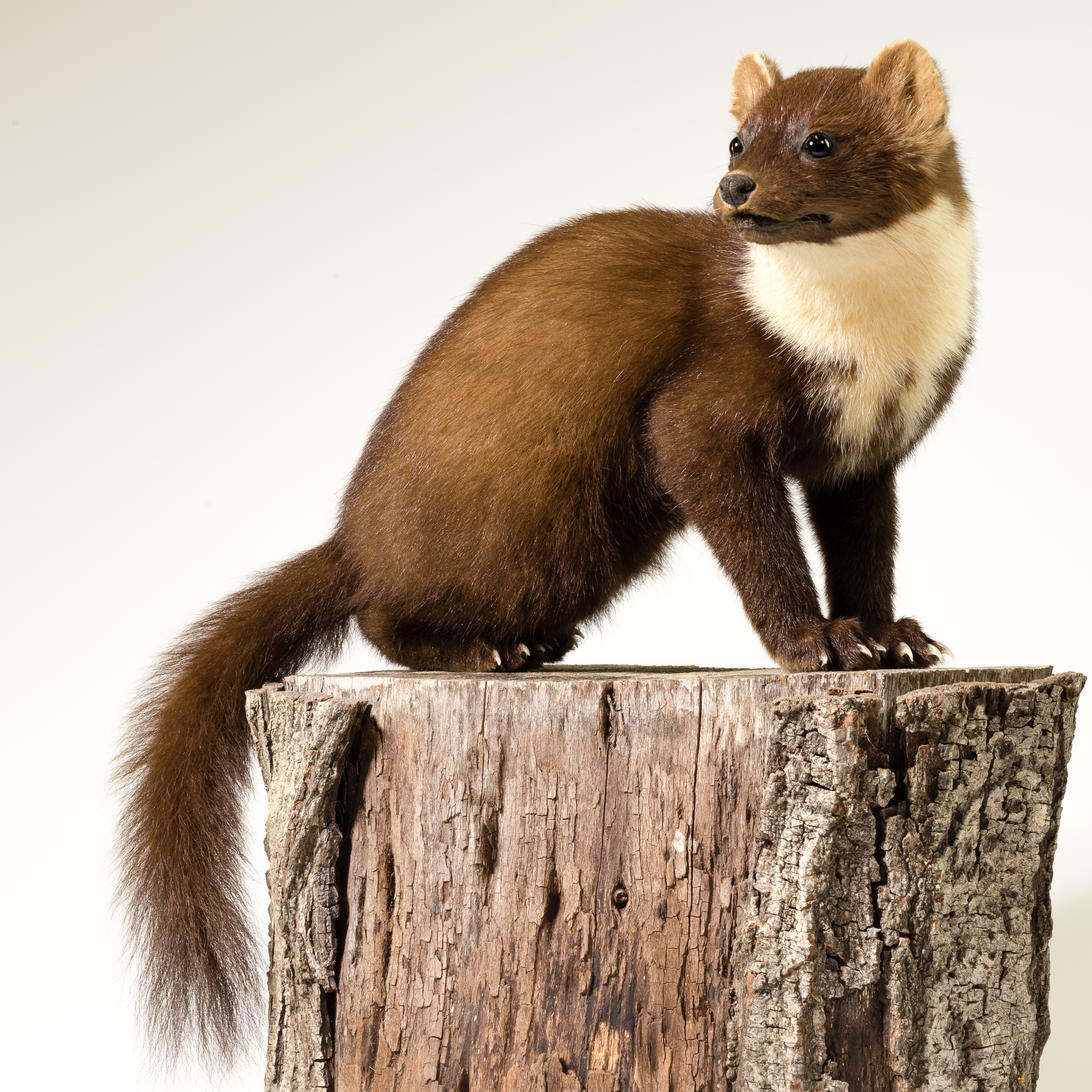
Martre des pins
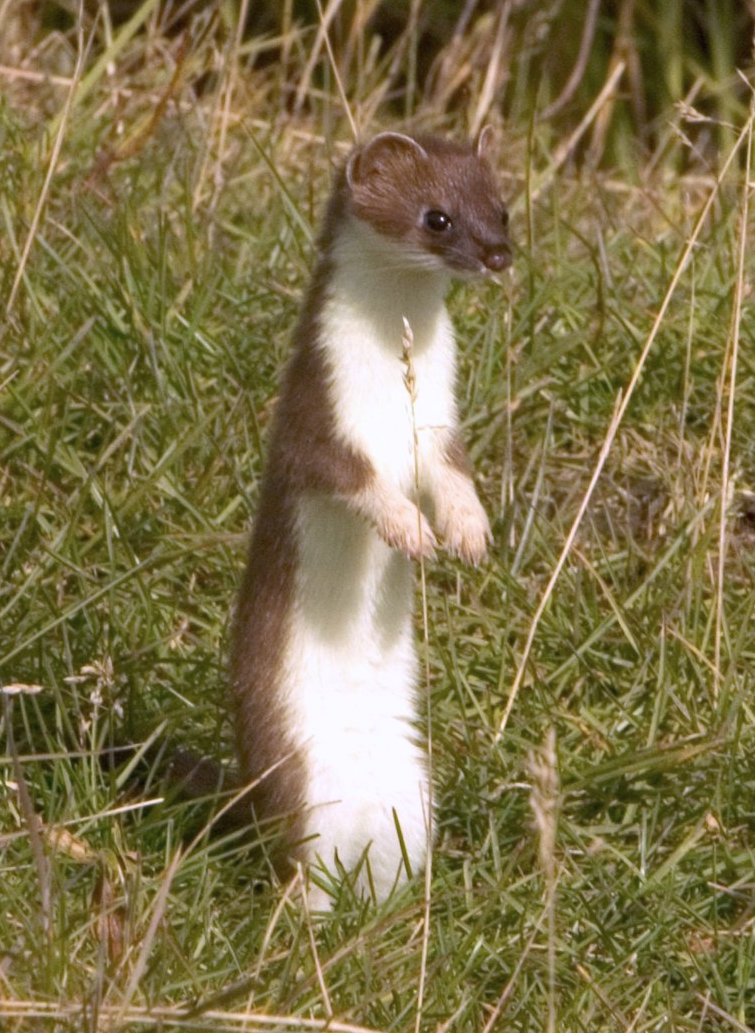
Hermine
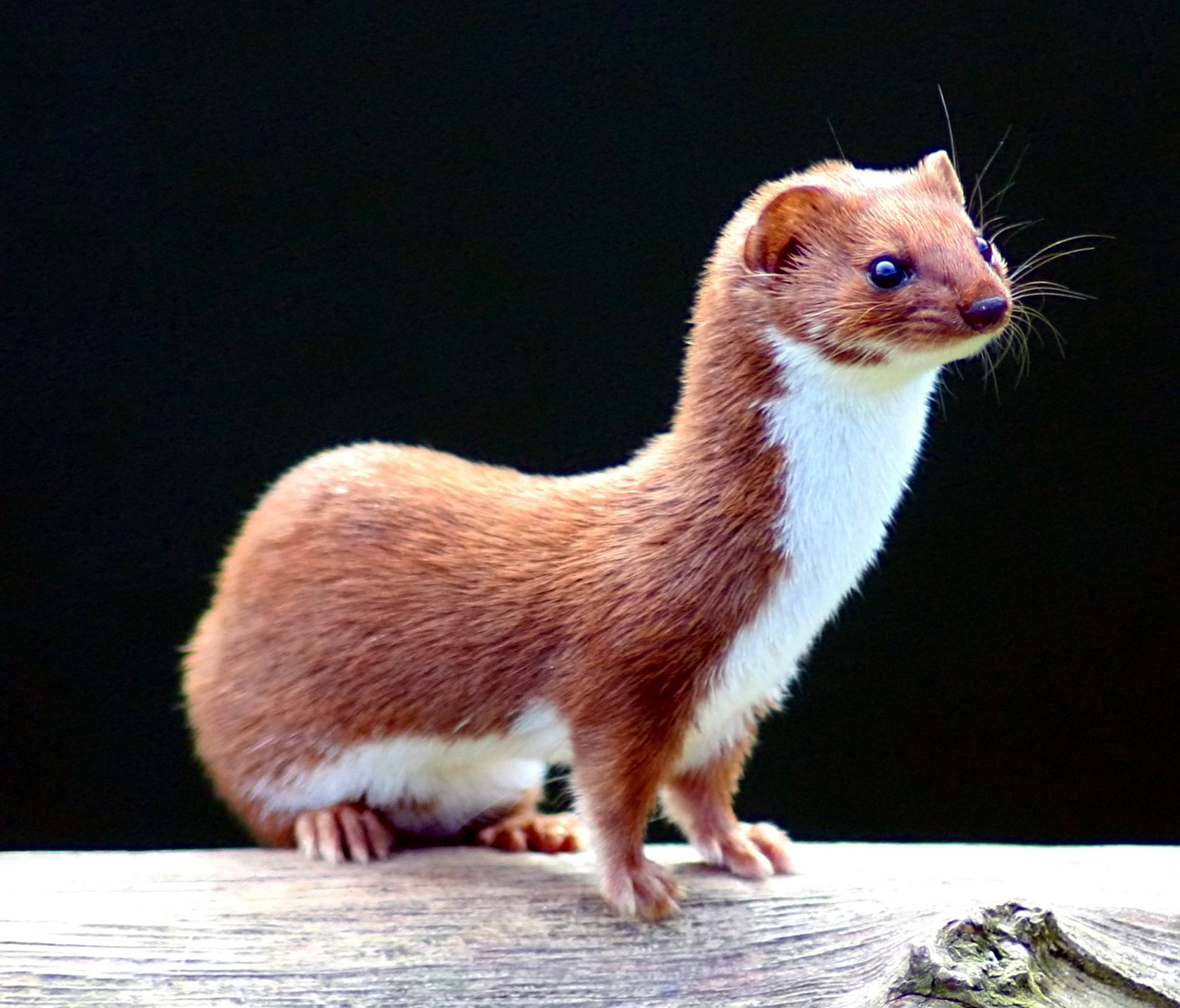
Belette d'Europe
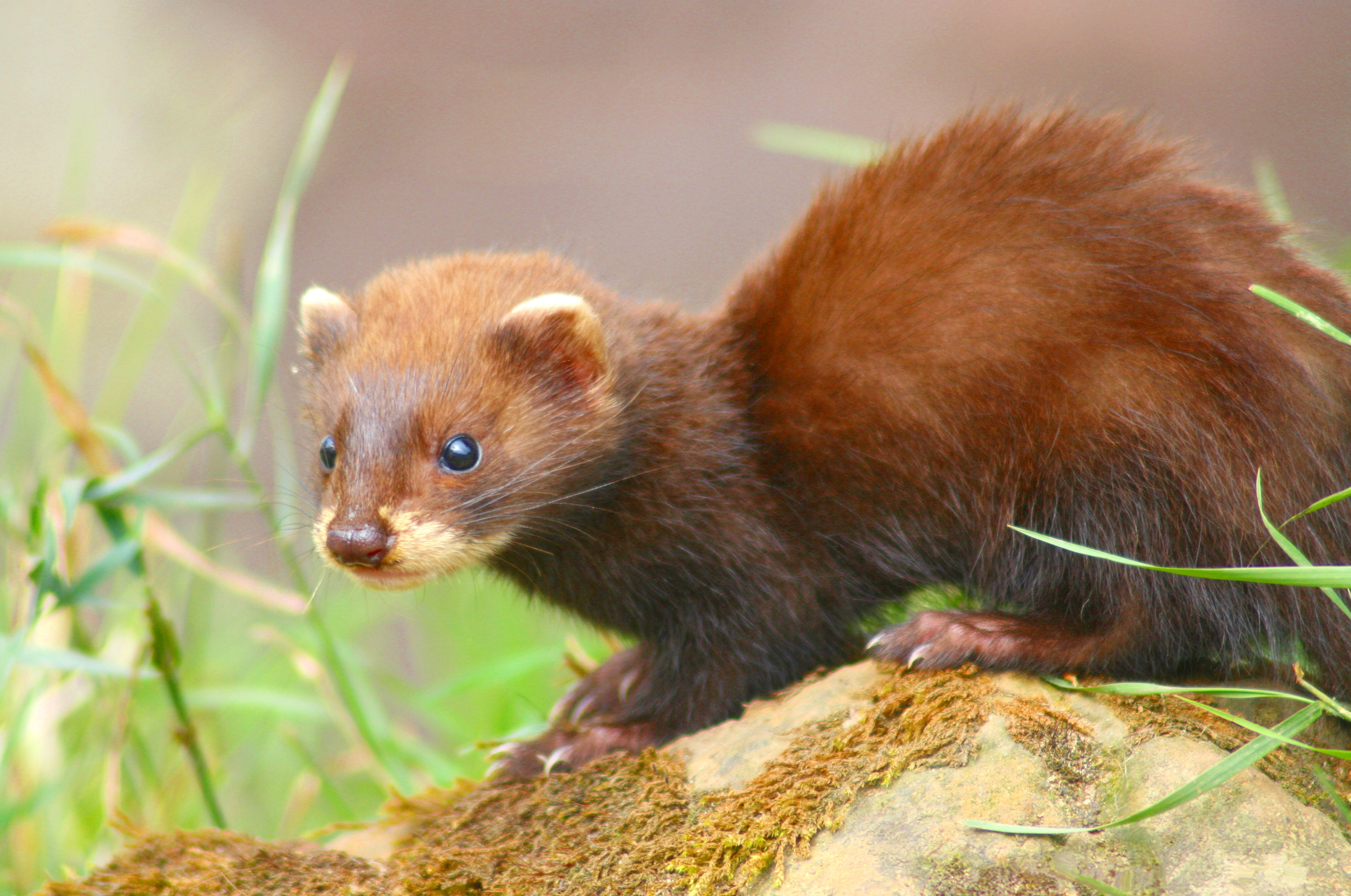
Putois
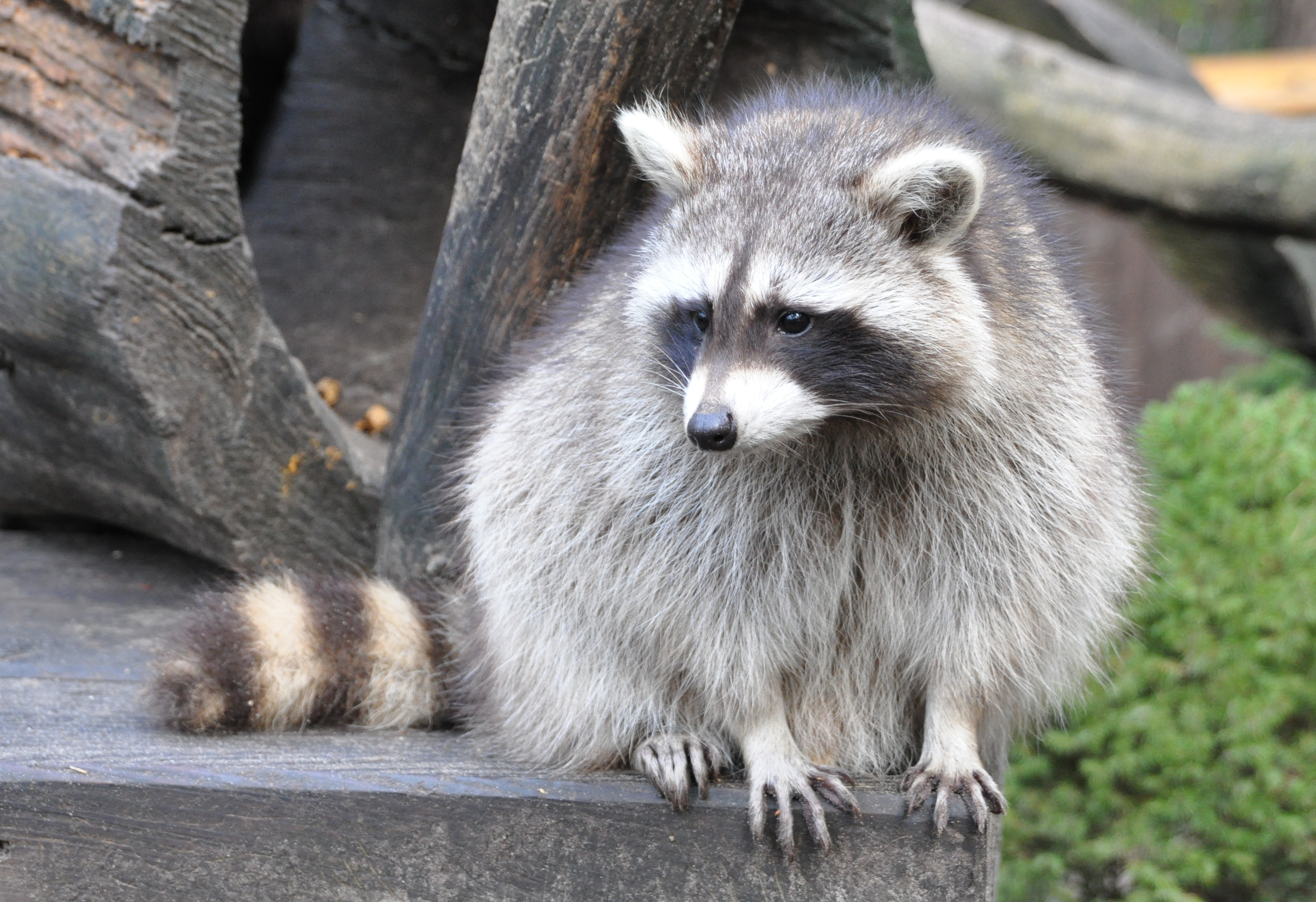
Raton laveur
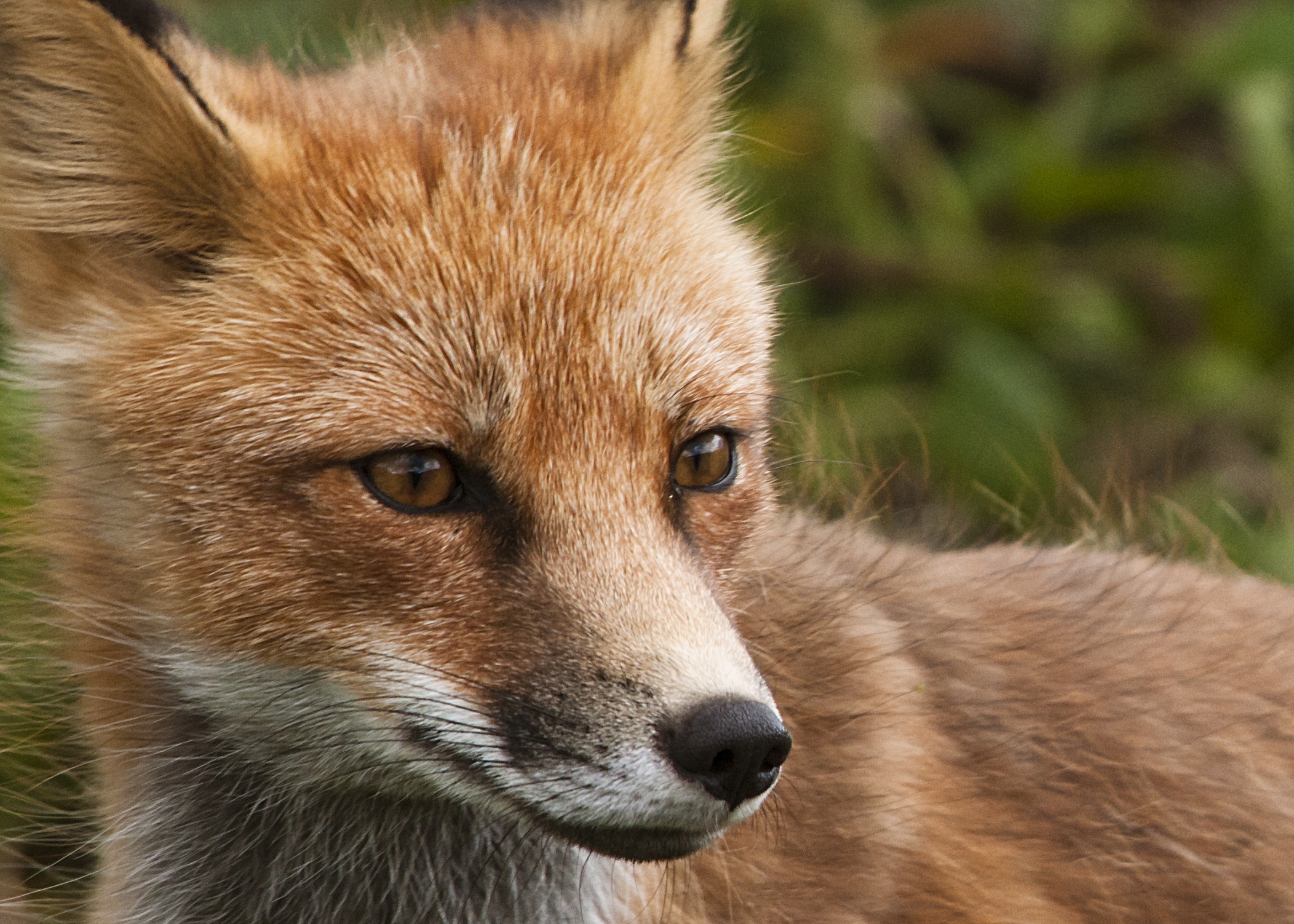
Renard roux

Les principales espèces de mammifères sauvages de Normandie sont: la genette commune, la loutre d'Europe, la fouine, la martre des pins, le blaireau européen, l'hermine, la belette d'Europe, le putois, le vison d'Amérique, le chien viverrin, le raton laveur, le renard roux.
Les onze espèces de reptiles présentes en Normandie sont: la couleuvre hélvétique, le lézard à deux raies, la couleuvre verte et jaune, la couleuvre d'Esculape, la vipère aspic, le lézard des murailles, le lézard vivipare, le lézard des souches, la coronelle lisse, la vipère péliade, l'orvet fragile.
Les huit espèces de rapaces diurnes observées en Normandie sont: l'autour des palombes, la bondrée apivore, le busard Saint-Martin, la buse variable, l'épervier d'Europe, le faucon crécerelle, le faucon hobereau, le milan noir.

Les zones humides (marais, prés-salés, tourbières, baies) sont des refuges pour de nombreux amphibiens et une multitude d'oiseaux nicheurs ou migrateurs (râle des genêts, spatule blanche, avocette, héron butor, etc.).

### Transports

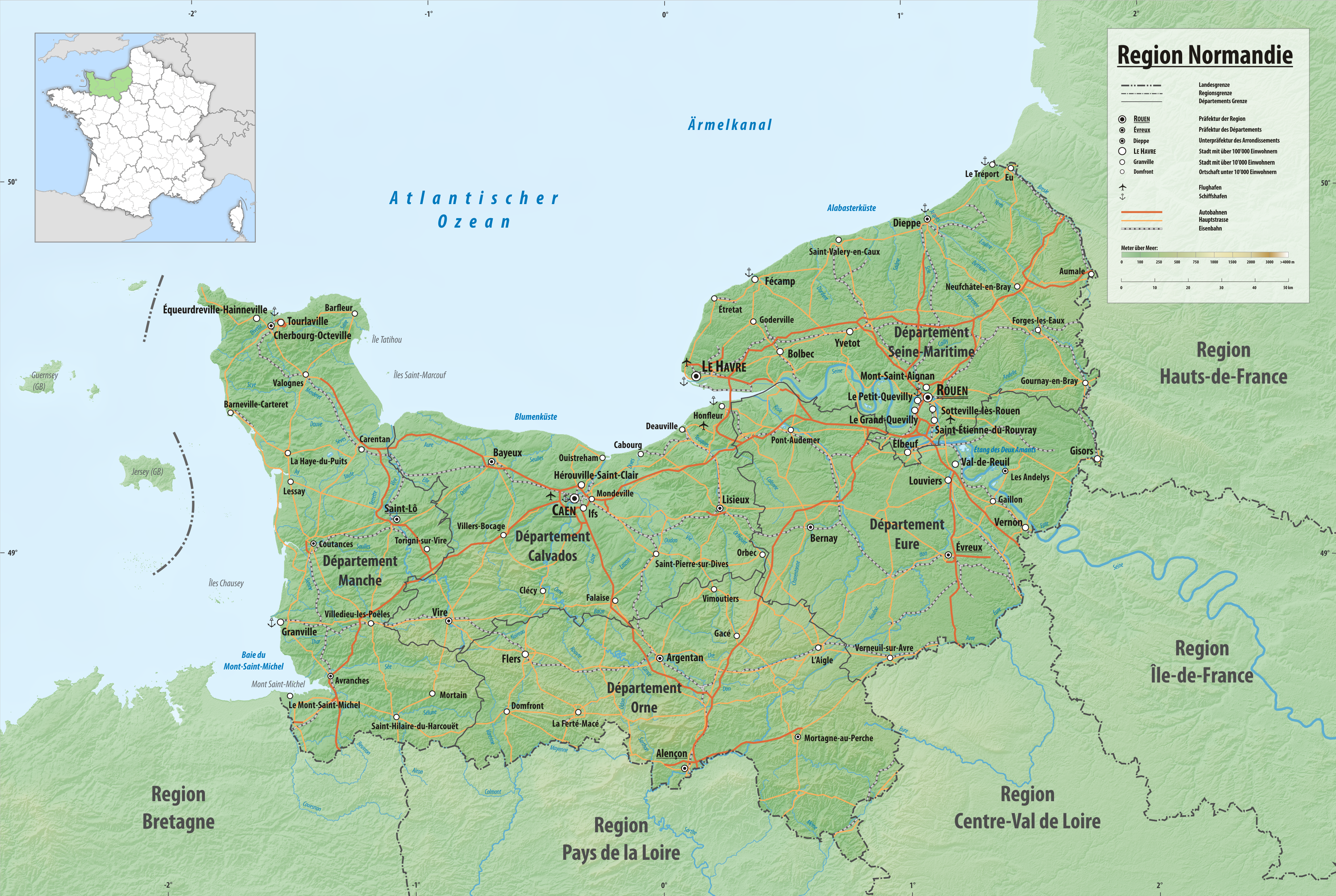
Normandie : géographie et transport.

Cette section devrait être déplacée dans l'article Normandie (région administrative).
Pour plus d’informations, se reporter en page de discussion. (septembre 2024)

#### Le réseau routier
- < 6
- < 8
- < 10

- Pour la France: calculé par l'ONISR, sur la mortalité de la période 2012-2016 et la population INSEE 2016, Site ONISR'"`UNIQ--ref-0000001A-QINU`"'
- Pour l'Andorre, source: estimation  OMS sur l'année 2013'"`UNIQ--ref-0000001B-QINU`"'
- Pour les régions de Suisse et de l'UE, hors France, source: EUROSTAT (Victimes dans les accidents de la route par région NUTS 2 '"`UNIQ--nowiki-0000001C-QINU`"'tran_r_acci'"`UNIQ--nowiki-0000001D-QINU`"') pour les années 2012-2016'"`UNIQ--ref-0000001E-QINU`"'.

La Normandie dispose d'un réseau routier dense qui maille tout son territoire. Ce maillage a été renforcé par la construction des ponts de Brotonne, de Tancarville, de Normandie, et du pont Gustave Flaubert à Rouen.
Des autoroutes relient Rouen, Le Havre et Caen entre elles et également à Paris, Lille, Rennes ou Angers ainsi qu'au reste du réseau autoroutier européen,.
En aval de Rouen, plusieurs bacs permettent la traversée de la Seine.
Outre les applications nationales comme BlaBlacar & Blablacar Daily, la région Normandie a notamment développé l'application KAROS, une application de covoiture - et plus particulièrement de courtvoiturage (Pour les petits trajets).

#### Le réseau ferroviaire

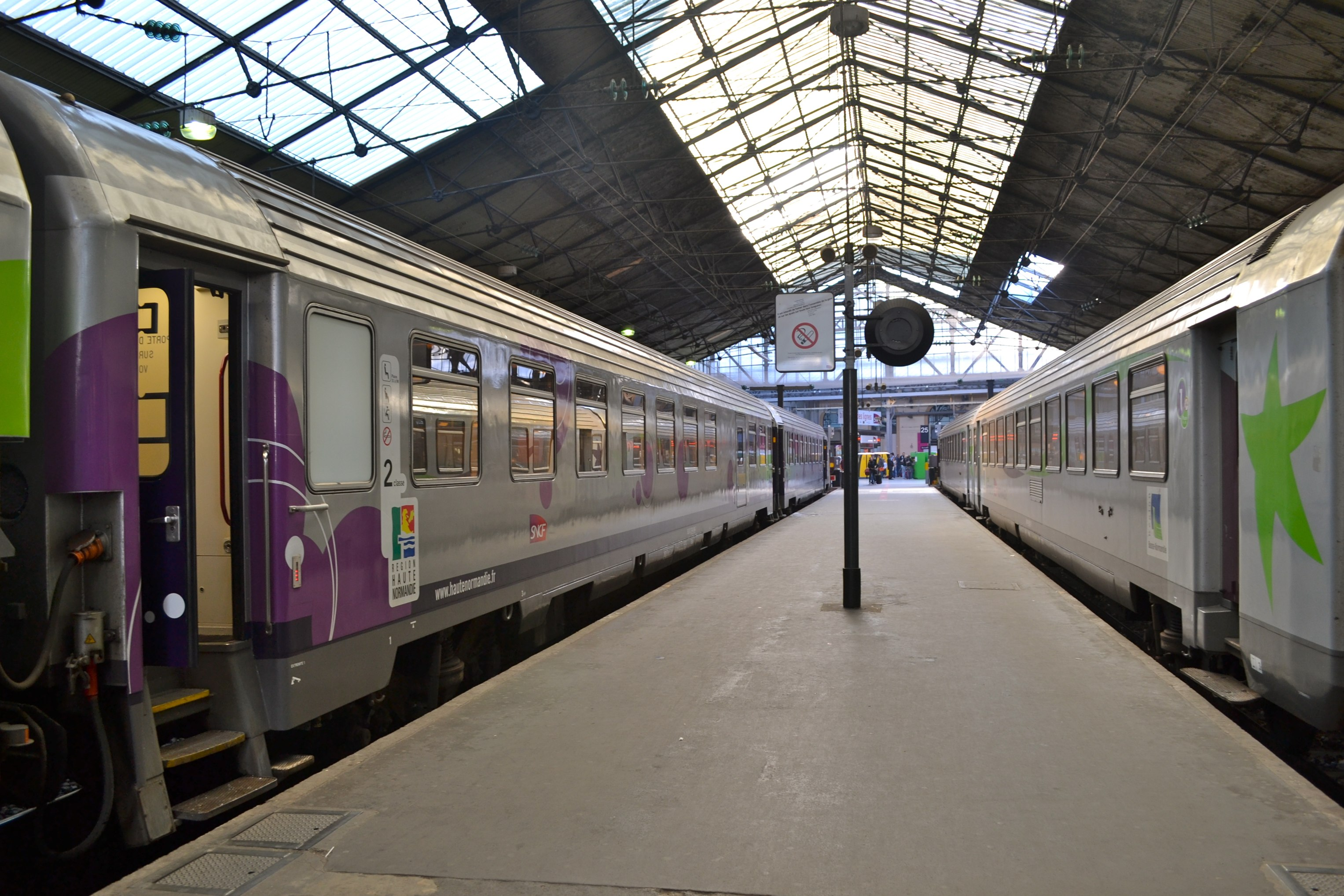
Voitures Intercités Normandie en gare de Paris Saint-Lazare.

Les trains de la région Normandie sont exploités sous la marque TER Normandie.
Depuis 2002 la région Normandie est responsable de l'organisation des transports ferroviaires TER qui sont d'intérêt régional. Cela concerne 24 lignes sur lesquelles circulent 350 trains par jour, sur une distance de 1 267 kilomètres qui desservent 116 gares et haltes.
La Normandie est desservie par quatre lignes nationales. Trois relient la Normandie à Paris, vers Rouen et Le Havre, Caen et Cherbourg, et Argentan et Granville, et une relie Caen à Tours, via Alençon et Le Mans.
Plusieurs lignes régionales existent par ailleurs, entre Lison et Pontorson (liaison Caen - Rennes), Serquigny et Oissel (liaison Caen - Rouen), Rouen et Dieppe, Rouen et Abancourt (liaison Rouen - Amiens), entre Abancourt et Le Tréport (liaison Paris - Dieppe), entre Bréauté et Fécamp, entre Le Havre et Rolleville et entre Lisieux et Trouville - Deauville.
En plus de ces lignes ouvertes au trafic des voyageurs, certaines sont réservées au fret (par exemple la desserte d'Honfleur) ou bien fermées. Parmi ces dernières, on peut citer le cas de la ligne Caen - Flers, qui traverse la Suisse normande.
La gouvernance des trains Intercités normands va être transférée à la région de Normandie.
On peut aussi mentionner l'existence de quelques trains touristiques.
Les trains qui circulent sur le réseau normand sont :
- des voitures corail tractées par des BB15000. Des BB26000 sont également utilisées mais uniquement sur l'axe Paris-Caen-Cherbourg afin d'assurer les pointes à 200 km/h ;
- des TER à 2 niveaux de nouvelle génération ;
- des V2N tractées par des BB15000 ;
- des VO2N tractées par des BB15000 ;
- des Régiolis de 328 places ;
- des autorails à grande capacité bimode-bicourant de 240 places ;
- des autorails X73500 de 80 places[59].

À partir de janvier 2020, 40 rames Omnéo Premium (Bombardier) remplaceront progressivement le matériel roulant actuellement en service sur les lignes Paris-Caen-Cherbourg / Trouville-Deauville et Paris-Rouen-Le Havre. Tout comme les BB26000, ces rames à deux niveaux permettront d'atteindre une vitesse commerciale de 200 km/h sur les portions de voies le permettant. Bien qu'utilisant la plateforme des Regio2n, ces rames de 10 caisses disposeront d'un haut niveau de confort.
La coopérative Railcoop caresse de nombreux projets qui pourraient concerner la région : il s'agirait des relations Brest-Caen-Massy, Nantes-Caen-Lille et Caen-Toulouse,.

#### Le réseau maritime

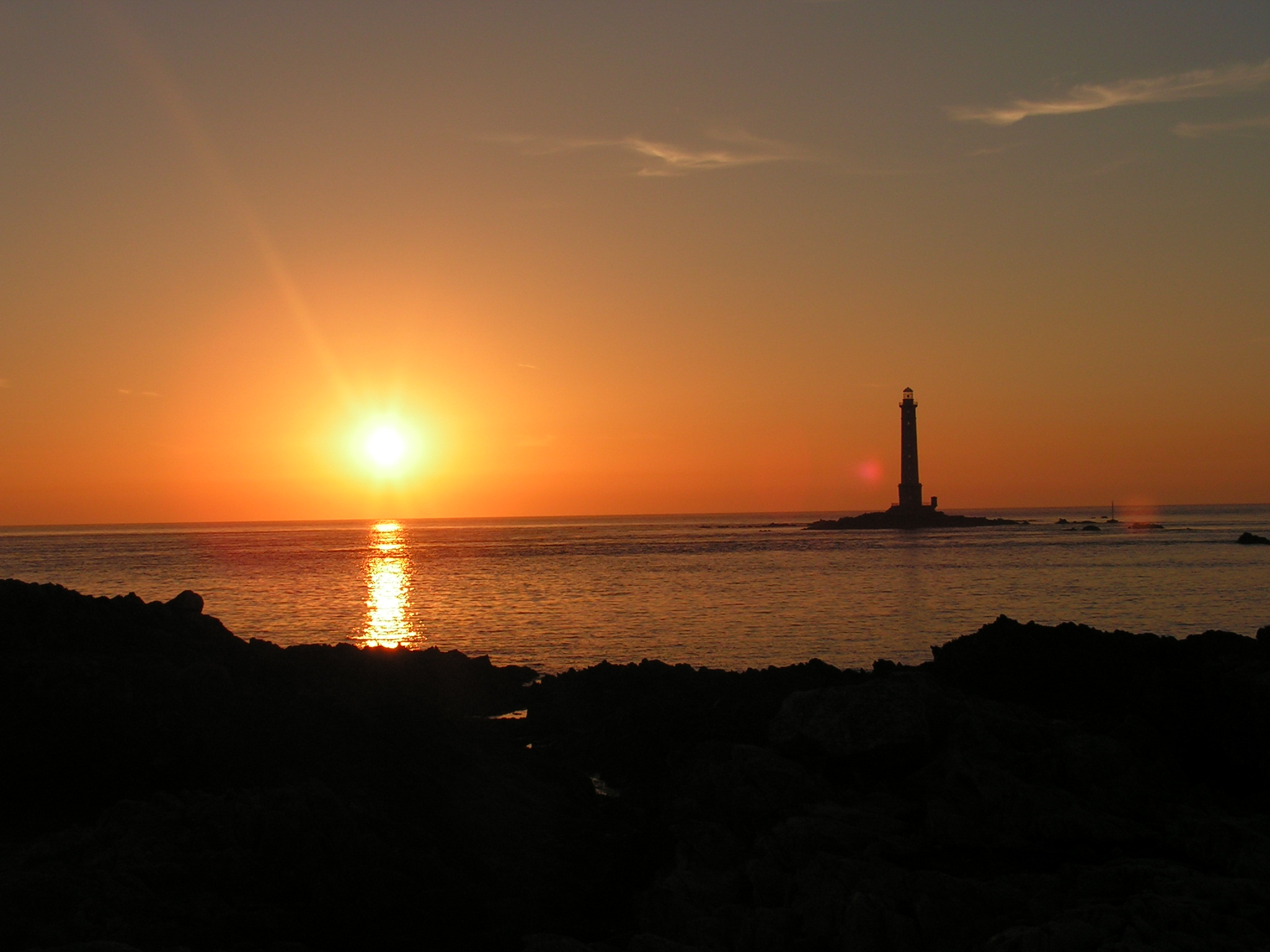
Phare de la Hague, Cotentin.

Avec 600 km de côtes le long de la Manche, la Normandie dispose de l'axe maritime le plus fréquenté du monde. Elle constitue le troisième complexe portuaire européen et le premier complexe portuaire français avec cinq ports, dont les deux grands ports internationaux du Havre et de Rouen et les ports de Cherbourg, Caen et Dieppe. La moitié des transports internationaux maritimes de France et 60 % du trafic de conteneurs français passent par ses ports.
La liaison avec la Grande-Bretagne et l'Irlande est assurée par les ports de Cherbourg (593 000 passagers), du Havre (822 000 passagers), Caen-Ouistreham (970 000 passagers) et Dieppe (278 000 passagers).
La desserte des îles Anglo-Normandes est assurée depuis les ports de Granville, Carteret et Diélette, vers Jersey (Gouray et Saint-Hélier), Guernesey (Saint-Pierre-Port), Aurigny et Sercq.

#### Le réseau fluvial
La Normandie représente 10 % du trafic fluvial français : 13 millions de tonnes de marchandises transitent sur la Seine entre Le Havre et la région parisienne.

#### Le réseau aérien
Il y a cinq aéroports internationaux en Normandie continentale :
- aéroport de Deauville-Normandie, Saint-Gatien-des-Bois (14) : 149 300 passagers en 2015, avec deux lignes saisonnières vers Londres (Ryanair) et Héraklion (Aegean Airlines) ; son trafic provient majoritairement des vols charters vers la Méditerranée. Cet aéroport est largement subventionné par les pouvoirs publics[64] ;
- aéroport de Caen-Carpiquet, Carpiquet (14) : 274 011 passagers en 2018 (+51,46% sur l'année) ; son trafic est porté par ses lignes régulières vers Londres (Flybe), Lyon (Air France Hop), Marseille et Toulouse (depuis avril 2017) (Volotea)[65] et ses lignes saisonnières vers la Corse, Nice-Côte d'Azur, Pau-Pyrénées et Palma de Majorque ;
- aéroport du Havre-Octeville, Octeville-sur-Mer (76) : 6 200 passagers commerciaux en 2015[64], sans ligne régulière ; cet aéroport est passé près de la fermeture avant qu'un voyagiste n'annonce des vols charters pour 2016[66] ;
- aéroport Rouen Vallée de Seine, Boos (76) : 5 200 passagers commerciaux en 2015[64], sans ligne régulière ; il accueille principalement des vols d'affaires, des vols sanitaires en relation avec le CHU de Rouen, des vols militaires, vols de formation et vols de loisir liés à l'activité de ses bases[67] ;
- Aéroport de Cherbourg-Maupertus, Maupertus-sur-Mer (50) : 4 800 passagers commerciaux en 2015[64], sans ligne régulière ; il accueille principalement des vols d'affaire et des vols charters pour des voyagistes.

L'aéroport de Deauville tentait depuis les années 2010 à s'imposer comme l'aéroport de référence de la région, mais le Conseil régional préfère désormais chercher à constituer une autorité aéroportuaire commune aux aéroports de la région pour faire jouer leur complémentarité.
Les îles Anglo-Normandes, quant à elles, disposent de trois aéroports, qui les relient à la Grande-Bretagne et au continent. Ils se caractérisent par un trafic d'une toute autre importance :
- aéroport de Jersey, Saint-Pierre, Jersey : 1 554 390 passagers commerciaux en 2015, nombreuses liaisons vers le Royaume-Uni, Guernesey, Paris-Orly, Rotterdam, Amsterdam, Anvers, Berlin, Munich[70] ;
- aéroport de Guernesey, La Forêt, Guernesey : 894 602 passagers commerciaux en 2015 ;
- aéroport d'Aurigny, Sainte-Anne, Aurigny : 59 843 passagers commerciaux en 2015.

## Administrations et politiques

### Administration

#### Normandie française
La Normandie est répartie, de 1956 à 2015, entre deux régions administratives, la Haute-Normandie et la Basse-Normandie, dont les préfectures régionales étaient respectivement Rouen et Caen. Depuis janvier 2016 la Normandie forme une seule région administrative dont la préfecture est Rouen et dont la capitale politique, siège du Conseil régional de Normandie, est Caen. Le Havre est la commune la plus peuplée et Cherbourg est la préfecture maritime de la Manche et de la mer du Nord.
Les régions françaises sont gérées par un conseil régional élu pour six ans au suffrage universel direct, qui ne possède pas de compétence législative, mais dispose d'un pouvoir réglementaire, notamment dans le domaine de l'action économique. Les conseillers régionaux élisent le président du conseil régional. Ce dernier préside l'assemblée et dispose du pouvoir exécutif. Il est chargé de faire voter et exécuter les décisions budgétaires, il est autorisé à recruter du personnel pour constituer ses services. Chaque région possède également un préfet de région, nommé par le gouvernement, dont le rôle est de représenter l'État et de s'assurer du bon fonctionnement des services déconcentrés, comme la coordination des services de police.

#### Îles Anglo-Normandes
Les îles Anglo-Normandes sont divisées en deux bailliages dépendant de la Couronne britannique, Jersey et Guernesey, dont les capitales sont Saint-Hélier et Saint-Pierre-Port. Ils jouissent d'une autonomie interne, sauf pour la défense et la diplomatie. Ils ne font pas formellement partie du Royaume-Uni. Une loi du Royaume-Uni ne s'applique à un bailliage que sur la demande d'un gouvernement insulaire. Dans le cadre du bailliage de Guernesey, Sercq et Aurigny sont elles-mêmes autonomes, chacune ayant son propre parlement et son administration locale.
Le souverain britannique nomme deux lieutenant-gouverneurs, un pour chaque bailliage. Ils sont les représentants de la Couronne britannique. Les lieutenants-gouverneurs sont de fait chefs d'État ; ils approuvent et promulguent (au nom de la Couronne) les lois votées par leur parlement en accord avec leur constitution. Leurs fonctions sont principalement diplomatiques et cérémonielles. Les baillis, nommés également par la Couronne, sont les premiers dirigeants civils. Ils tiennent leur poste jusqu'à leur retraite. Ils président en tant que juge la Cour royale ; ils gouvernent les États et représentent la Couronne aux occasions civiques. Les baillis doivent être des hommes de loi qualifiés.
Le bailliage de Jersey inclut les Minquiers, les Écréhou, les Dirouilles et les Pierres de Lecq (ou Paternosters en anglais) et le bailliage de Guernesey les îles d'Aurigny, Brecqhou, Sercq, Herm, Ortac, Jéthou, Lihou, Burhou et les Casquets.
|     |                | Superficie (km2) | Population | Préfecture ou capitale                     | Sous-préfecture                   | Densité (hab/km2) |
| --- | -------------- | ---------------- | ---------- | ------------------------------------------ | --------------------------------- | ----------------- |
|     | Normandie      | 30 100           | 3 450 388  | Rouen (Préfecture) Caen (Conseil Régional) |                                   | 114               |
| 76  | Seine-Maritime | 6 278            | 1 248 580  | Rouen                                      | Dieppe et Le Havre                | 199               |
| 27  | Eure           | 6 040            | 577 087    | Évreux                                     | Bernay et Les Andelys             | 96                |
| 14  | Calvados       | 5 548            | 678 303    | Caen                                       | Bayeux, Lisieux et Vire           | 122               |
| 50  | Manche         | 5 938            | 496 937    | Saint-Lô                                   | Avranches, Cherbourg et Coutances | 84                |
| 61  | Orne           | 6 103            | 292 282    | Alençon                                    | Argentan et Mortagne-au-Perche    | 48                |
| GBG | Guernesey      | 78               | 65 573     | Saint-Pierre-Port                          |                                   | 836               |
| GBJ | Jersey         | 116              | 91 626     | Saint-Hélier                               |                                   | 790               |

### Politique

#### Élections régionales
Lors des élections régionales de 2010, les conseils régionaux des deux régions normandes sont dominés par les listes de gauche, menées par le Parti socialiste. La Basse-Normandie, dirigée depuis 1986 par l'UMP René Garrec, est remportée par Laurent Beauvais. En Haute-Normandie, Alain Le Vern, qui a pris la région au RPR Antoine Rufenacht en 1998, est réélu. Il démissionne pourtant en 2013 et se trouve remplacé par Nicolas Mayer-Rossignol. En janvier 2016, c'est Hervé Morin qui a été élu président de la Normandie (région administrative) réunifiée.

#### Régionalisme
L'activité du régionalisme normand vise essentiellement à mettre fin à la partition de la Normandie datant de la création des régions administratives françaises en 1956 et d'obtenir la réunification des actuelles régions de Haute et de Basse-Normandie. La réunification de la Normandie est un thème récurrent, notamment aux moments des élections régionales. Il est notamment défendu par le Mouvement normand. Cette réunification est actée en 2014 dans le cadre du redécoupage des régions décidé en 2014 sous la présidence de François Hollande dans le cadre de l'Acte III de la décentralisation.
Il existe aussi plusieurs mouvements régionalistes se réclamant de l'autonomisme (le Parti Fédéraliste de Normandie, l'Action Normande, le Normanring, Mouve Tei, etc.), dont les objectifs sont, outre la réunification normande, l'autonomie de la Normandie, la défense de sa langue, de ses sports, jeux, danses et musiques traditionnels. Ces derniers domaines sont également défendus par plusieurs associations culturelles (TecNor, Terroir Histoire et Tradition de Normandie, Les Haches du Cotentin, Magène, Association Régionaliste Alfred Rossel, Le p'tit capé d'Brix, Société Jèrriaise, Société Guernesiaise, etc.).

## Emblèmes et symboles

### Héraldique
| Les armoiries de la Normandie | Les armoiries de la Normandie se blasonnent ainsi : - de gueules à deux léopards d'or. |

Ce blason reprend l'animal présent au XIIe siècle sur les premières armoiries des ducs de Normandie. Henri II Plantagenêt portait déjà un écu à deux léopards ; son fils, Richard Cœur de Lion, en ajouta un troisième en 1195 ; son successeur, Jean sans Terre, conservera ces armes mais sera dépossédé de la Normandie continentale en 1204.
Jusqu'alors, la Normandie ne possédait pas d'emblème spécifique, seuls ses ducs en possédaient. C'est probablement à la fin du XIIIe siècle qu'apparaissent les armes à deux léopards d'or sur fond rouge pour identifier la Normandie (on en trouve notamment un exemple sur le sceau de la nation normande gravé vers 1300, ainsi que dans plusieurs armoriaux médiévaux).
Ce choix, pour la Normandie, d'adopter un blason à deux léopards, peut être interprété comme une manière de rappeler les grandes heures du duché. En s'inspirant des armes des derniers ducs-rois (à trois léopards) sans les reprendre à l'identique, la Normandie crée ainsi sa propre identité.
Depuis, les deux léopards ne cessent d'être utilisés, lorsqu'il s'agit de représenter la Normandie. On les retrouve ainsi sur différents sceaux (notamment ceux utilisés par les Anglais, durant la guerre de Cent Ans, quand ils contrôlaient la Normandie), armoriaux, insignes militaires, cartes géographiques, livres d'histoire normande…
Jersey et Guernesey font chacun usage d'armoiries à trois léopards (surmontées d'une branche pour Guernesey). En 1279, le roi d'Angleterre fait parvenir aux baillis des îles anglo-normandes un sceau sur lequel apparaissent trois léopards. Si ces trois léopards sont bien là pour représenter le roi d'Angleterre et non les îles, la population s'appropriera petit à petit ces armes, désormais considérées également comme celles des deux bailliages.

### Drapeaux

Drapeau de la Normandie

Le drapeau normand reprend fidèlement les armoiries normandes multicentenaires, de gueules à deux léopards d'or. On retrouve déjà des exemples de l'emblème normand sous forme de drapeau dans des manuscrits des XIVe et XVe siècles.
Hissé par de nombreuses mairies et collectivités, il s'agit du symbole le plus utilisé pour représenter la Normandie. Depuis 2016, il est visible sur le logotype officiel de la Région Normandie.
Dans certains milieux culturels ou régionalistes, d'autres drapeaux sont parfois utilisés pour représenter la Normandie, comme le Treis Cats (drapeau à trois léopards inspiré des armes de Richard Cœur-de-Lion) ou la Croix de Saint-Olaf (inspirée des drapeaux scandinaves). Pour pallier son manque de notoriété en tant qu'emblème normand, des léopards sont parfois insérés dans le premier canton de ce drapeau normand à croix nordique.
Depuis les années 1980, les bailliages de Jersey et de Guernesey possèdent également des drapeaux spécifiques.

Treis Cats
Croix de Saint-Olaf
Drapeau de Jersey
Drapeau de Guernesey

### Devises

#### Viriliter et Sapienter
La locution latine « Viriliter et Sapienter » (signifiant « Avec courage et Sagesse ») est parfois considérée comme la devise de la Normandie.
Ces termes apparaissent au-dessus d'une scène de la Tapisserie de Bayeux dans laquelle les Normands chargent les Anglais : « Hic Willelm dux alloquitur suis militibus ut præparent se viriliter et sapienter ad prelium » (Ici, le duc Guillaume harangue ses soldats pour qu'ils se préparent à la bataille avec courage et sagesse).

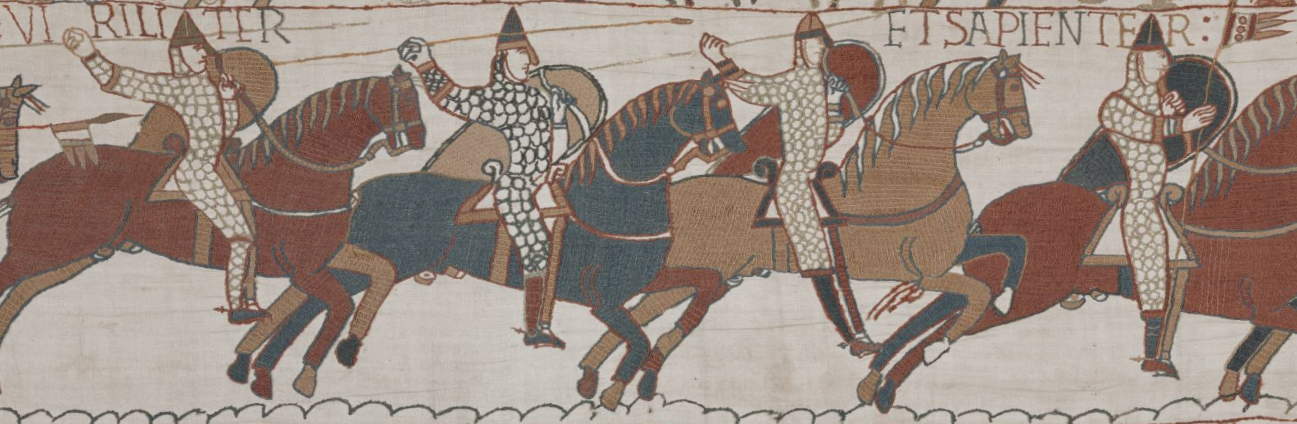
Viriliter et Sapienter sur la Tapisserie de Bayeux

#### Dex Aie
« Dex Aie » (parfois orthographié Diex Aïe, Dex Aye ou Dieus Aie) était le cri de ralliement des ducs de Normandie, signifiant « Dieu, à l'aide ! »
Si on en croit les écrits de Wace (XIIe siècle), ce cri était déjà proféré par le deuxième duc de Normandie Guillaume Longue-Épée et l'était encore lors des batailles de Val-ès-Dune et d'Hastings. Benoît de Sainte-Maure, trouvère normand du XIIe siècle, écrit également que Dex aie était le cri de guerre du duc Richard II.
Selon le linguiste René Lepelley, la prononciation de cette devise a évolué, passant de « diéws ahie » au XIe siècle à « dyoews ahie » au XIIe puis « dyeuss ' ahie » au XIIIe.

#### Thor Aie
« Thor Aie » (traduit en « Thor, à l'aide ! ») est une devise qu'auraient prononcée, selon la légende, les insurgés normands lors de la bataille de Val-ès-Dune, clamant ainsi le cri de guerre de leurs ancêtres vikings en opposition au « Dex Aie » de leurs adversaires chrétiens.
En réalité, « Thor Aie » n'a jamais été prononcé (ni par les insurgés, ni par leurs ancêtres vikings) et cette légende tient son origine de l'erreur d'interprétation d'un éditeur. En 1827, Frédéric Pluquet publie la première édition imprimée du Roman de Rou de Wace. À la page 32 du Tome II, on peut lire qu'un personnage pique son cheval en « criant Tur aïe ». En note de bas de page, l'éditeur traduit cette locution en « Thor Aide, cri de guerre fort remarquable qui avait dû être celui des premiers Normands ». Une autre note nous indique que la graphie d'un des manuscrits de référence est pourtant « turie ». En fin d'ouvrage, un historien précise qu'il ne croit pas en cette interprétation et que le Turie doit être interprété comme le cri de guerre du personnage, originaire de Thury.
Si aucune édition postérieure du Roman de Rou n'a retenu le « Thor Aie » (jugé farfelu par l'ensemble des historiens spécialistes de la Normandie médiévale), cette légende s'est pourtant répandue aux XIXe et XXe siècles et de nombreux ouvrages ont présenté ce cri comme l'ancienne devise des Normands. Le journaliste et écrivain Gilles Perrault écrivait ainsi, en 1981 :
« Par une bouleversante résurgence du passé, un siècle et demi après le baptême de Rollon et pour la dernière fois sur notre terre, on entendit jaillir de la gorge des Nordiques le vieux cri de guerre viking, le hurlement rauque qui avait jadis glacé les peuples de peur, l'invocation à Thor, fils d'Odin et dieu du tonnerre et des éclairs : Thor aie ! »

### Hymnes
Si la Normandie ne possède pas d'hymne officiel, plusieurs chansons, écrites ou non dans ce but, sont parfois considérées comme des hymnes officieux.

#### Ma Normandie
Ma Normandie (régulièrement citée sous le titre J'irai revoir ma Normandie) est une chanson écrite et composée en 1836 par Frédéric Bérat. Elle est souvent considérée comme l'hymne non-officiel de la Normandie et a fait l'objet de plusieurs adaptations en langue normande (écrites entre autres par Alphonse Allain et Fred Vaquin.)
Entre 1958 et 2008, Ma Normandie fut utilisée à Jersey en tant qu'hymne, en alternance avec la chanson traditionnelle Beautiful Jersey (Man bieau p'tit Jèrri en jersiais). À la suite d'un concours organisé par le gouvernement de Jersey en 2008, la chanson Island Home est choisie pour devenir le nouvel hymne officiel de Jersey. Cependant, le nouvel hymne étant loin de faire l'unanimité, certaines fédérations continuent d'utiliser Ma Normandie ou Beautiful Jersey en tant qu'hymne.

#### Sû la mé
Sû la mé est une chanson écrite et composée en 1895 par Alfred Rossel.
Le texte, en normand du Cotentin, évoque la mer, sa beauté, sa dangerosité et ceux qu'elle a emportés.
Très populaire dans les fêtes familiales ou communales dans la Manche, Sû la mé est considérée comme l'hymne de facto du Cotentin.

#### Normands, fiers et conquérants
Écrite comme un hymne à la Normandie, sans refrain, la chanson Normands, fiers et conquérants évoque les léopards normands, les racines scandinaves de la Normandie et la conquête de 1066.
Popularisée dans les années 2000 par les supporters de Caen sur l'air de Johnny I Hardly Knew Ya, la chanson sera ensuite reprise, sur disque, par le SM Caen qui se l'appropriera en supprimant les deux couplets consacrés aux origines scandinaves et à la Bataille d'Hastings, les remplaçant par un couplet consacré au club.
Tiré de cette chanson, le slogan Normands, fiers et conquérants a depuis régulièrement été repris par certains régionalistes ou par des fabricants de vêtements dédiés à la Normandie.

#### Diex Aie! Aux Ducs Rois!
Diex Aie ! Aux Ducs Rois ! est une chanson écrite en 1902 par Jehan Soudan de Pierrefitte afin de servir d'hymne au Souvenir Normand (association régionaliste fondée en 1896).
Reprenant l'air du God Save the Queen britannique, le court texte évoque les premiers ducs de Normandie et met en avant les origines vikings des Normands.

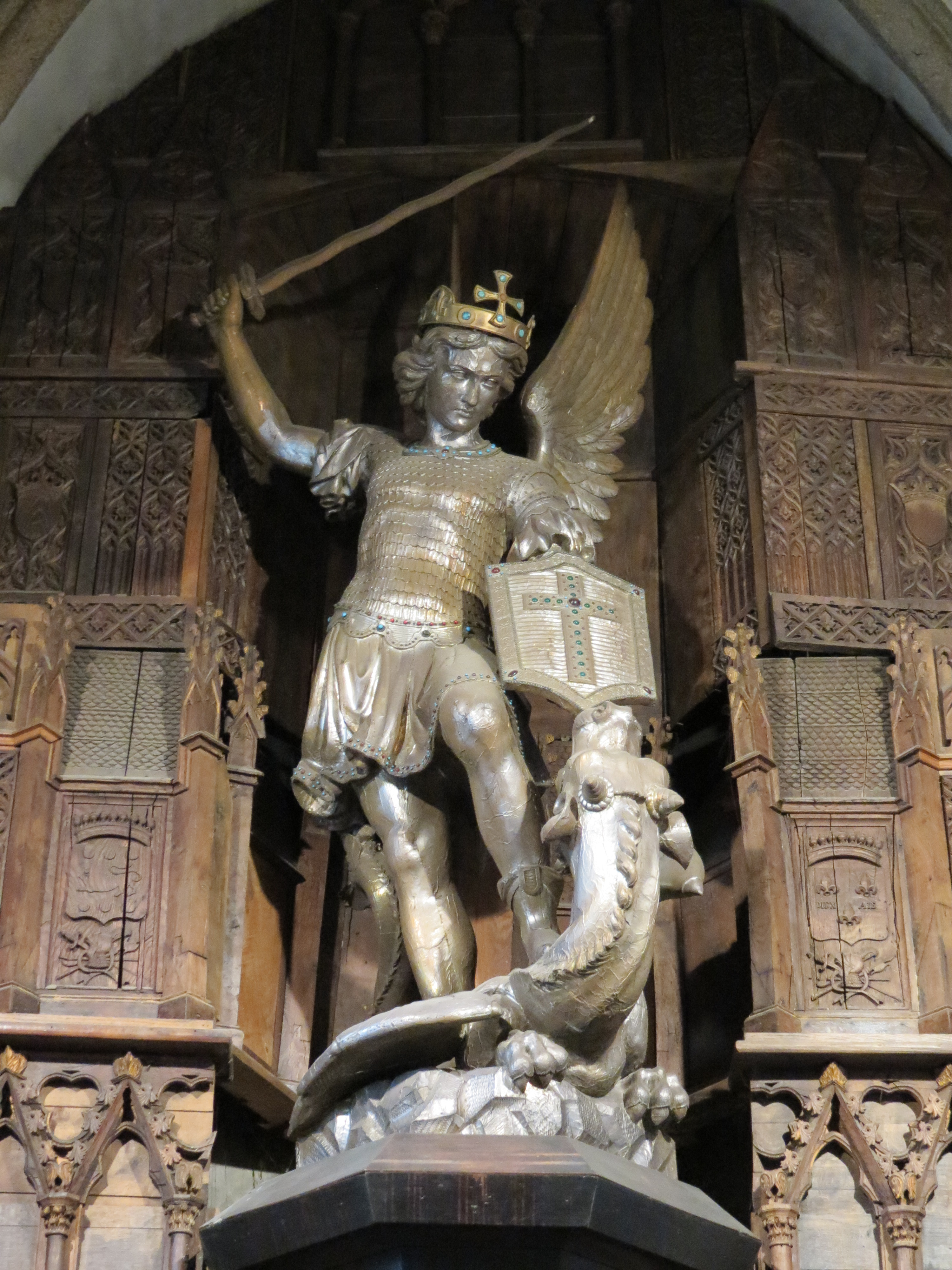
Statue de saint Michel faisant face au dragon, dans l'église Saint-Pierre du Mont-Saint-Michel.

### Saint patron
L'archange saint Michel est le saint patron de la Normandie.
L'un des édifices les plus célèbres lui étant consacré est l'Abbaye du Mont-Saint-Michel. En ce lieu, en 708, un sanctuaire dédié à l'archange avait été fondé par l'évêque Aubert d'Avranches.

## Population et société

### Démographie
La Normandie française compte plus de 3,3 millions d'habitants (Normands) pour une densité de population proche de la moyenne nationale, soit environ 110 habitants au kilomètre carré. La population des îles normandes dépasse quant à elle les 170 000 habitants, soit environ 850 habitants au kilomètre carré.
| Commune                  | Division administrative territoriale                                                                         | Population sans doubles comptes | Population unité urbaine | Population aire urbaine | Densité hab./km2 de la commune |
| ------------------------ | --- | ------------------------------- | ------------------------ | ----------------------- | ------------------------------ |
| Rouen                    | Préfecture de la région Normandie Préfecture de la Seine-Maritime Chef-lieu de la Métropole Rouen-Normandie  | 110 933                         | 464 000                  | 649 291                 | 5 177                          |
| Caen                     | Siège du conseil régional de Normandie Chef-lieu de la communauté urbaine Caen la Mer Préfecture du Calvados | 108 954                         | 198 000                  | 397 000                 | 4 266                          |
| Caudebec-lès-Elbeuf      | Chef-lieu de canton de la Seine-Maritime, ville de la Métropole Rouen Normandie                              | 10 335                          |                          | 88 292                  | 2 808                          |
| Le Havre                 | Sous-préfecture de la Seine-Maritime                                                                         | 175 497                         | 248 547                  | 294 000                 | 3 829                          |
| Cherbourg-en-Cotentin    | Sous-préfecture de la Manche                                                                                 | 80 959                          | 85 669                   | 180 325                 | 1 181                          |
| Évreux                   | Préfecture de l'Eure                                                                                         | 50 537                          |                          | 110 000                 | 1 947                          |
| Elbeuf                   | Chef-lieu de canton de la Seine-Maritime, ville de la Métropole Rouen Normandie                              | 17 178                          |                          | 88 292                  | 1 059                          |
| Dieppe                   | Sous-préfecture de la Seine-Maritime                                                                         | 31 963                          |                          | 81 845                  | 2 952                          |
| Alençon                  | Préfecture de l'Orne                                                                                         | 28 918                          |                          | 68 000                  | 2 616                          |
| Hérouville-Saint-Clair   | Commune de la communauté urbaine Caen la Mer                                                                 | 21 878                          |                          |                         | 2 056                          |
| Saint-Lô                 | Préfecture de la Manche                                                                                      | 19 623                          |                          | 51 629                  | 833                            |
| Lisieux                  | Sous-préfecture du Calvados                                                                                  | 23 166                          |                          | 44 716                  | 1 737                          |
| Louviers                 | Chef-lieu de canton de l'Eure                                                                                | 17 734                          |                          | 42 338                  | 670                            |
| Flers                    | Chef-lieu de canton de l'Orne                                                                                | 16 947                          |                          | 34 386                  | 747                            |
| Vernon                   | Chef-lieu de canton de l'Eure                                                                                | 25 147                          |                          | 34 384                  | 704                            |
| Fécamp                   | Chef-lieu de canton de la Seine-Maritime                                                                     | 19 207                          |                          | 31 013                  | 1 289                          |
| Saint-Hélier             | Capitale du bailliage de Jersey                                                                              | 29 400                          |                          |                         | 2 671                          |
| Saint-Pierre-Port        | Capitale du Bailliage de Guernesey                                                                           | 18 207                          |                          |                         | 2 801                          |
| Granville                | Chef-lieu de canton de la Manche                                                                             | 12 687                          |                          | 29 300                  | 1 323                          |
| Sotteville-lès-Rouen     | Ville de la Métropole Rouen-Normandie                                                                        | 28 835                          |                          |                         | 4 085                          |
| Saint-Étienne-du-Rouvray | Ville de la Métropole Rouen-Normandie                                                                        | 28 102                          |                          |                         | 1 594                          |
| Argentan                 | Sous-préfecture de l'Orne                                                                                    | 17 448                          |                          | 27 387                  | 805                            |
| Vire Normandie           | Sous-préfecture du Calvados                                                                                  | 17 839                          |                          | 26 274                  | 129                            |
| Le Grand-Quevilly        | Ville de la Métropole Rouen-Normandie                                                                        | 24 930                          |                          |                         | 2 361                          |
| Bayeux                   | Sous-préfecture du Calvados                                                                                  | 14 961                          |                          | 23 191                  | 1 957                          |
| Le Petit-Quevilly        | Ville de la Métropole Rouen-Normandie                                                                        | 21 898                          |                          |                         | 5 051                          |
| Mont-Saint-Aignan        | Ville de la Métropole Rouen-Normandie, campus universitaire de Rouen                                         | 19 341                          |                          |                         | 2 602                          |
| Bernay                   | Sous-préfecture de l'Eure                                                                                    | 10 449                          | 12 300                   | 19 301                  | 434                            |
| Yvetot                   | Chef-lieu de canton de la Seine-Maritime                                                                     | 11 816                          |                          | 15 329                  | 1 598                          |
| Bois-Guillaume           | Ville de la Métropole Rouen-Normandie                                                                        | 12 872                          |                          |                         | 1 454                          |
| Ifs                      | Commune de la communauté urbaine Caen la Mer                                                                 | 11 525                          |                          |                         | 1 272                          |
| La Hague                 | Commune de la communauté d'agglomération du Cotentin Couronne de Cherbourg-en-Cotentin                       | 11 173                          |                          |                         | 75                             |

### Langues

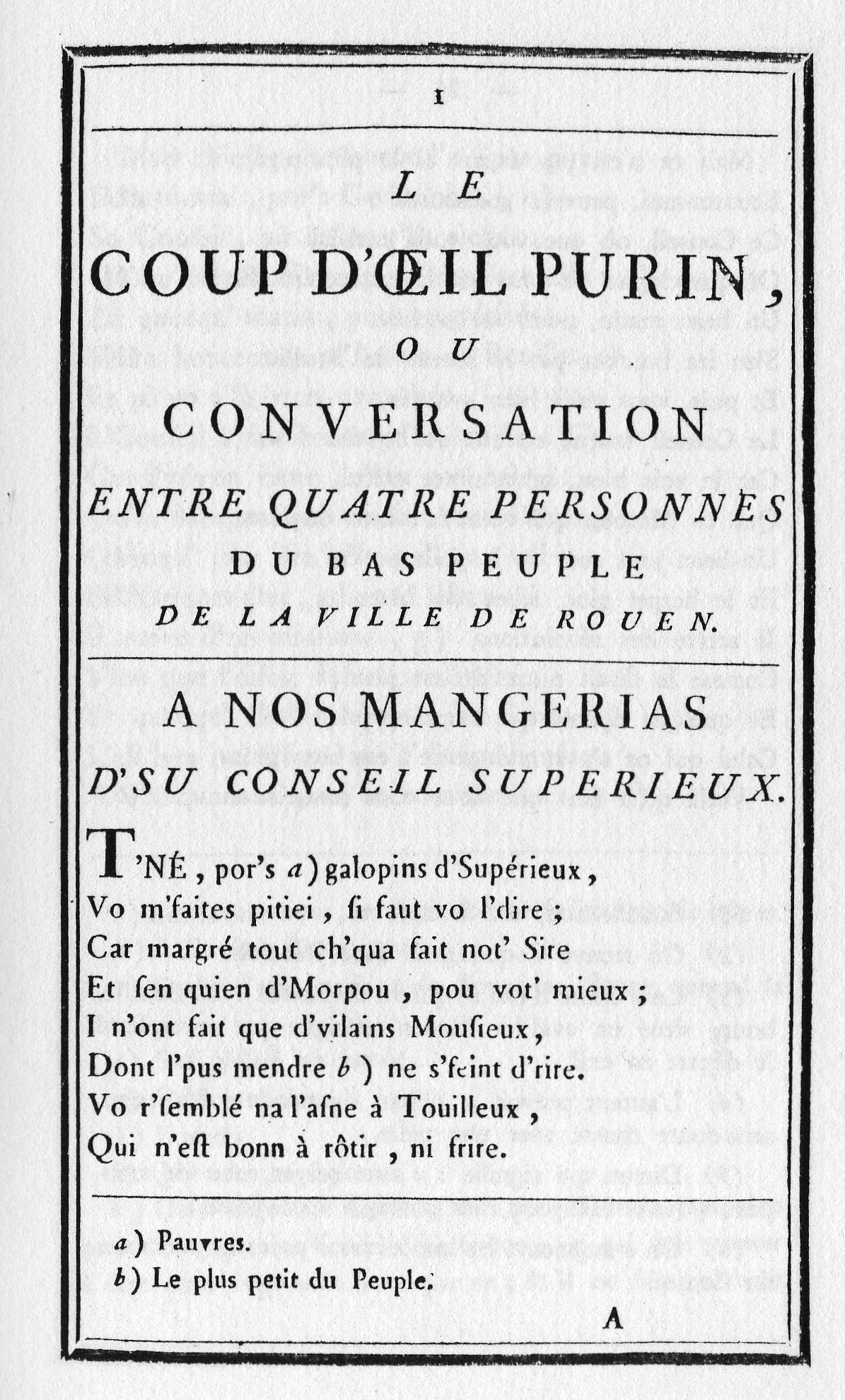
Le Coup d'œil purin, satire polémique dans la langue normande, éditée à Rouen, en 1773.

La Normandie est partagée entre deux langues officielles usitées au quotidien : le français (en France) et l'anglais (dans les îles Anglo-Normandes). L'anglais et le français sont les langues officielles du bailliage de Jersey. L'anglais est la seule langue officielle du bailliage de Guernesey. Chaque langue est toutefois mâtinée d'expressions et de mots locaux tirés des langues régionales (voir aussi français de Jersey).
La principale langue régionale de Normandie est le normand, qui comprend plusieurs formes linguistiques (voir ligne Joret). De nos jours, le normand s'entend le plus souvent dans le Cotentin et le pays de Caux, ainsi qu'aux îles Anglo-Normandes comme le jersiais et le guernesiais. Alfred Rossel, Louis Beuve (1869-1949), Côtis-Capel (1915-1986) et Marcel Dalarun (né en 1922), poètes cotentinais, en sont des figures connues.
Alors qu'on ne compte plus aujourd'hui qu'environ 30 000 locuteurs en Normandie[réf. nécessaire], diverses associations contribuent à la sauvegarde du normand en organisant des cours et des discussions, et en éditant des disques de chansons et des recueils, dans un contexte régional fortement marqué par la disparition progressive des locuteurs.
Au Moyen Âge, en Angleterre, à la cour des rois et dans l'aristocratie anglo-normande, l'anglo-normand, une ancienne langue d'oïl, était parlée. La littérature anglo-normande s'est développée au cours de la période allant de 1066 à 1204 lorsque le duché de Normandie et l'Angleterre étaient unis au sein du royaume anglo-normand.

### Toponymie
La toponymie normande est fondée sur un substrat celtique et gallo-roman important, ainsi que sur une mince couche de toponymes et d'appellatifs empruntés au germanique westique, notamment dans le pays de Bray. On note une prééminence des patronymes et matronymes germaniques dans la formation des noms de domaine basés sur des appellatifs romans au Moyen Âge (pour toute cette partie, se référer à toponymie française). Cependant, dans le pays de Caux, le Roumois, le Clos du Cotentin, les côtes ouest du Cotentin, la basse vallée de la Seine et les environs de Caen, les anthroponymes d'origine scandinave ou anglo-scandinave prédominent nettement. Dans certaines régions, les appellatifs d'origine scandinave sont aussi nombreux que ceux d'origine romane, si l'on exclut les formations modernes. La densité de la colonisation par les Vikings/Normands a été notable dans ces pays du duché de Normandie, le reste du territoire ayant gardé un caractère autochtone pré-normand significatif.

### Religion
Pour l'Église catholique, la Normandie constitue la province ecclésiastique de Rouen.
L'évangélisation de la Normandie remonte au haut Moyen Âge (IVe siècle). Dès cette époque furent fondés des évêchés à Rouen, Évreux, Lisieux, Sées, Bayeux, Coutances et Avranches. La province ecclésiastique de Rouen (siège d'un archevêché) correspond aux limites de l'ancienne province. Les ravages dus aux incursions normandes cessent avec le baptême, sous le nom de Robert, de Rollon, premier duc de Normandie, qui sera dès lors protecteur de l'Église.
Les ducs de Normandie, puis les rois de France ont encouragé le développement du monachisme normand : la région compte de nombreuses abbayes : l'abbaye du Mont-Saint-Michel, l'abbaye aux Hommes et l'abbaye aux Dames de Caen, l'abbaye de Jumièges, l'abbaye de Saint-Wandrille, l'abbaye de Hambye, l'abbaye de Graville, l'abbaye de Fécamp, l'abbaye Saint-Georges de Boscherville, l'abbaye de Saint-Évroult, l'abbaye Notre-Dame du Bec, l'abbaye de Montivilliers, l'abbaye de Cerisy, l'abbaye de Lonlay, l'abbaye de Mortemer, l'abbaye Saint-Martin de Troarn, l'abbaye de Montebourg, les abbayes Saint-Amand et Saint-Ouen de Rouen, etc.
Comme le dit un célèbre proverbe, « saint Martin et sainte Marie se partagent la Normandie ». En effet, ils se partagent la majeure partie des dédicaces des églises normandes. Cela s'explique par le fait que la Normandie a été évangélisée vraisemblablement par saint Martin de Tours et ses disciples à partir du IVe siècle, le culte marial prenant ensuite son essor au Ve siècle (après le concile d'Éphèse de 431 en Orient puis à partir de 476 en Occident), en pleine période d'enracinement du christianisme dans la province.
Parmi les saints normands, il faut noter Jean Eudes, un acteur majeur de l'École française de spiritualité, Thérèse de Lisieux, née à Alençon et morte à Lisieux où elle est à l'origine d'un des plus importants pèlerinages de France. Le nom d'un autre docteur de l'Église lié à la Normandie est Anselme de Cantorbéry. Arrivé comme élève en 1059 à l'abbaye Notre-Dame du Bec, il en devient l'abbé en 1078 puis archevêque de Cantorbéry en 1093. Il est l'un des plus grands théologiens et philosophes du Moyen Âge.
Pendant la Réforme (au XVIe siècle), une partie de la Normandie constituait un des bastions du protestantisme en France, et le pays de Caux garde une minorité protestante.
L'anglicanisme est la religion d'État des îles de la Manche, mais le catholicisme et le méthodisme y sont représentés par des minorités assez importantes de fidèles.
Le christianisme orthodoxe s'est implanté en Normandie, comme en France, à la suite des évènements politiques de 1917 en Russie puis de 1922 en Turquie. Les émigrés, soldats et officiers de l'Armée blanche recrutés par les industriels français qui manquaient de main-d'œuvre à la suite de la Grande Guerre, se sont installés dans les villes industrielles périphériques, la première paroisse, la plus nombreuse, ayant été créée en 1926-1927 à Colombelles près de Caen, sur le site de la Société métallurgique de Normandie.
Il existe en 2019 plusieurs lieux de culte orthodoxe et un certain nombre de paroisses orthodoxes en Normandie. Deux se trouvent dans le Calvados : la paroisse Saint-Serge de Radonège et Saint-Vigor de Bayeux à Colombelles (sanctuaire orthodoxe) et la paroisse Saint-André et Sainte-Alexandra à Caen (chapelle du Centre hospitalier régional) avec sa filiale à Alençon dans l'Orne (église Sainte-Thérèse). Une autre, la paroisse Sainte-Cécile, se situe à Cherbourg-en-Cotentin dans la Manche (chapelle du centre hospitalier Louis Pasteur). La Seine-Maritime compte une paroisse orthodoxe roumaine, qui se trouve au Havre : la paroisse Saint-Georges et Saint-Païssy de Néamts (église Saint-Julien). L'Église érythréenne orthodoxe, église orientale autocéphale, est par ailleurs accueillie dans ce département par le diocèse catholique de Rouen sur la paroisse Sainte-Marie des Nations à Bihorel. L'Eure compte deux paroisses : la paroisse Sainte-Catherine, qui se situe à La Chapelle-Réanville (église Notre-Dame) et la paroisse Saint-Michel & Saint-Martin à Reuilly, qui relèverait depuis 2018 du patriarcat autocéphale d'Ukraine. Il existe par ailleurs un monastère orthodoxe dans l'Orne à Saint-Michel-Tuboeuf : le monastère Sainte-Odile et Sainte-Théodora de Silha.
S'agissant du culte juif, il se trouve en Normandie cinq synagogues. Des communautés se sont en effet implantées dès le Moyen Âge à Rouen et à Caen. Bombardée par les Alliés lors du second conflit mondial, la synagogue de Rouen a été reconstruite en 1950 par l'architecte François Herr. La Seine-Maritime comporte deux autres synagogues au Havre et à Elbeuf. Cette dernière, édifiée par des juifs alsaciens et mosellans en 1909, a été inscrite au titre des monuments historiques en 2009. Depuis 1970, la communauté israélite résidente ou en vacances dispose d'une synagogue à la station balnéaire de Deauville sur la Côte Fleurie. A proximité, à Cabourg, a été créé en 1992 un oratoire destiné à accueillir les estivants juifs en haute saison touristique.
En 2017, 35 lieux de culte musulman ont été dénombrés en Normandie, allant de la simple cave ou du préfabriqué à la mosquée bâtie en dur. La Seine-Maritime se révèle être le département normand qui compte le plus de salles de prière, la Manche n'en comptant que trois sur le territoire de la commune de Cherbourg-en-Cotentin.
Plusieurs centres et pagodes bouddhistes existent en Normandie. Le plus important est le centre tibétain implanté à Aubry-le-Panthou dans l'Orne. Fondé en 1982, il est axé sur l'étude et la pratique de la méditation et comporte un temple, un stupa et un moulin à prières : le Vajradhara-Ling.

### Éducation
Les académies de Caen et de Rouen se sont regroupées dans l'académie de Normandie. Celle-ci regroupe l'ensemble des établissements scolaires de la région Basse-Normandie et de Saint-Pierre-et-Miquelon pour celle de Caen et de la Haute-Normandie pour celle de Rouen. L'académie de Caen faisait partie de la zone A (voir ici), mais elle a rejoint la zone B en septembre 2015. L'académie de Rouen fait partie de la zone B (voir ici).

#### Enseignement supérieur
La Normandie abrite l'université de Caen, fondée en 1432 par Henri VI. Le 7 juillet 1944, deux jours avant la libération par les Britanniques, l'université est totalement rasée par les bombardements. Le 13 novembre 1948, la reconstruction commence et elle rouvre ses portes en 1957 avec 4 000 étudiants. En 1966, l'université de Rouen est créée, elle-même voyant l'autonomisation de l'université du Havre en 1984. En 2010, le Pôle de recherche et d'enseignement supérieur Normandie Université est inauguré.
En 2022, l'université de Caen Basse-Normandie comptait 33 351 étudiants, celle de Rouen en dénombrait 31 429 étudiants et celle du Havre 8200.

## Économie

Liaisons HVDC existantes
En construction
En project

Traditionnellement, l'économie normande est très agricole. En Haute-Normandie, elle est diversifiée entre céréales et élevage. Cependant, la Haute-Normandie a aussi vu se développer de gros pôles industriels.
La filière automobile est un gros employeur, avec 25 000 salariés en Basse-Normandie (PSA, Renault Trucks, Faurecia, etc.), tandis que le premier employeur industriel haut-normand est Renault, qui dispose de quatre usines (Sandouville, Cléon, Grand-Couronne et Dieppe).
L'économie normande, du fait de la grande façade maritime de la région sur la Manche, est fortement tournée vers la mer (pêche, transport maritime, trafic passagers, etc.). Le Havre dispose ainsi d'un pôle logistique.
L'énergie est un secteur important en Normandie, à travers notamment trois centrales électronucléaires ainsi qu'une centrale thermique à flamme au Havre.
La Normandie représente 60 % des surfaces de lin textile en France.
Le tourisme est également une ressource importante.
|                 | Emplois par secteur économique (2008), | Emplois par secteur économique (2008), | Emplois par secteur économique (2008), | Emplois par secteur économique (2008), | Emplois par secteur économique (2008), | PIB (en million d'euros) (2009) | Taux de chômage (2010) |
| agriculture     | construction                           | industrie                              | service marchand                       | service non marchand                   |                                        | PIB (en million d'euros) (2009) | Taux de chômage (2010) |
| --------------- | -------------------------------------- | -------------------------------------- | -------------------------------------- | -------------------------------------- | -------------------------------------- | ------------------------------- | ---------------------- |
| Haute-Normandie | 2,0 %                                  | 7,5 %                                  | 18,7 %                                 | 42,2 %                                 | 29,6 %                                 | 48 555 (2,54 % du PIB national) | 10,30 %                |
| Basse-Normandie | 4,9 %                                  | 7,7 %                                  | 16,7 %                                 | 39,2 %                                 | 31,4 %                                 | 34 869 (1,84 % du PIB national) | 8,60 %                 |
| France          | 2,6 %                                  | 6,7 %                                  | 13,9 %                                 | 47,0 %                                 | 29,8 %                                 | 1 907 145                       | 9,30 %                 |

### Tourisme
L'industrie du tourisme en Normandie dispose de nombreux atouts qui en font la 8e destination régionale des touristes français. Elle est particulièrement bien située sur le segment des courts séjours : plus de 65 % des séjours des Français en Normandie sont des courts séjours (8 points de plus que la moyenne nationale).
La Normandie compte trois biens inscrits sur la liste du patrimoine mondial : le mont Saint-Michel et sa baie dans la Manche, les tours observatoires de Tatihou et de la Hougue à Saint-Vaast-la-Hougue dans le même département au titre du bien en série des fortifications de Vauban et Le Havre, la ville reconstruite d'Auguste Perret en Seine-Maritime. Par ailleurs, elle détient la Tapisserie de Bayeux, broderie dite de la reine Mathilde, qui bénéficie du label UNESCO « Mémoire du monde » depuis 2007.

Château Gaillard.
Le vieux bassin d'Honfleur.
Le Havre.
Arromanches, plages du Débarquement.
Colombages.
Saint-Céneri-le-Gerei.
Baie du Mont-St-Michel.
Mont Saint-Michel.
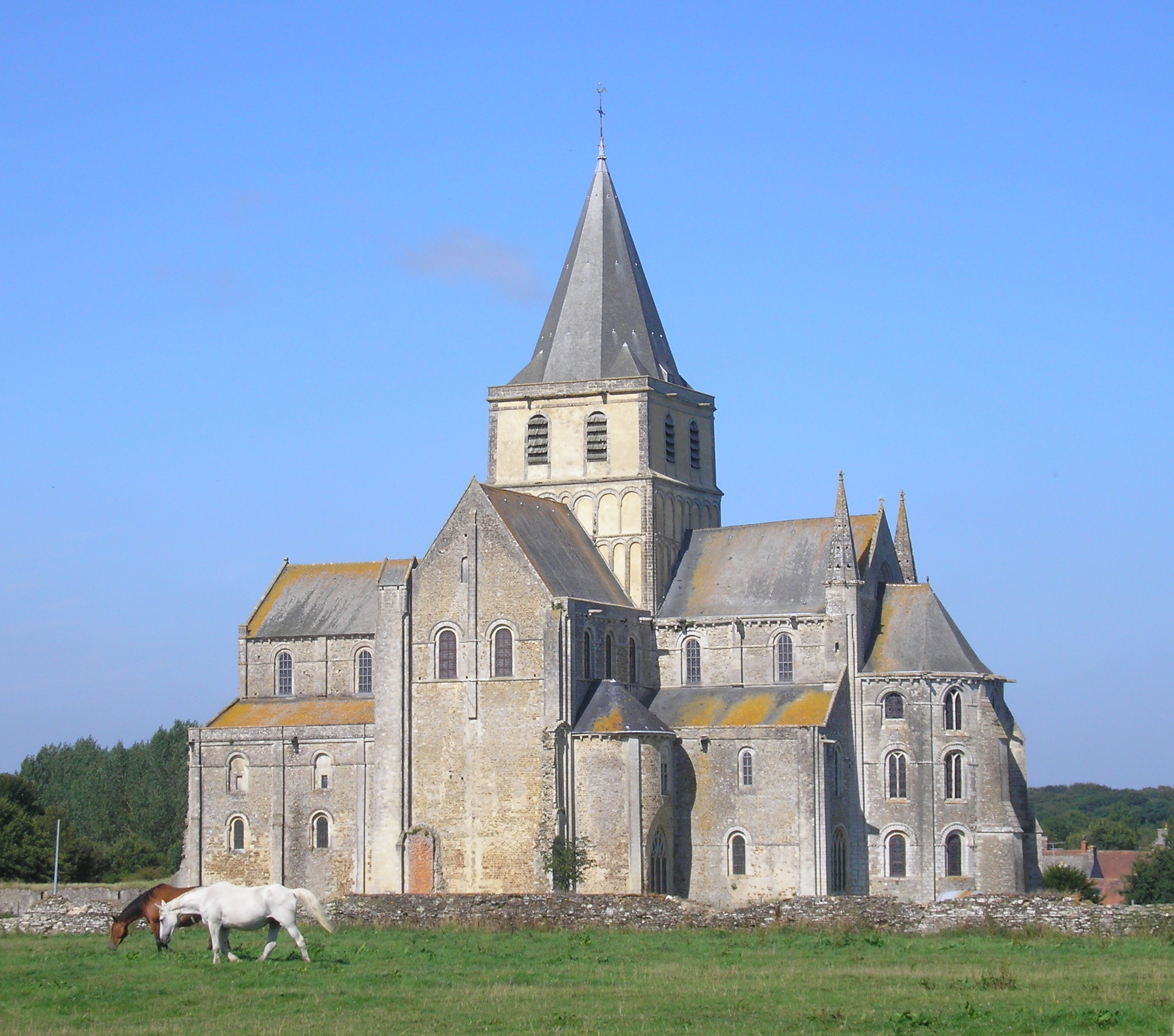
Abbaye de Cerisy.

### Sciences
- Caen est le site du GANIL, accélérateur d'ions lourds, et de Cycéron ;
- Val-de-Reuil accueille le bassin d'essais des carènes : études et développement des carènes de navires (site militaire) dépendant de la délégation générale pour l'Armement ;
- Vernon héberge le laboratoire de recherches balistiques et aérodynamiques (LRBA) dépendant de la délégation générale pour l'Armement.

### Techniques
- Dentelle d'Alençon ;
- faïence de Rouen ;
- porcelaine de Bayeux ;

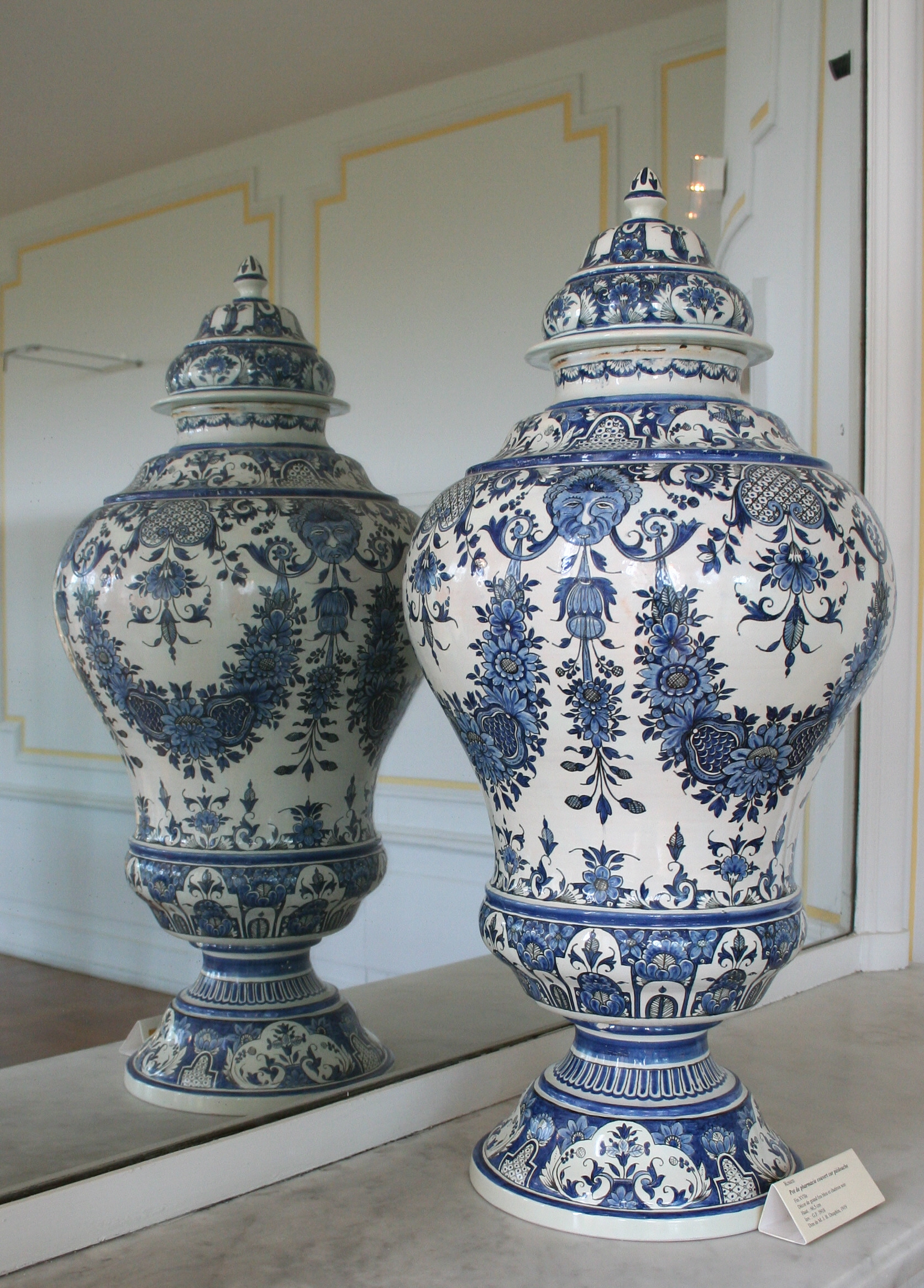
Pot de pharmacie en faïence de Rouen de la fin du XVIIe siècle.

- fabrication de cloches et dinanderie à Villedieu-les-Poêles ;
- chantiers navals et construction sous-marinière de Cherbourg-Octeville ;
- conception et fabrication des moteurs de la fusée Ariane (Snecma à Vernon) ;
- numéro un mondial du palier magnétique actif (S2M à Saint-Marcel) ;
- activité verrière de la vallée de la Bresle ;
- Tinchebray, capitale de la quincaillerie[125]
- Chanu, capitale du clou normand.

## Culture

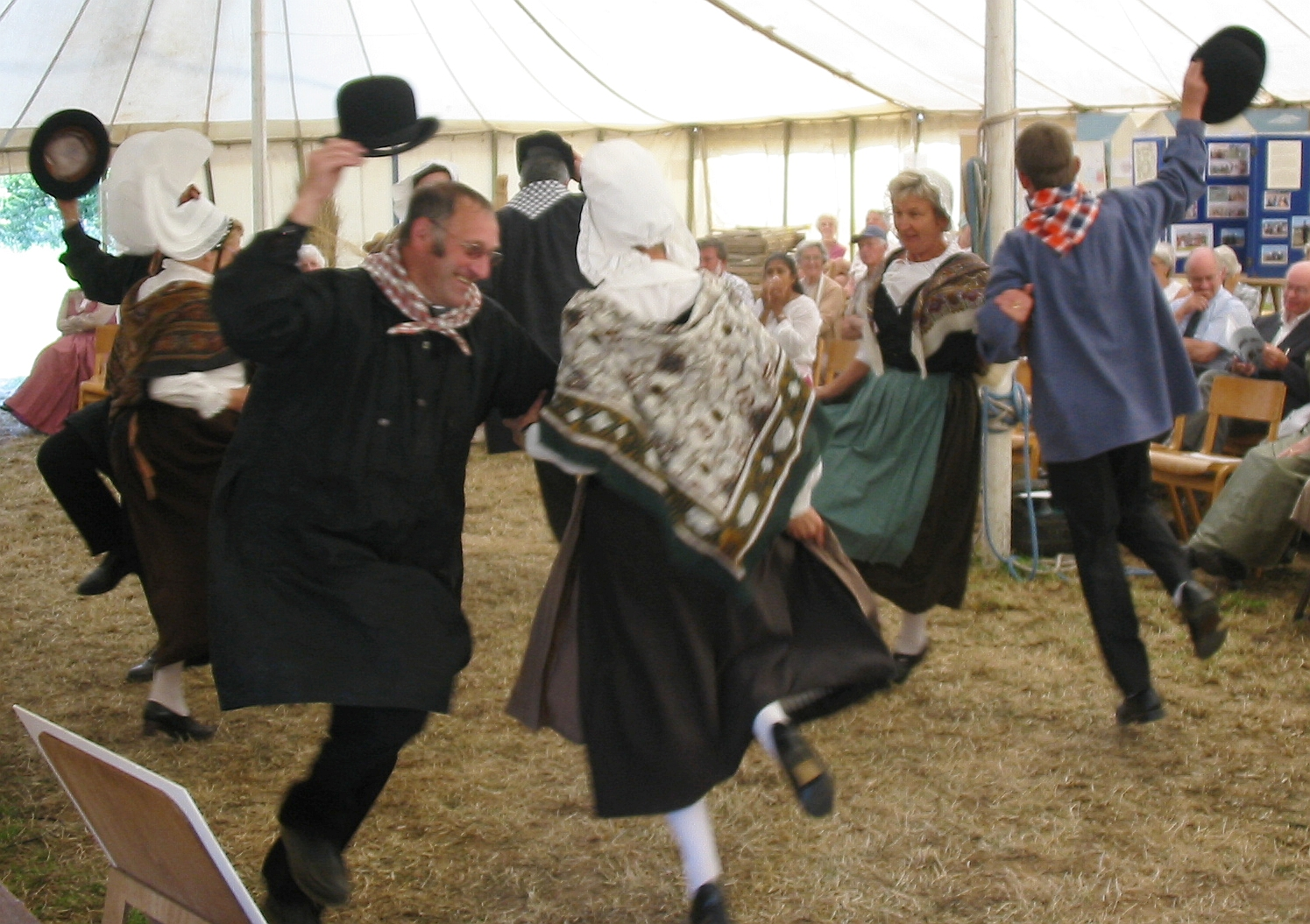
Groupe de danse folklorique normande.

- Caen est le site de l'Académie des sciences, arts et belles-lettres de Caen. S'y trouve aussi l'université populaire de Caen ;
- Rouen est le site de l'Académie des sciences, belles-lettres et arts de Rouen et est associée au mouvement artistique de l'école de Rouen.

### Architecture
L'habitat traditionnel est fortement influencé par la géographie et la géologie, qui déterminent les matériaux de construction disponibles. La chaumière normande typique (colombages de chêne, torchis, toit de chaume) se retrouve notamment du pays de Caux au pays d'Auge, la maison de brique vers l'est de la province, la maison de pierre calcaire dans le Calvados (plaine de Caen, Bessin, pays de Falaise) et l'Orne, celle de granit dans la Manche, l'ouest de l'Orne et le sud-ouest du Calvados (granit gris et granit rose), sans oublier quelques maisons en schiste en Suisse normande. L'architecture en bauge est très présente dans les marais du Cotentin et du Bessin où 3 887 édifices en terre crue ont été identifiés lors d'une campagne d'inventaire menée dans les années 2000.

#### Histoire de l'architecture en Normandie
Les envahisseurs vikings devenus barons normands construiront des châteaux en bois sur des monticules de terre, qui donneront lieu au développement des châteaux à motte féodale et de grandes églises en pierre dans le style roman propre aux Francs. Dès 950, ils érigeront des donjons en pierre (voir aussi Logis seigneurial).
Les Normands raffineront le plan des premières basiliques avec l'abbatiale Saint-Étienne de Caen, commencée en 1067, qui servira de modèle aux cathédrales anglaises de plus grande taille dont la construction débutera vingt ans plus tard.
En Angleterre, l'art roman de la fin du XIe au début du XIIe siècle est appelé art anglo-normand, car ce sont les Normands qui l'ont importé dans l'île. Cette influence normande se fit également sentir en Écosse, en Irlande ou en Sicile.
La cathédrale de Durham, construite au XIIe siècle en Angleterre, sans aucun doute par des tailleurs de pierre normands, révolutionne l'art roman : la voûte de la nef est constituée d'arcs qui se croisent en diagonale. Ce mode de conception est le trait d'union avec le style gothique.
Une des spécificités du gothique normand (fin du XIIe siècle - début du XIIIe siècle) est la présence d'une tour centrale (qui peut cependant se rencontrer ailleurs en France, comme c'est le cas à Laon).
Au XVIIe siècle, on construit des châteaux de style classique (Balleroy, Beaumesnil, Cany, Flamanville).
Au XVIIIe siècle, Jacques-François Blondel réalise de nombreuses maisons de plaisance en Normandie ainsi que des petits châteaux en pierre de Caen.
Dans la seconde moitié du XIXe siècle, Jacques Baumier crée le style néo-normand pour des villas, caractérisé par des bâtiments construits à partir d'une structure à pans de bois traditionnelle, mais avec des matériaux modernes.
Entre 1886 et 1914, le quartier de la Belle Époque à Bagnoles-de-l'Orne, inspiré par le courant néo-normand, développe un style architectural « bagnolais » à nul autre semblable.
Après la bataille de Normandie, de nombreuses villes normandes sont lourdement touchées. Une reconstruction urbaine massive s'impose dans les années 1950 et 1960. Au Havre, une note avant-gardiste apparaît. À Caen, de larges avenues rectilignes, bordées par des immeubles de pierre de Caen d'environ cinq étages, confèrent une grande unité architecturale.
C'est le Normand Charles de Gerville qui, en 1818, est à l'origine de l'utilisation du terme de « roman ». Par ailleurs, le « gothique flamboyant », jadis appelé « gothique normand », est un terme moderne inventé par le Normand Eustache-Hyacinthe Langlois,.

#### Matériaux utilisés
- La pierre de Caen, qui s'est exportée en Angleterre, Allemagne et jusqu'à New York ;
- les roseaux pour le toit des chaumières ;
- le bois de chêne pour les colombages et les essentes/essantes : « ais/bardeaux » (planchettes/ardoises/tuiles de bois, plus généralement en chêne) ;
- l'argile pour la fabrication des briques ou du torchis ;
- la bauge (terre crue) dans les marais du Cotentin et du Bessin ;
- le silex du pays de Caux ;
- le granit dans le Cotentin, qui pave également la place de la Concorde ;
- le grès rouge dans la frange côtière du pays de Caux (exemple à Veules-les-Roses et Malleville-les-Grès) ;
- le schiste (ou pierre bleue) qui recouvre les toits du Nord-Cotentin ;
- le granite d'Alençon extrait des carrières de Condé-sur-Sarthe, qui a servi à construire la ville ;
- le granite de Chausey, qui a servi à l'édification du Mont-Saint-Michel et notamment son abbaye, aux quais des ports de Dieppe et de Londres, au pavage des trottoirs de Paris du baron Haussmann, à la reconstruction de Saint-Malo (trottoirs, quais, murailles) en 1949[130].

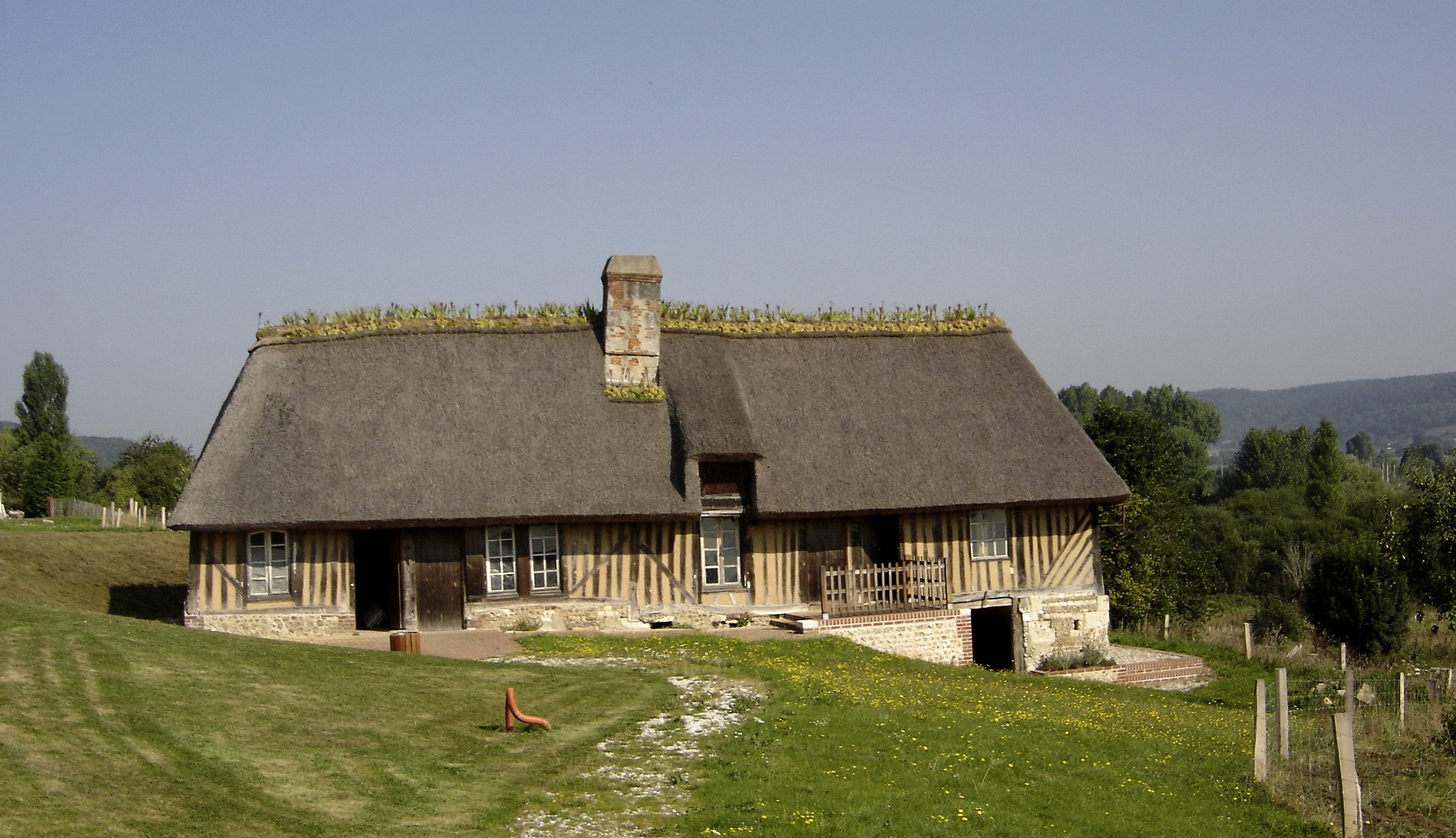
Chaumière normande à Saint-Sulpice-de-Grimbouville.
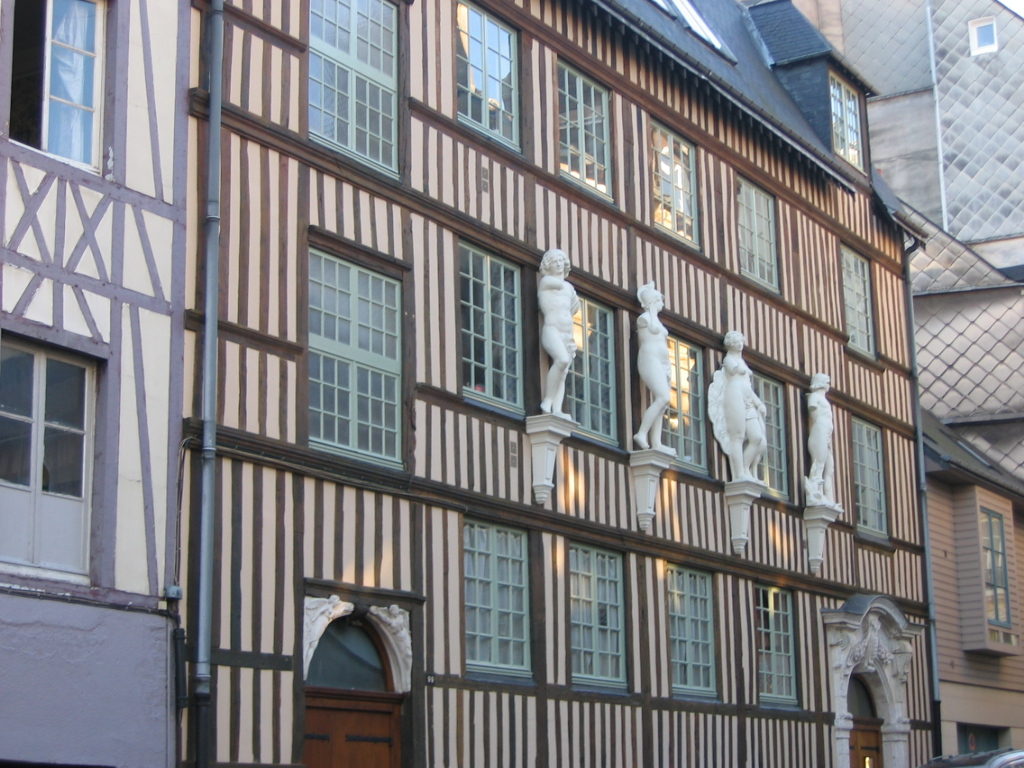
Maison à colombage à Rouen.
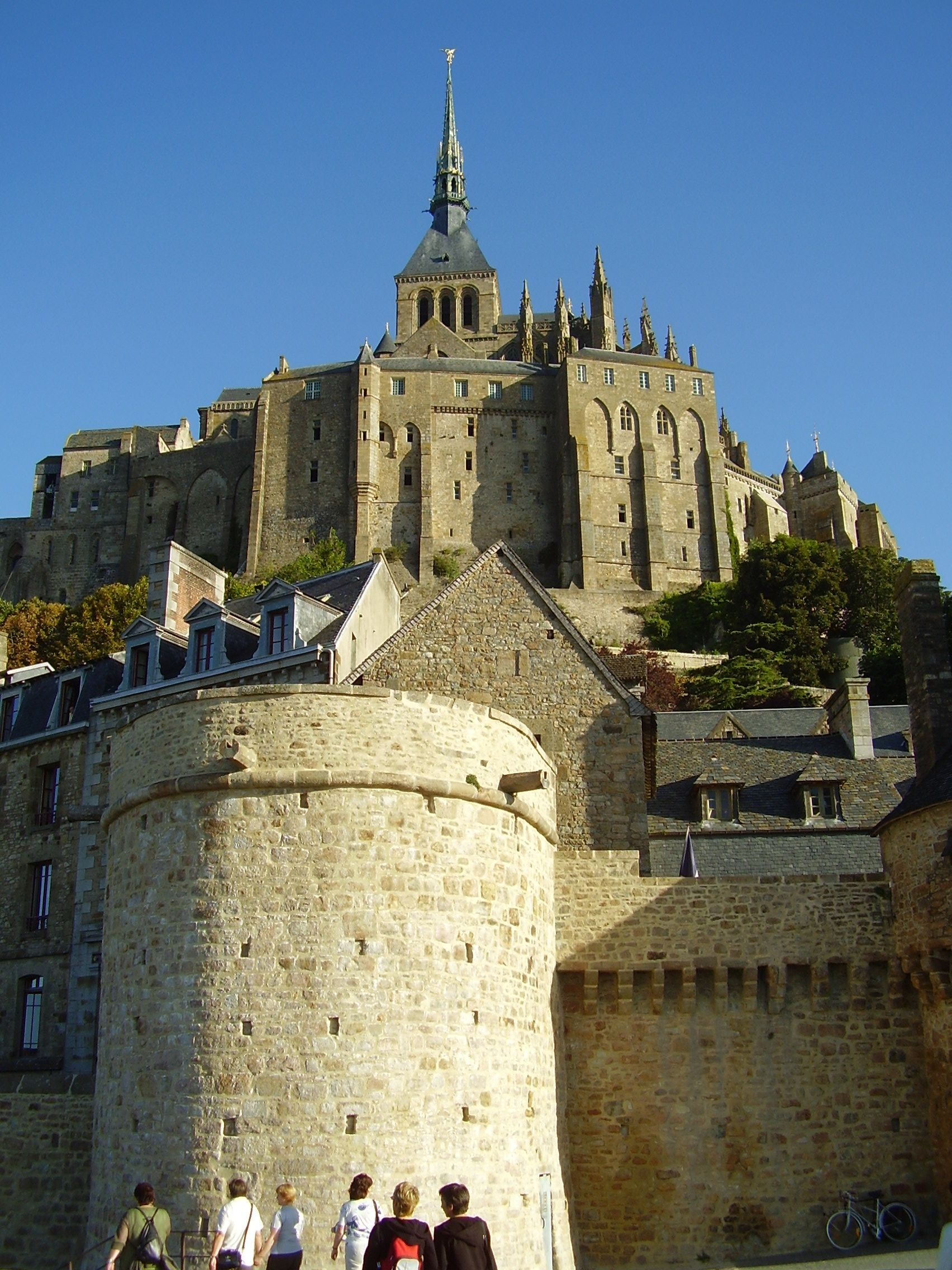
Le mont Saint-Michel (édifié dès le Xe siècle).
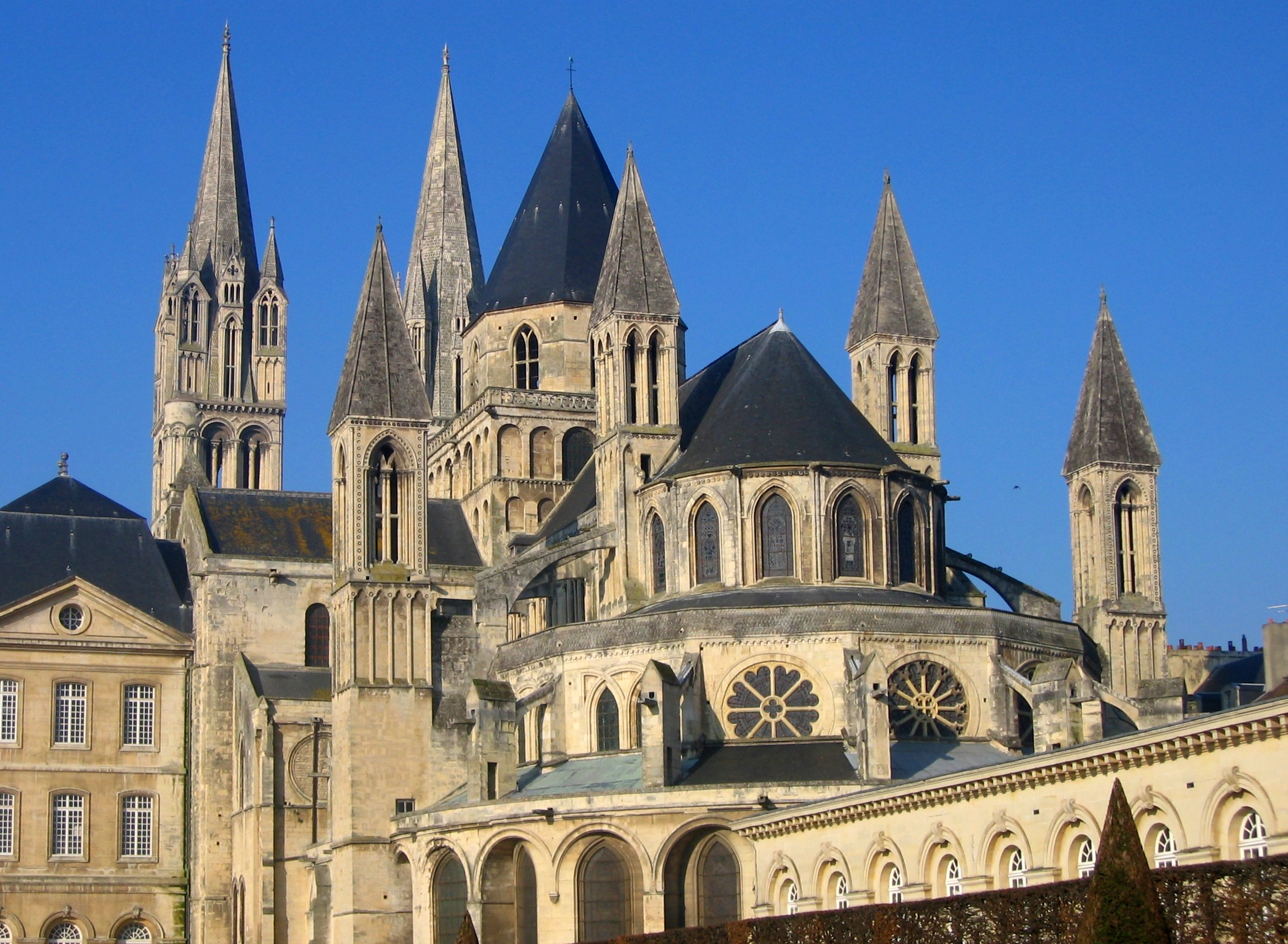
L'abbaye aux Hommes de Caen (construite entre le XIe et le XVIIIe siècle).
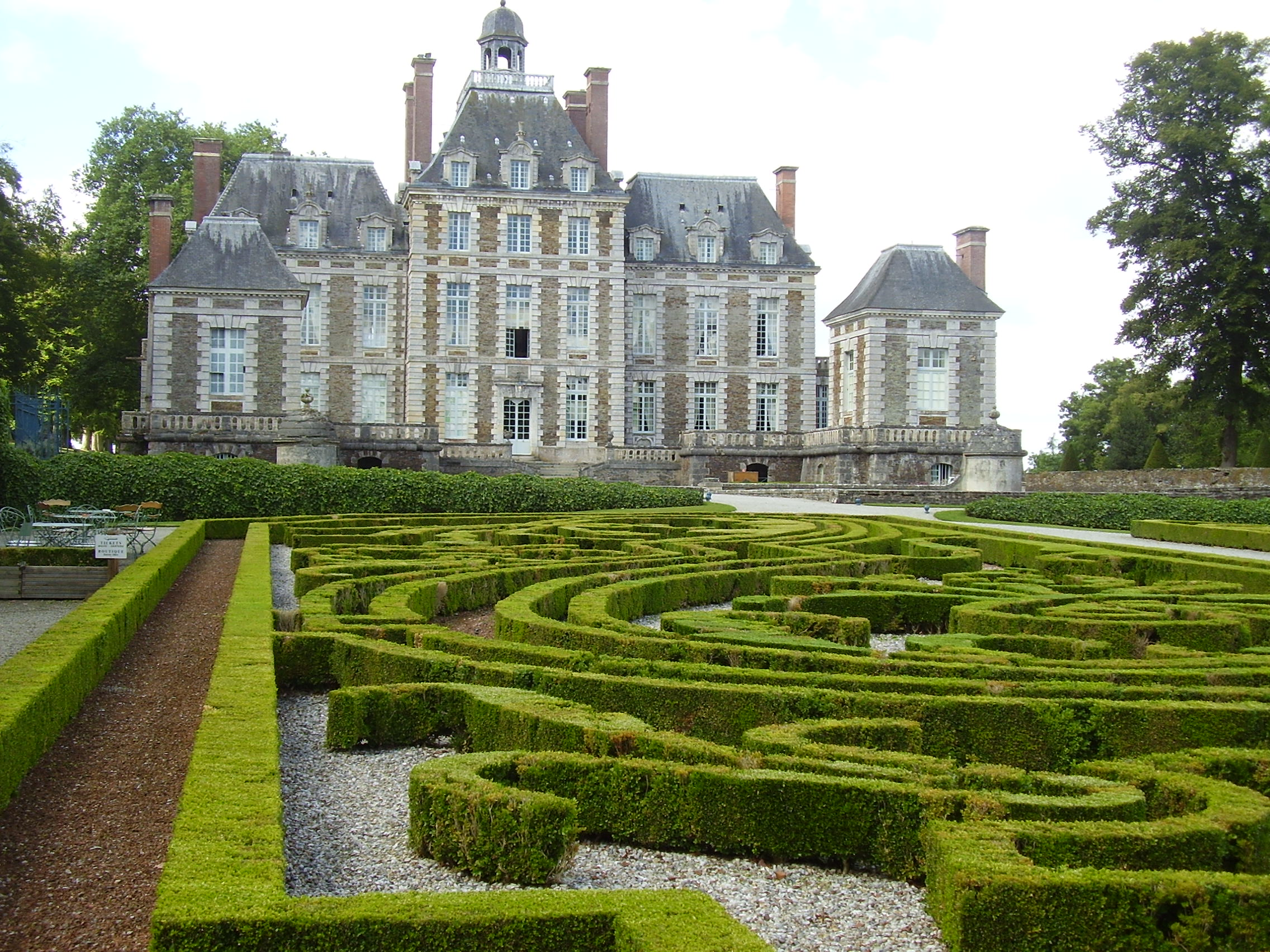
Le château de Balleroy (édifié à partir de 1626), construit en briques et en pierres, marque un tournant dans l'histoire de l'architecture française[131].
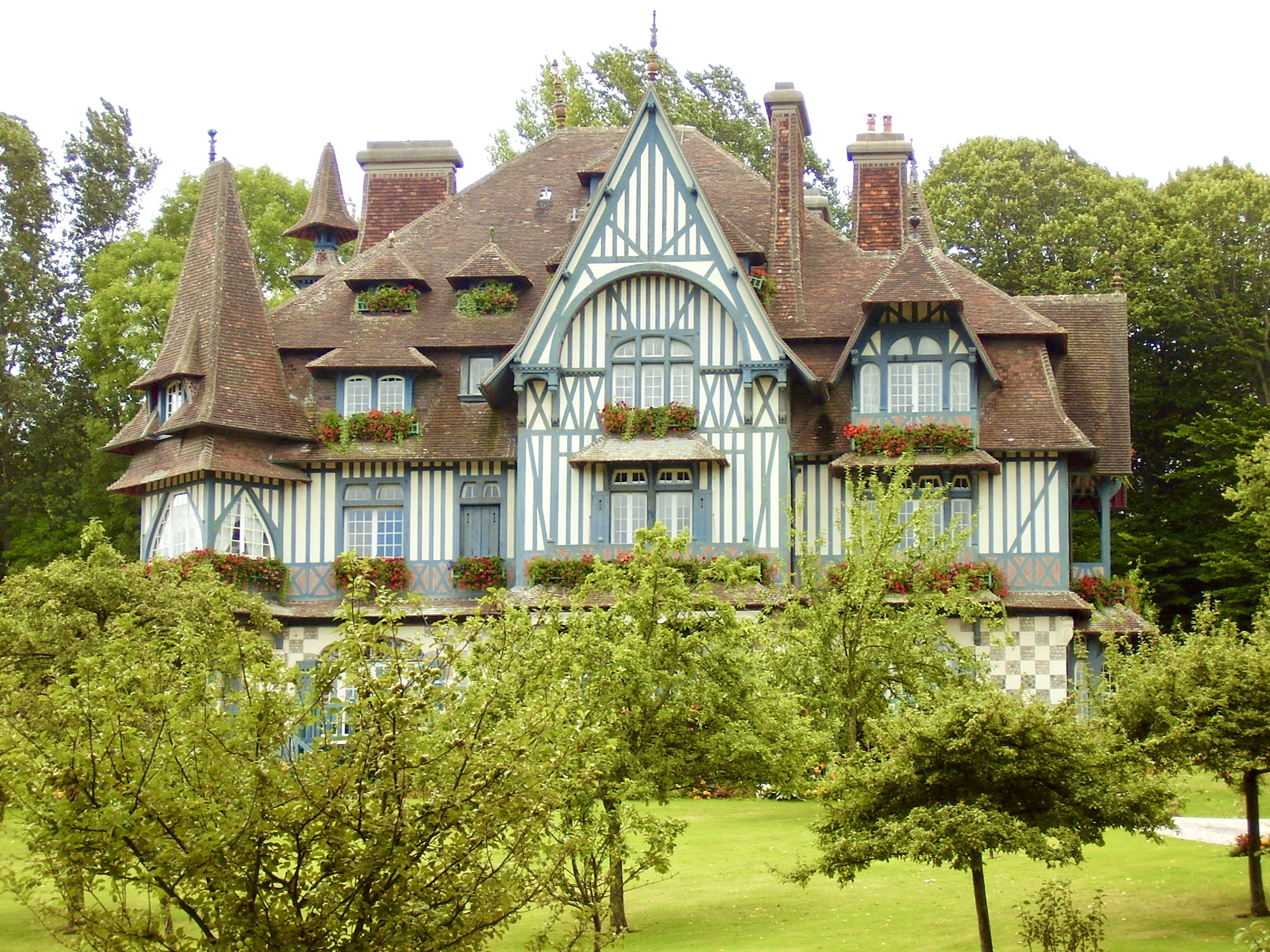
Villa Strassburger à Deauville, construite au début du XXe siècle.
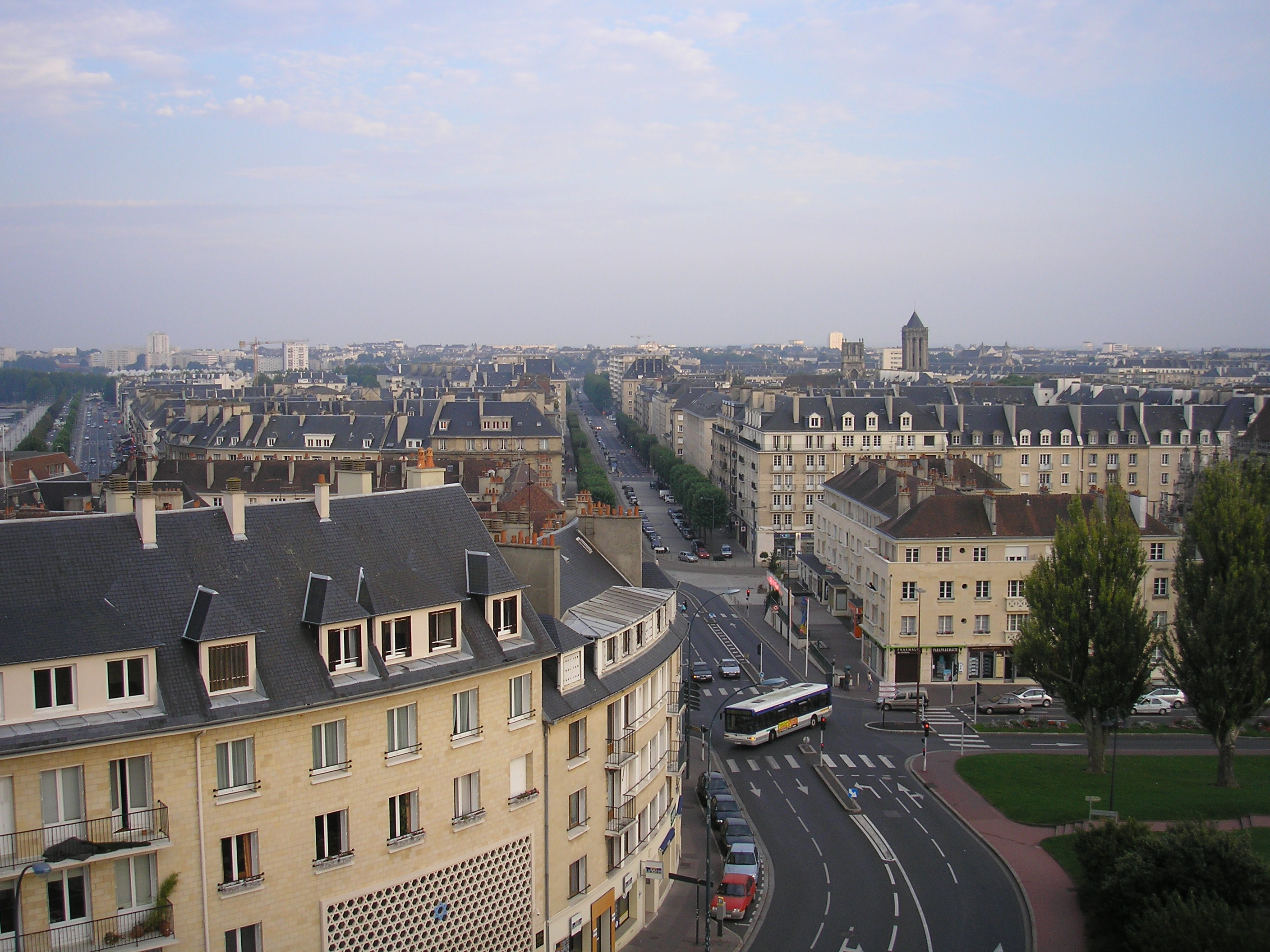
L'avenue du Six-Juin à Caen.
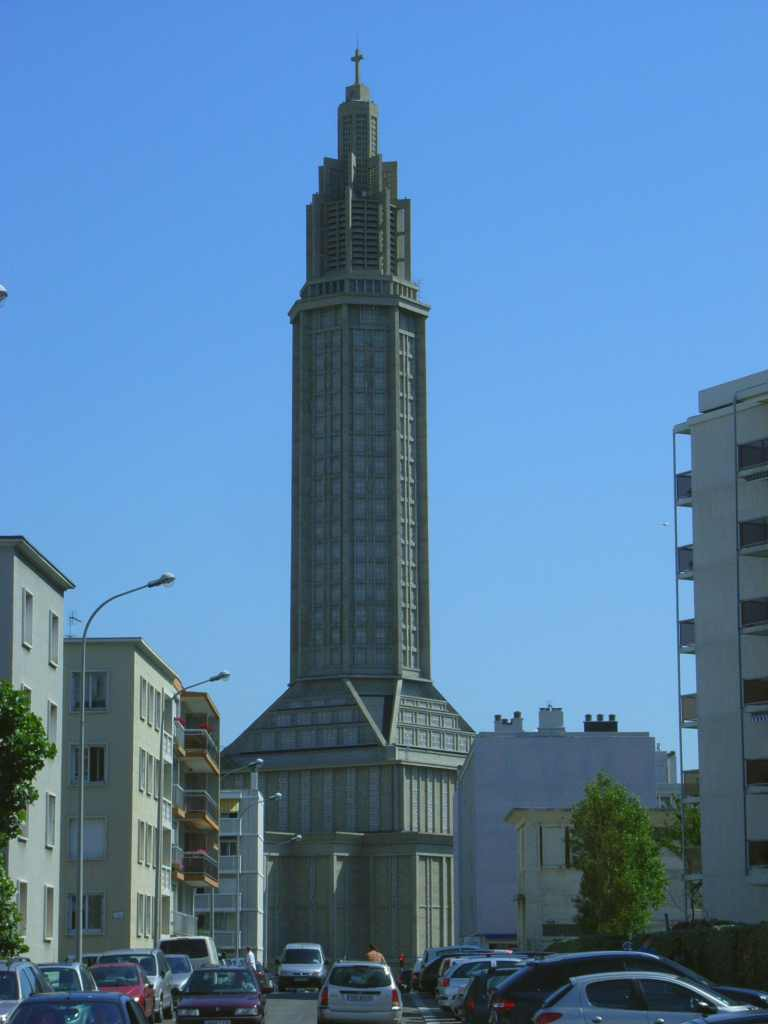
Rue Frederick-Lemaitre au Havre.

### Gastronomie
La gastronomie normande repose sur les quatre principaux produits de ses terroirs : la pomme, le lait, la viande et les fruits de mer. Ces abondants produits constituent la base de nombreuses spécialités régionales.
Région cidricole, la Normandie utilise les pommes, le cidre et le calvados dans sa cuisine. Elle produit également à partir de poires spécifiques le poiré et une eau de vie de poiré; le « Calvados Domfrontais » (AOC depuis 1997) est obtenu à partir de pommes mais aussi 30 % de poires à poiré minimum..

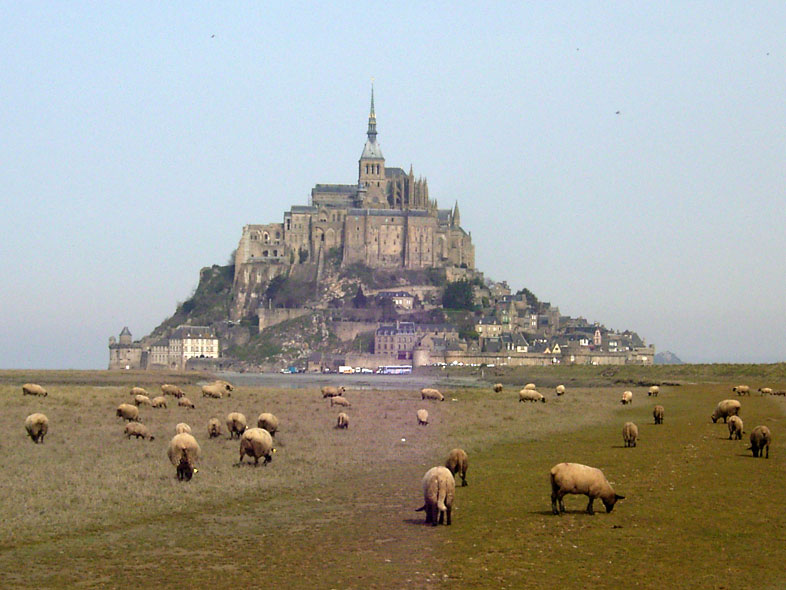
Les agneaux de pré-salé du mont Saint-Michel.
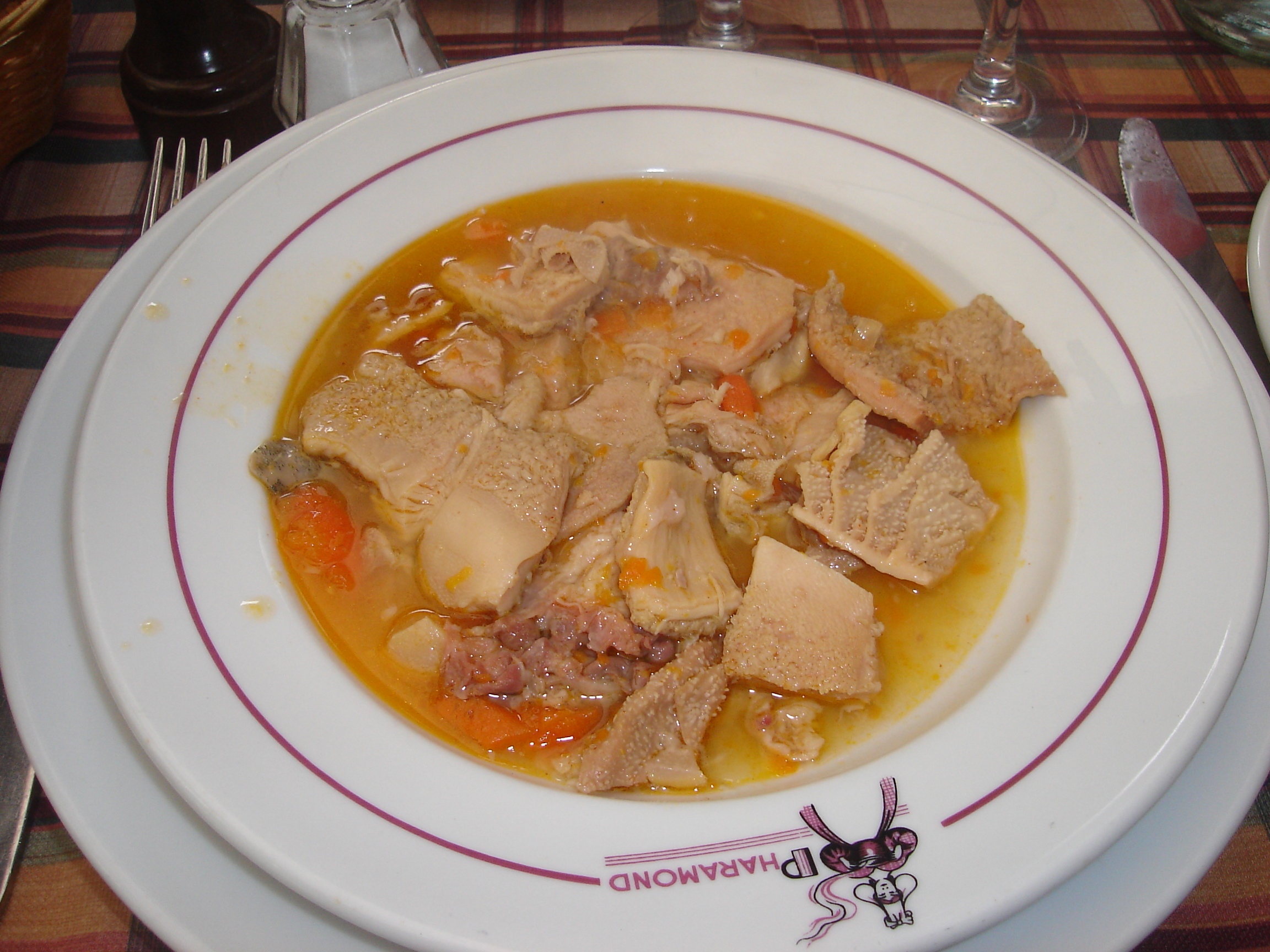
Tripes à la mode de Caen.
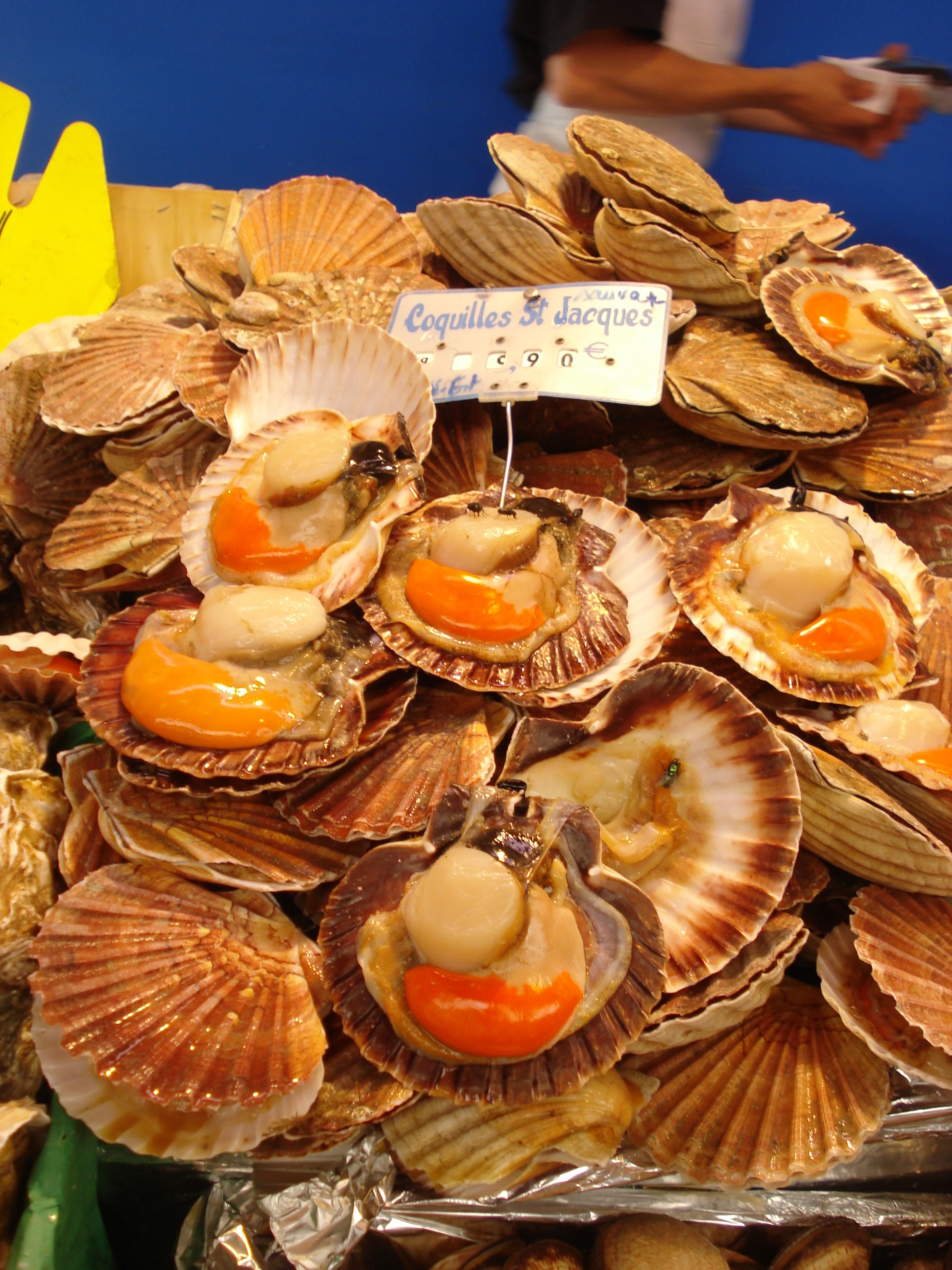
Coquilles Saint-Jacques.
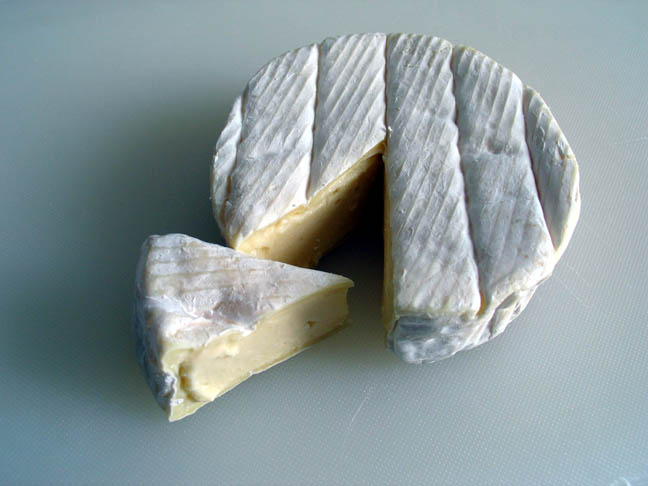
Camembert de Normandie.
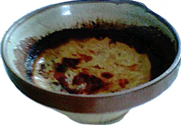
La teurgoule.
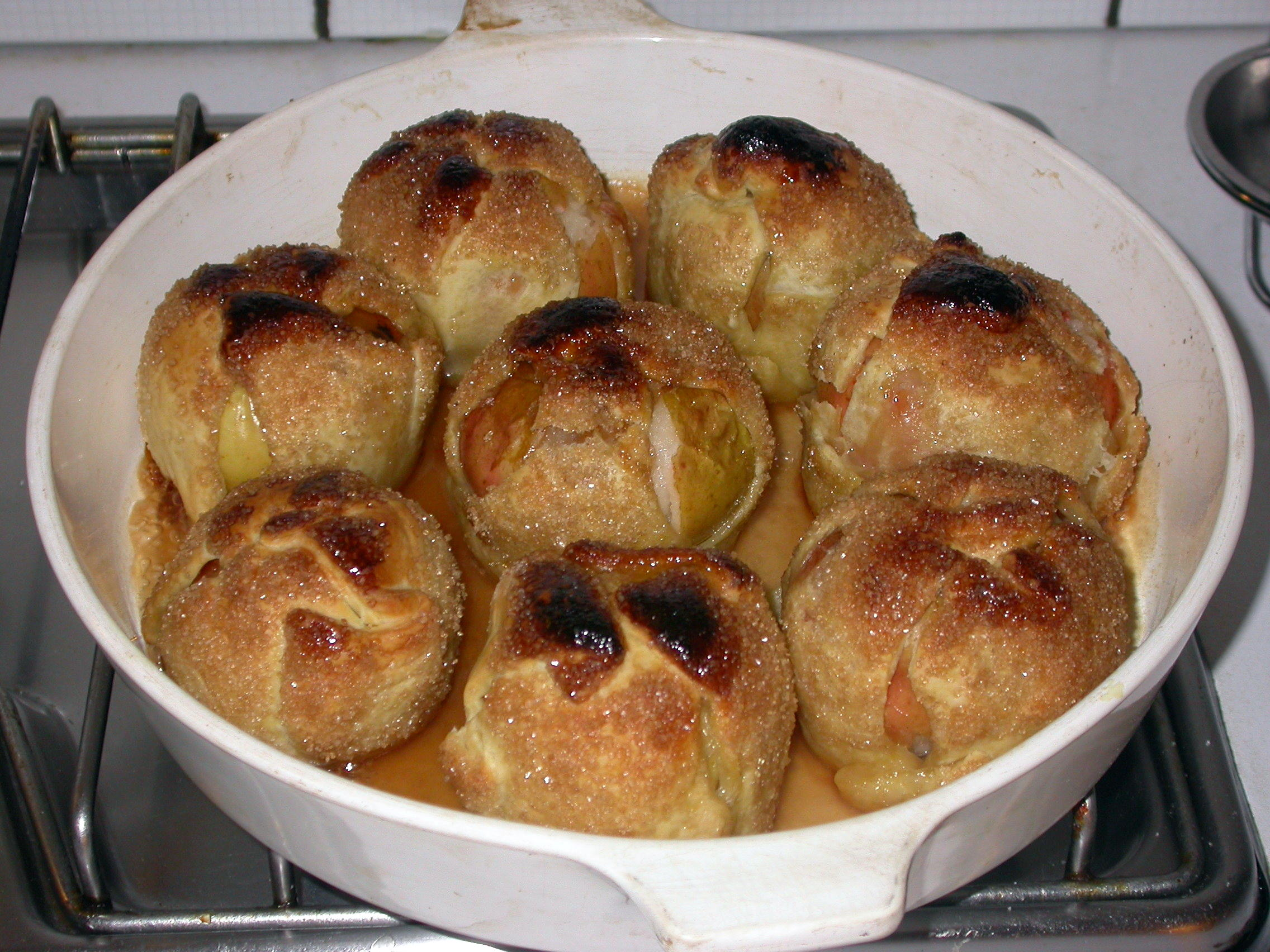
Bourdelots.
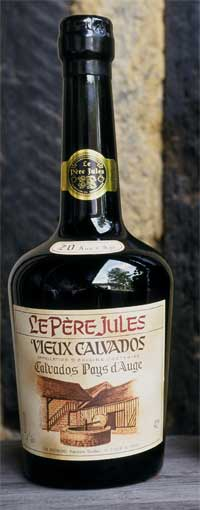
Calvados
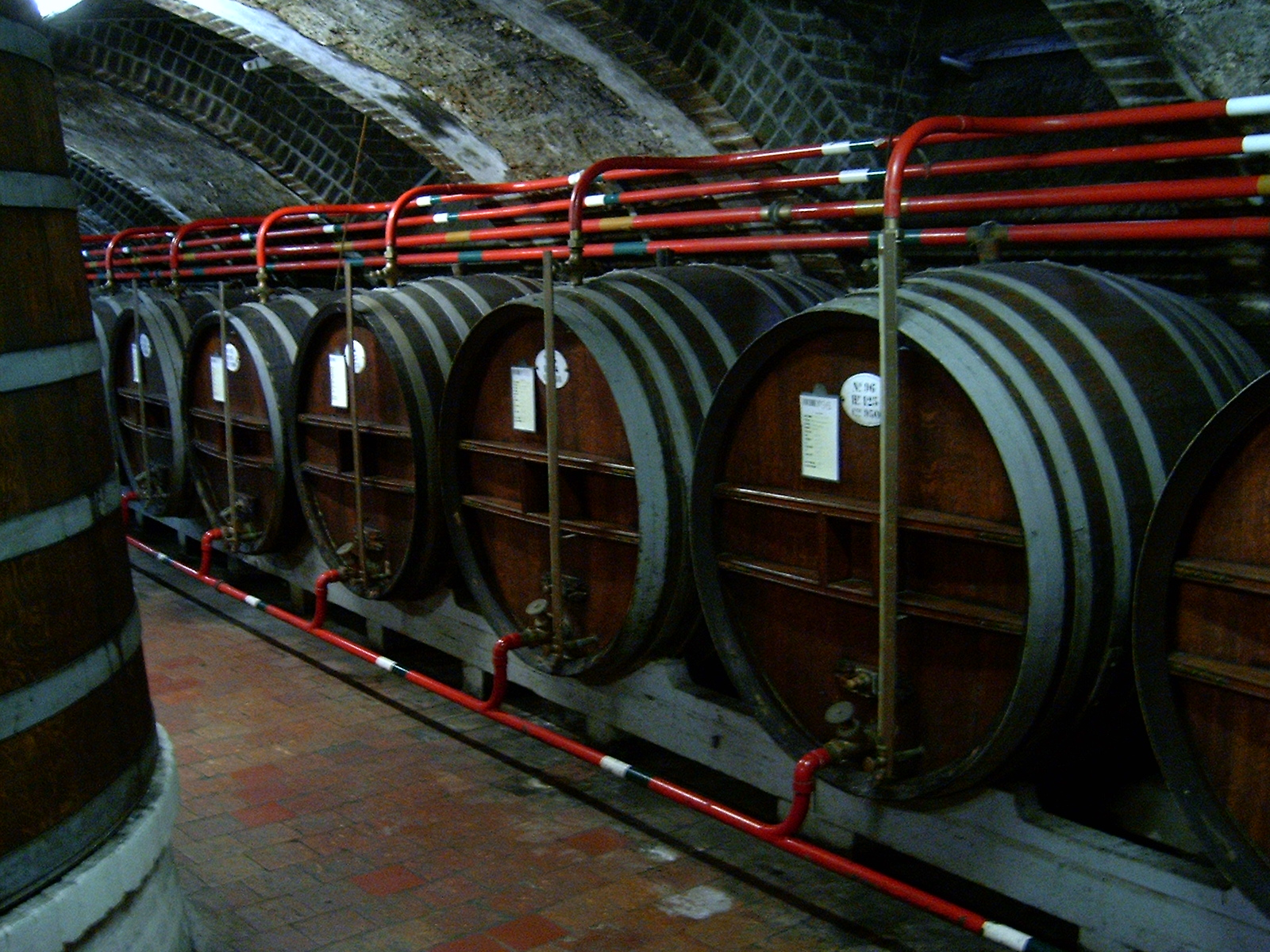
Fûts de bénédictine.
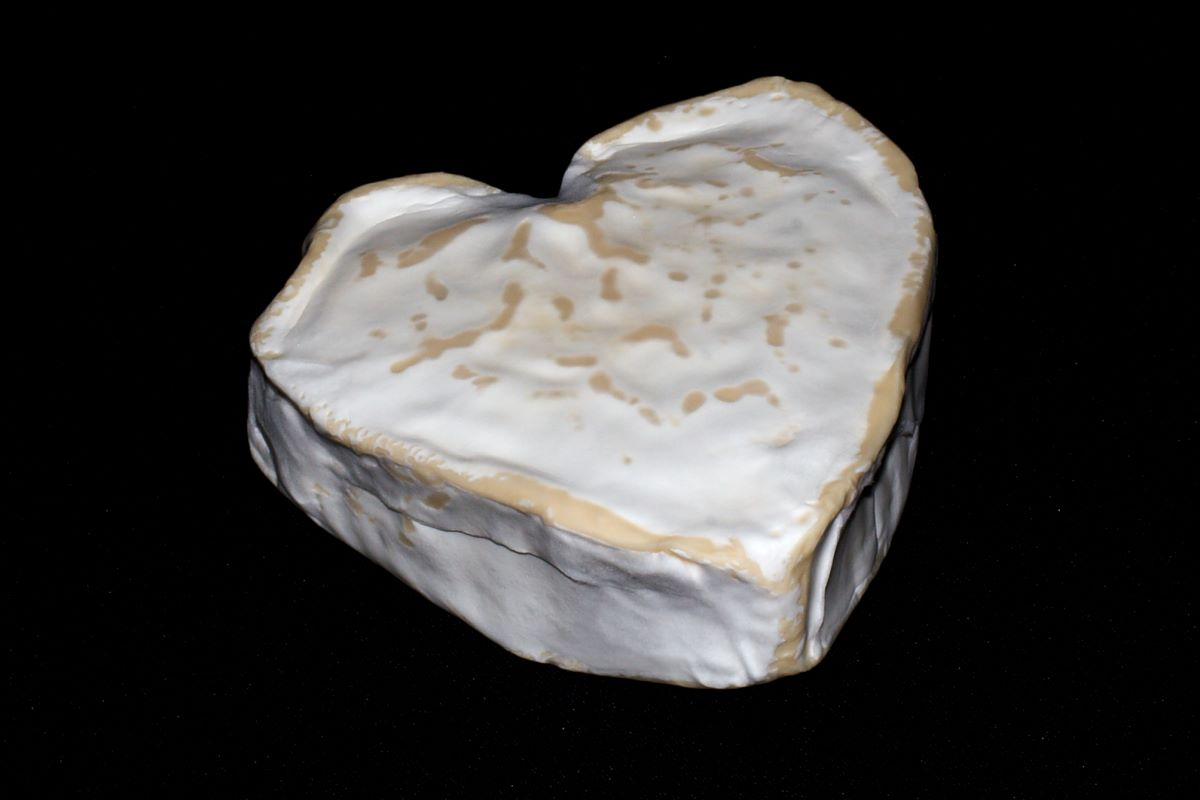
Le neufchâtel du pays de Bray.

### Médias normands
- Le Courrier cauchois ;
- Paris-Normandie ;
- Le Poulpe
- Patrimoine normand ;
- Côté Rouen ;
- Tendance Ouest ;
- L'Impartial ;
- La Presse de la Manche ;
- La Manche libre.

### Natifs notoires de Normandie
- Prix Nobel : Louis de Broglie ; Charles Nicolle (1866-1936) ; Victor Grignard (1871-1935) ; Annie Ernaux ;
- Grands-croix de la Légion d'honneur : André Maurois ;
- César d'honneur : Jean Marais ;
- César de la meilleure actrice dans un second rôle : Valérie Lemercier ;
- César du meilleur acteur : Philippe Torreton ;
- Lauréat du prix Goncourt : Jacques-Pierre Amette ; Guy Mazeline ; Marius Grout ; Patrick Grainville ; Pascal Quignard.

### Fête régionale
En 2013, la société civile crée la Fête des Normands, fête régionale de la Normandie, célébrée autour du 29 septembre, jour de la Saint Michel, de chaque année, sur l'ensemble du territoire normand, en France et à l'étranger. En 2017, elle est patronnée par la commission nationale française pour l'UNESCO.